# Cyanobakterien
Die Cyanobakterien (wissenschaftlich Cyanobacteria, von altgriechisch κυανός kyanós, deutsch ‚blau‘, daher auch Blaugrünbakterien) bilden eine Abteilung (Phylum) der Domäne Bacteria. Sie zeichnen sich vor allen anderen Bakterien durch ihre Fähigkeit zur oxygenen Photosynthese aus. Früher wurden sie zu den Phycophyta (Algen) gerechnet und als Klasse Cyanophyceae („Blaualgen“) geführt. Der Name Cyanophyceae für eine einzige Klasse der Abteilung Cyanobacteria wird auch heute noch teilweise verwendet, etwa von AlgaeBase, während andere Quellen innerhalb der Cyanobakterien verschiedene Teilklassen (wie Gloeobacteria und Oscillatoriophycideae) identifizieren.
Einige Cyanobakterien enthalten neben anderen Photosynthese-Farbstoffen blaues Phycocyanin und ihre Farbe ist deshalb blaugrün – ein Umstand, dem die ganze Klade ihre verschiedenen Namen (Cyanobakterien, Blaugrünbakterien und Blaualgen) verdankt, darunter auch Mitglieder, die kein Phycocyanin enthalten und daher nicht blaugrün gefärbt sind.
Der Begriff „Algen“ bezieht sich im weiteren Sinn auf alle Wasserorganismen, die zur Photosynthese fähig sind, das trifft für die echten Cyanobakterien (Oxyphotobacteria, s. u.) wie auch für die eukaryotischen Grünalgen zu, worin die Bezeichnung „Blaualgen“ begründet ist. Cyanobakterien besitzen aber im Gegensatz zu Algen keinen echten Zellkern und sind somit als Prokaryoten nicht mit den im üblichen Sprachgebrauch als „Algen“ bezeichneten eukaryotischen Lebewesen (Grünalgen etc.) verwandt, sondern gehören zu den Bakterien – aus diesem Grund findet sich für das Taxon gelegentlich auch die etwas ungenaue Bezeichnung Cyanoprokaryoten (englisch cyanoprokaryotes).
Cyanobakterien  besiedeln vermutlich seit mehr als 3,5 Milliarden Jahren (Archaikum) die Erde und zählen zu den ältesten Lebensformen überhaupt. Sie können die Richtung des Lichteinfalls wahrnehmen. Nach der Endosymbiontentheorie sind die Cyanobakterien die Vorläufer der Chloroplasten: Chlorophyllfreie Vorläufer („Protozoen“) nahmen einst Cyanobakterien auf, die zu Endosymbionten und dann zu Chloroplasten wurden. Erst die Cyanobakterien machten also die Grünalgen grün.
Manchmal wird abweichend die Bezeichnung Cyanobakterien bzw. Cyanobacteria sensu lato (im weiteren Sinne) verwendet, indem einige verwandte Gruppen (wie die Melainabacteria und die Sericytochromatia) miteinbezogen werden, die keine Photosynthese betreiben. Die eigentlichen, photosynthetisch aktiven Cyanobakterien werden dann als Oxyphotobacteria bezeichnet. Wegen ihrer hohen Diversität hat es auch Vorschläge gegeben, den Cyanobakterien (sensu lato) den Rang eines Superphylums (Überabteilung) zu verleihen (Cavalier-Smith 2006).
Das National Center for Biotechnology Information (NCBI) verwendet jedoch den Terminus Cyanobacteria (Cyanobakterien) sensu stricto (im engeren Sinne) synonym zu Oxyphotobacteria, und für die größere Verwandtschaftsgruppe die Bezeichnung Cyanobacteria/Melainabacteria group (Cyanobacteria/Melainabacteria-Gruppe). Wo nicht anders vermerkt, wird im weiteren Verlauf dieser Sprachgebrauch übernommen.
Mehr als 2000 Arten von Cyanobakterien sind benannt, die in etliche Ordnungen eingeteilt werden; die Identifizierung von Klassen ist derzeit (Oktober 2021) noch nicht abgeschlossen (s. o.).

## Merkmale und Vorkommen
Cyanobakterien sind gramnegativ und ein- bis vielzellig. Bei mehrzelligen Cyanobakterien ist die Anordnung der Zellen entweder hintereinander in langen Fäden (Trichome genannt, zum Beispiel Anabaena und Oscillatoria), flächig (zum Beispiel Merismopedia) oder räumlich (zum Beispiel Pleurocapsa und Microcystis).
Cyanobakterien kommen als Kosmopoliten ubiquitär überwiegend in Süßwasser und Feuchtböden vor, aber auch in Meereswasser, auf Baumrinde und auf Gesteinsoberflächen.

## Photosynthese bei Oxyphotobacteria

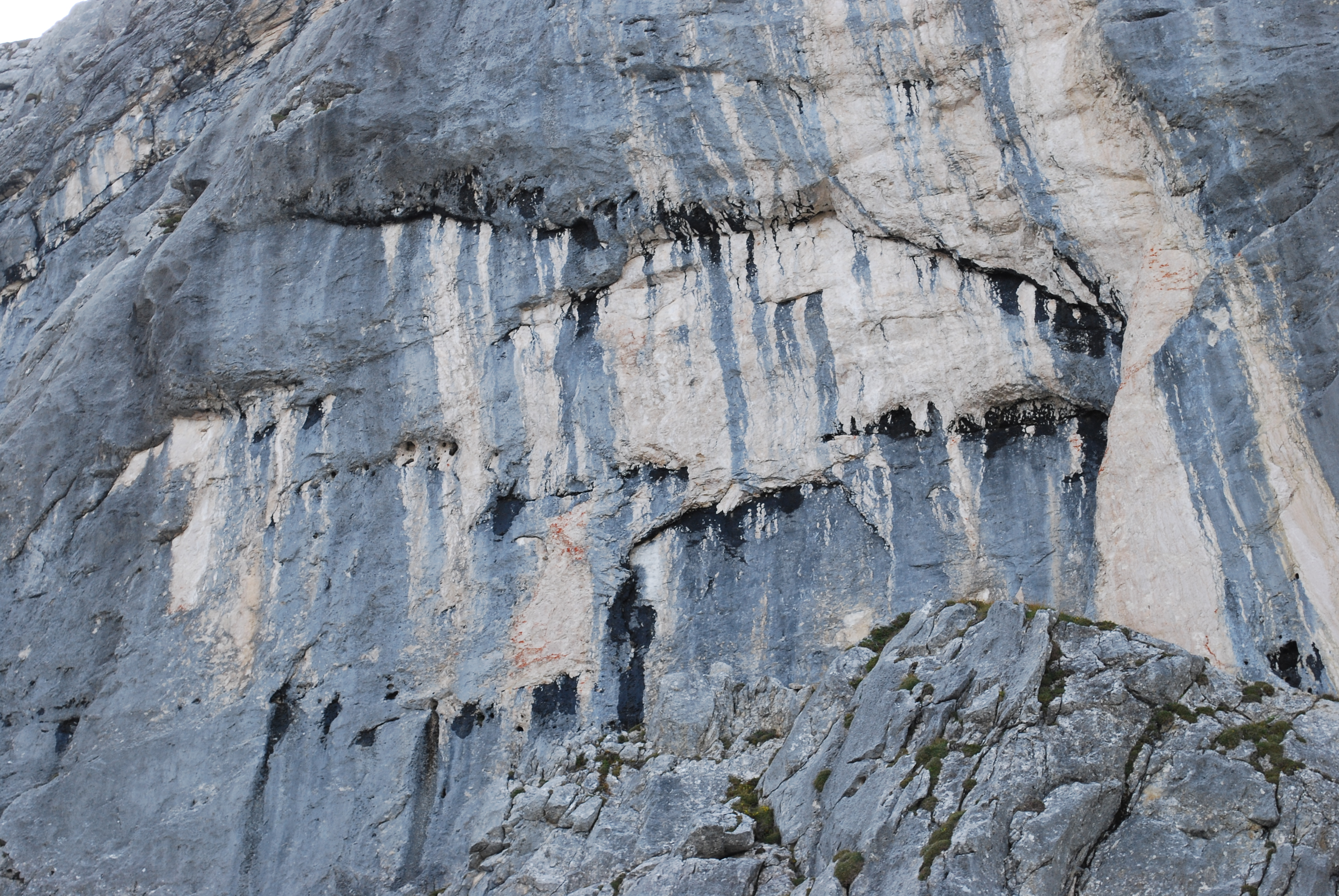
Blaue und schwarze Tintenstriche an der Nordflanke der Alpspitze

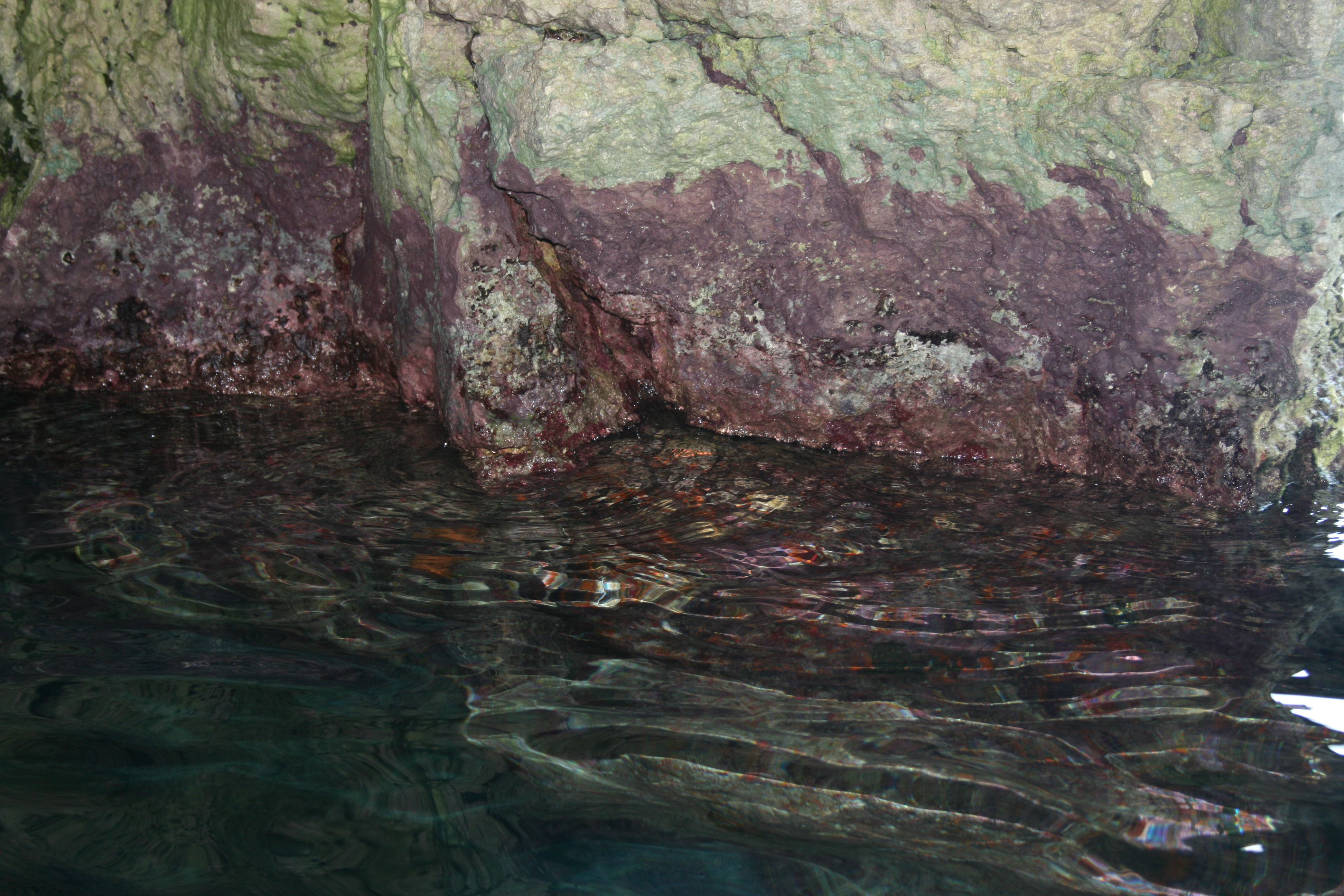
Blaualgen in der Blauen Grotte (Malta)

Die Photosynthese der Cyanobakterien findet an bzw. in deren Thylakoidmembranen statt und läuft dort ähnlich wie in den Thylakoiden der Chloroplasten der eukaryotischen Algen, Moose, Farne und Samenpflanzen ab. Die Cyanobakterien nutzen für ihre Photosynthese nicht nur den Teil des Lichtspektrums, den auch die grünen Pflanzen verwenden, sondern sie haben neben Chlorophyll a einen zusätzlichen Antennenkomplex in Form von Phycobilisomen, in denen Phycobiline, nämlich Phycocyanin (blau) oder Phycoerythrin (rot), enthalten sind. Phycocyanin verleiht vielen Cyanobakterien ihre bläuliche Färbung, manchen (z. B. Planktothrix rubescens) verleiht Phycoerythrin eine rote Färbung. Da das Verhältnis der einzelnen Pigmente zueinander stark schwanken kann, erscheinen Cyanobakterien mitunter auch grün oder sogar schwarz (‚Tintenstriche‘). Phycobiline ermöglichen die Nutzung eines größeren Bereichs des Lichtspektrums (in der Grünlücke der Pflanzen, dem Wellenlängenbereich von ca. 500 bis 600 nm). Die Effizienz der Lichtverwertung ist bei Phycoerythrin sogar größer als beim Chlorophyll. Cyanobakterien können auf diese Weise ausgesprochene Schwachlichtbereiche erfolgreich besiedeln, wie z. B. die Unterseite von Flussgeröll oder tiefe Schichten in Seen.
Einige Cyanobakterien können auch eine anoxygene Photosynthese mit Schwefelwasserstoff (H2S) als Reduktionsmittel betreiben, sie bilden dabei also keinen Sauerstoff (O2). Vor kurzem wurde ein Cyanobakterium entdeckt (UCYN-A, engl. unicellular N2-fixing cyanobacteria in „group A“), bei dem das Photosystem II fehlt. Photosystem II enthält den wasserspaltenden Komplex, so dass dieses Cyanobakterium keine oxygene Photosynthese betreiben kann. Im Gegensatz zu oxygenen photoautotrophen Lebewesen fixiert dieser Stamm nicht Kohlenstoffdioxid (CO2) im Calvin-Benson-Bassham-Zyklus und ist photoheterotroph. UCYN-A assimiliert aber elementaren Stickstoff (Distickstoff, N2), indem er ihn reduziert.

## Nichtphotosynthetische Cyanobakterien
Durch Genomanalysen ribosomaler 16S-rRNA wurden Verwandte der Cyanobakterien identifiziert, die keine Photosynthese betreiben. Sie werden u. a. als Melainabacteria und Sericytochromatia in der Literatur geführt. Weitere Genomanalysen haben ergeben, dass in beiden Stämmen die Gene für die Photosynthese fehlen. Infolgedessen haben sie sich stammesgeschichtlich von den Vorläufern der jetzigen Oxyphotobacteria (d. h. der echten Cyanobakterien) abgespalten, bevor diese über horizontalen Gentransfer zur Photosynthese befähigt wurden. Dies deutet auch darauf hin, dass der gemeinsame Vorläufer aller Cyanobakterien selbst nicht photosynthetisch aktiv war (s. u.).
Cyanobakterien, Melainabakteria, Sericytochromatia bilden zusammen mit einigen weiteren kleineren Gruppen eine als Cyanobacteria/Melainabacteria-Gruppe bezeichnete Klade (Verwandtschaftsgruppe) innerhalb der postulierten Terrabacteria.
Ähnlich wie bei einigen Melainabakterien die Geißeln wieder verloren gingen, haben auch einige der echten Cyanobakterien (alias Oxyphotobacteria) die Fähigkeit zur Photosynthese verloren. Spirulina albida ist ein chlorophyllfreies, heterotrophes und saprotrophes Süßwasser-Cyanobakterium aus der Gattung Spirulina (nicht zu verwechseln mit Arthrospira, informell Spirulina genannt).
Spirulina albida kommt in Oberflächenfilmen vor.

## Stoffwechsel

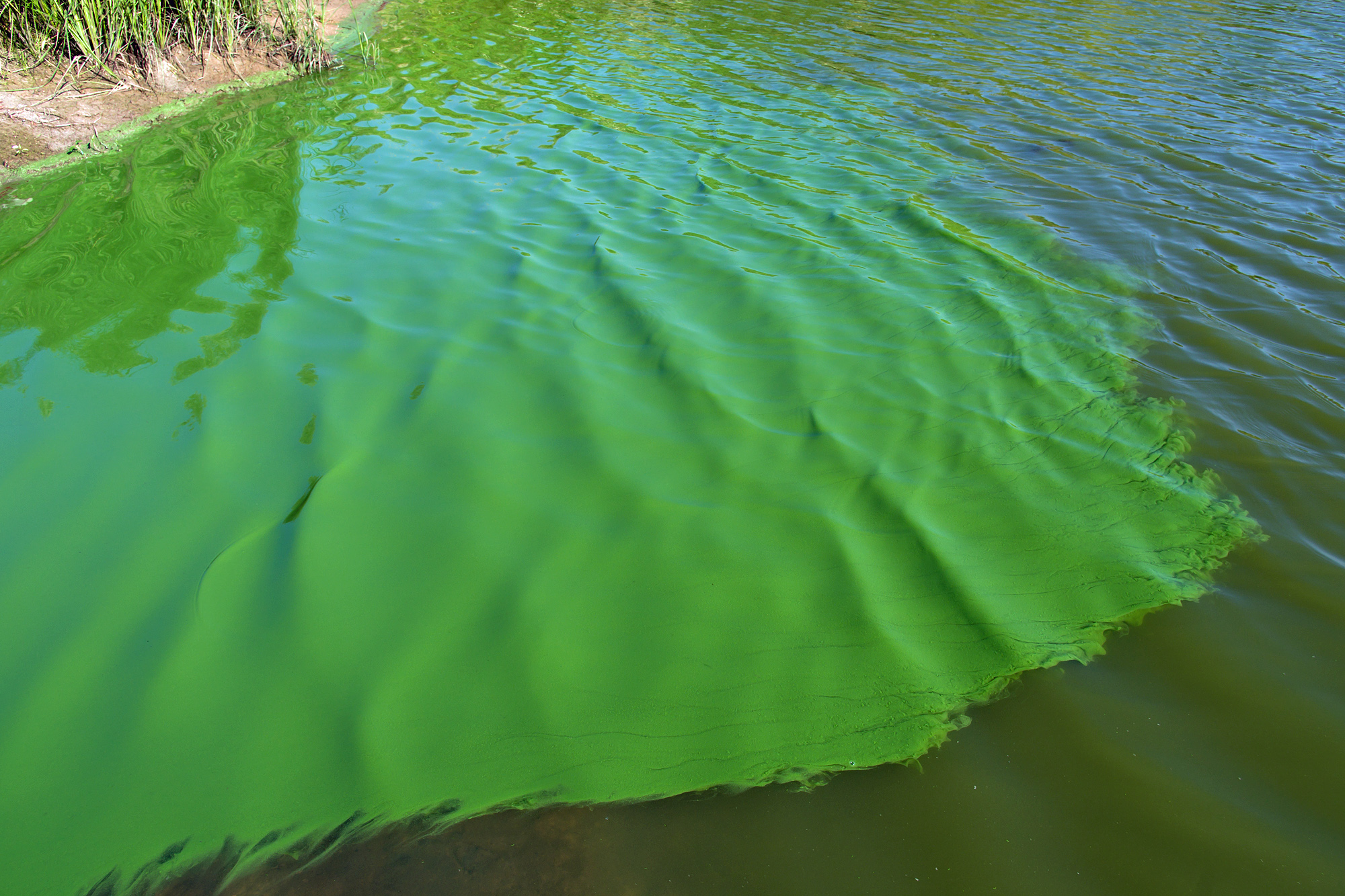
„Blaualgenblüte“ in einem Baggerteich, durch Winddrift in einer Gewässerecke stark konzentriert

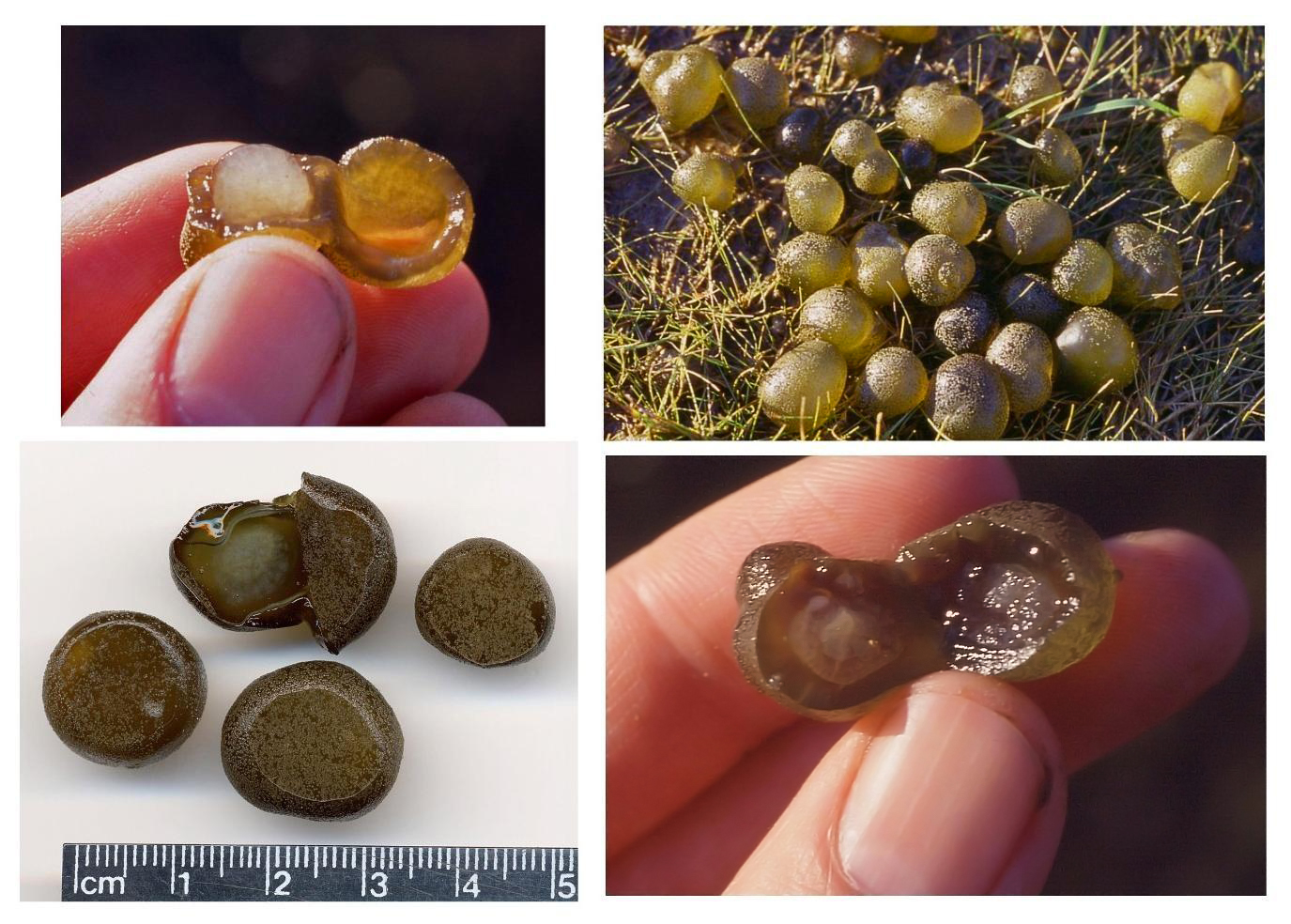
Kugelige Kolonien gallertiger Süßwasser-Cyanobakterien, sogenannte Teichpflaumen

Viele Cyanobakterien können Stickstofffixierung betreiben: In Heterozysten wandeln sie molekularen Stickstoff (N2), abhängig vom pH-Wert, in Ammonium (NH4+) oder Ammoniak (NH3) um.
Cyanobakterien produzieren sehr unterschiedliche Toxine. Am bekanntesten sind die Microcystine bei Vertretern der Gattung Microcystis sowie Cylindrospermopsin. Darüber hinaus konnte selbst in nicht näher verwandten Arten ein Neurotoxin, die giftige Aminosäure β-Methylamino-alanin (BMAA) nachgewiesen werden. Ausgehend von einem oft massenhaften Auftreten von Cyanobakterien bei sogenannten „Blaualgenblüten“ können beim Verzehr von Fischen oder Muscheln solche Toxine und auch BMAA über die Nahrungskette in den menschlichen  Organismus gelangen und gelegentlich zu tödlichen Vergiftungen führen.
Cyanobakterien wurden und werden in der Naturstoffchemie sehr intensiv untersucht. Die bisher identifizierten Sekundärmetaboliten zeigen sehr unterschiedliche pharmakologische Wirkungen.
Forscher der Carnegie Institution fanden Anfang 2006, dass im Yellowstone-Nationalpark lebende Cyanobakterien einen im Tag-Nacht-Rhythmus wechselnden Stoffwechsel betreiben: tagsüber Photosynthese und nachts Stickstofffixierung. Dies ist nach heutigem Wissensstand einmalig.

## Systematik

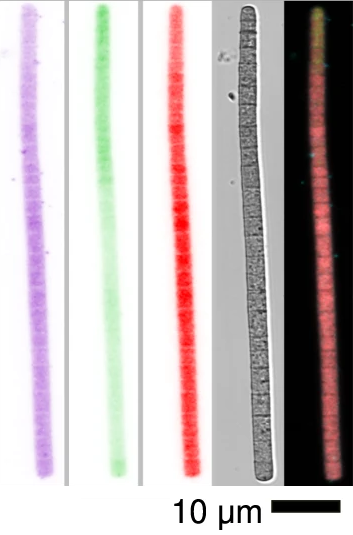
Filamente (fädige Kolonien) von Trichodesmium sp. aus dem Indischen Ozean. Verschiedene Methoden der Farbgebung, rechts deren Überlagerung.

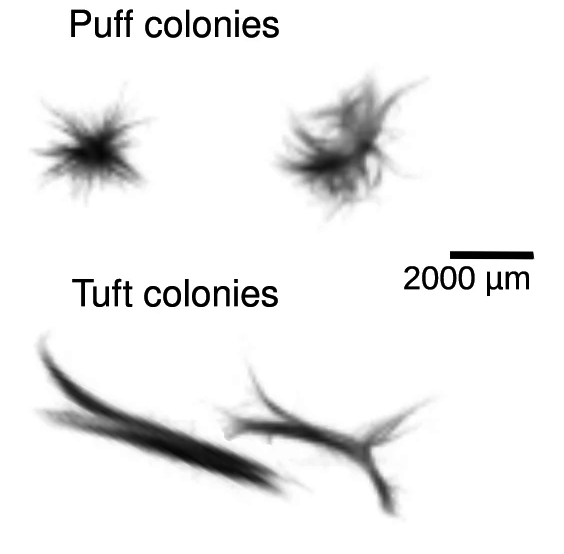
Verschiedenartige Aggregate von Trichodesmium-Filamenten aus dem Nordatlantik.

Zur Taxonomie der Cyanobakterien existieren derzeit mehrere Systeme.

### Taxonomie nach LPSN (und NCBI)
Die Taxonomie-Datenbank des US-amerikanischen National Center for Biotechnology Information (NCBI) weist nur einem Teil der Cyanobakterien-Ordnungen eine der beiden Klassen zu. Bergey’s Manual of Systematic Bacteriology verwendet anstelle von Ordnung und Familie die selbst erfundenen Ränge Subsection und Subgroup, welche statt mit Namen mit römischen Ziffern bezeichnet werden, da nicht alle gebräuchlichen Ordnungen und Familien nach dem Bacteriological Code gültig beschrieben wurden.
Die Taxonomie der Cyanobakterien wurde von Strunecký & Mareš 2022/2023 neu geordnet.
Diese Änderungen sind bereits in der List of Prokaryotic names with Standing in Nomenclature (LPSN) enthalten.
Die folgende Taxonomie richtet sich nach der LPSN mit einigen Anmerkungen bzgl. Abweichungen in der Taxonomie des National Center for Biotechnology Information (NCBI), Stand: 26. Dezember 2023 (Ordnungen der Oxyphotobacteria 18. April 2025):
Klade Cyanobacteria/Melainabacteria-Gruppe
[Cyanoprokaryota] (N)
- Phylum „Candidatus Margulisiibacteriota“ corrig. Anantharaman et al. 2016 (syn. Margulisbacteria, früher RIF30, RBX1/ZB3)[28][29][30][31]
  - Klasse „Ca. Marinamargulisbacteria“ Matheus-Carnevali et al. 2019[30] (L,N)
  - Klasse „Ca. Riflemargulisbacteria“ Matheus Carnevali et al. 2019[30] (N)
  - Klasse „Ca.  Termititenacia“ Utami et al. 2019 (L,N)

- Phylum „Candidatus Saganiibacteriota“ corrig. Probst et al. 2017 (syn. Saganbacteria, früher WOR-1)[28][29][32][33]

- ohne Zuordnung zu einem Phylum – in der GTDB zum Phylum Cyanobacteriota
  - Klasse „Candidatus Sericytochromatia“ Soo et al. 2017 (syn. Blackallbacteria, früher ML635J-21[34])[35][36]

- Phylum „Candidatus Melainabacteria“ Di Rienzi et al. 2013 (N) – in der LPSN zum Phylum Cyanobacteriota

- Phylum Cyanobacteriota Oren et al. 2022 (L)
= Cyanobakterien s. l.
  - Klasse „Ca. Melainabacteria“ Soo et al. 2014 (L) – in der NCBI-Taxonomie eigenes Phylum
  - Klasse Cyanophyceae Schaffner 1909 (L) = Cyanobakterien s. s.
= Klasse Oxyphotobacteria (ex Gibbons & Murray 1978) Murray 1988 (L)
= photosynthetische Cyanobakterien
    - Ordnung Acaryochloridales Strunecký & Mareš 2023 bzw. Miyashita et al. 2003 (L)
    - Ordnung Aegeococcales Strunecký & Mareš 2023
    - Ordnung „Alveoliales“ corrig. Konyushkov 1978 [„Alveolida“ Konyushkov 1978]
    - Ordnung „Bulliales“ corrig. Konyushkov 1978 [„Bulliida“ Konyushkov 1978] (L)
    - Ordnung Chroococcales corrig. Ardissone 1886 bzw. Schaffner 1922 [Ordnung Pleurocapsales Geitler 1925] (L)
      - Gattungen Chroococcus, Crocosphaera, Gloeocapsa, Gloeothece, Microcystis, Rippkaea, Gattung Pleurocapsa etc.

    - Ordnung Chroococcidiopsidales Komárek et al. 2014 (L)
      - Gattung Chroococcidiopsis etc.

    - Ordnung Coleofasciculales Strunecký & Mareš 2023 (L)
      - Familie Coleofasciculaceae mit Gattung Coleofasciculus[37]

    - Ordnung Desertifilalesv Strunecký & Mareš 2023 (L)
    - Ordnung Geitlerinematales Strunecký & Mareš 2023 (L)
      - Familie Geitlerinemataceae und Gattung Geitlerinema[38]

    - Ordnung Gloeobacterales Cavalier-Smith 2002 (L)
      - Gattung Gloeobacter etc.

    - Ordnung Gloeomargaritales Moreira et al. 2017 (L)
      - Gattung Gloeomargarita etc.

    - Ordnung Gomontiellales Strunecký & Mareš 2023 (L)
    - Ordnung Graniferales Vologdin 1962 (L)
    - Ordnung Janisjarviales corrig. Konyushkov 1978 [Janisjarviida Konyushkov 1978] (L)
    - Ordnung Leptolyngbyales Strunecký & Mareš 2023 bzw. Chuvochina et al. 2024 [Neosynechococcales Chuvochina et al. 2024]
    - Ordnung Nodosilineales Strunecký & Mareš 2023 (L)
    - Ordnung Nostocales Borzì 1914 bzw. Cavalier-Smith 2002, Geitler 1925 [Kenellales Korde 1973, Stigonematales (ex Geitler 1925) Cavalier-Smith 2002] (L)
      - Gattungen Anabaena, Aphanizomenon, Cylindrospermum, Cyanomargarita, Gloeotrichia, Halotia, Johannesbaptistia, Nostoc, Nodularia, Richelia, Rivularia, Stigonema, Trichormus etc.

    - Ordnung Oculatellales Strunecký & Mareš 2023 (L)
    - Ordnung Omachteniales corrig. Konyushkov 1978 [Omachtenida Konyushkov 1978] (L)
    - Ordnung Oscillatoriales Schaffner 1922 [„Oscillariales“ corrig. Bennett & Murray 1889] (L)
      - Gattungen Lyngbya, Oscillatoria, Arthrospira (de. Bez. Spirulina), Cyanothece, Planktothrix, Phormidium, Oxynema, Coleofasciculus etc.

    - Ordnung Pelonematales Skuja 1956 (L)
    - Ordnung Prochlorotrichales Strunecký & Mareš 2023 (L)
    - Ordnung „Pseudanabaenales“ Hoffmann et al. 2005 (L)
    - Ordnung Sarmaellales Vologdin 1962 (L)
    - Ordnung Spirulinales Komárek et al. 2014 (L)
      - Gattungen Lusitaniella, Spirulina (wiss. Name)

    - Ordnung „Synechococcales“ Hoffmann et al. 2005 (L)
      - Gattungen Acaryochloris, Cyanobium, Merismopedia, Parasynechococcus, Prochlorococcus, Prochloron, Prochlorothrix, Pseudanabaena, Synechococcus etc.

    - Ordnung Thermostichales Komarek et al. 2020 (L)

(L) – LPSN
(N) – Taxonomie des NCBI
Die Margulisiibacteriota (Margulisbacteria), Saganiibacteriota (Saganbacteria) und Sericytochromatia werden in der LPSN keinem höheren Taxon zugeordnet, in der Taxonomie des NCBI aber der Cyanobacteria/Melainabacteria-Gruppe unterstellt.
Eine Klade von Cyanobakterien mit α-Carboxysomen wird nach den in ihr enthaltenen (wichtigsten) Vertretern Synechococcus/Prochlorococcus/Cyanobium-Klade oder Alpha-Cyanobakterien (α-Cyanobacteria) genannt.
Eine weitere Klade von Cyanobakterien mit β-Carboxysomen, die u. a. Synechococcus enthält wird Beta-Cyanobakterien (β-Cyanobacteria) genannt.

### Taxonomie nach WoRMS
Die Taxonomie der World of Marine Species (WoRMS) kennt nur Salz-, Brack- und Süßwasserorganismen (rezent oder fossil). Es gibt nur die eine herkömmlich Klasse Cyanophyceae, die aber in Unterklassen unterteilt ist.
Taxonomie nach WoRMS (Stand 12. Oktober 2021):
Abteilung (Phylum) Cyanobacteria mit der einzigen Klasse Cyanophyceae (alias Myxophyceae)
- Unterklasse Nostocophycideae
  - Ordnung Nostocales
- Unterklasse Oscillatoriophycideae
  - Ordnung Chroococcales (mit Familie Gloeobacteraceae)
  - Ordnung Oscillatoriales
  - Ordnung Spirulinales
- Unterklasse Synechococcophycideae
  - Ordnung Pseudanabaenales
  - Ordnung Synechococcales (Fam. Synechococcaceae inkl. Prochlorococcaceae)
  - ohne Ordnungszuweisung: Acaryochloridaceae
- ohne Unterklassenzuweisung
  - Ordnung Pleurocapsales
  - Ordnung Stigonematales
- etliche Gattungen ohne jegliche weitere Zuordnung

### Taxonomie nach Cavalier-Smith
Thomas Cavalier-Smith nennt 6 Ordnungen, von denen er die Gloeobacterales (mit der einzigen Gattung Gloeobacter) in eine eigene Unterabteilung Gloeobacteria stellt und die andere Unterabteilung, die Phycobacteria, in die Klassen Chroobacteria (Ordnungen Chroococcales, Pleurocapsales, Oscillatoriales) und Hormogoneae (Nostocales, Stigonematales) aufteilt.

## Fossile Cyanobakterien
Die taxonomische Zugehörigkeit der Fossilien von Cyanobakterien wurde lange Zeit aufgrund des Fehlens besonders diagnostischer morphologischer Merkmale wiederholt in Frage gestellt.
Seit einiger Zeit stehen jedoch besser erhaltene Fossilien von Cyanobakterien bis zurück zum Proterozoikum zur Verfügung, darunter die folgenden Gattungen:
- Eoentophysalis aus der Belcher Supergroup (Entophysalidaceae, Alter ca. 2 Ga, d. h. 2 Milliarden Jahre; vgl. auch Eoentophysalis hutuoensis, Hebiancun-Formation, Paläoproterozoikum[44])
- Obruchevella, Gaoyuzhuang-Formation in China und Burgess Shale u. a., 1,5 Ga über Kambrium bis Devon[45][46][47]
- Eohyella (Fossilien endolithischer Cyanobakterien, ca. 0,8 Ga, aus verkieselten Ooiden der Eleonore Bay Group; vgl. Eohyella dichotoma.[48]).

Aufgrund der guten Erhaltung dieser Fossilien gibt es diagnostische morphologische Merkmale für die Kalibrierung der molekularen Uhr der Cyanobakterien.
Neben diesen gibt es auch erhaltene Strukturen von Plastiden fossiler (eukaryontischer) Algen, die mit ihren Wirtszellen eine Koevolution durchliefen.
Zwei eng-spiralige (en. tightly coiled) Cyanobakterien aus marinen mikrobiellen Matten (BPC1_4624, BPC2_4625) wurden in eine Gruppe mit der zuvor sequenzierten fest gewickelten Spirulina und nicht mit den beiden lose gewickelten sequenzierten Arthrospira-Vertretern in Verbindung gebracht. Das Fehlen der gewundenen Gestalt bei anderen, eng verwandten Cyanobakteriengruppen deutet auf eine unabhängige Entwicklung dieses Merkmals innerhalb dieser beiden Gruppen hin.
Die ältesten indirekten Hinweise auf die Existenz von Cyanobakterien könnten Einschlüsse von 12C (C-12) in 2,5 Milliarden Jahre altem grönländischem Rubin sein, die 2021 entdeckt wurden. Im Gegensatz zum Isotop 14C, das in der Atmosphäre auf abiotische Weise entsteht, liegt bei dieser Ansammlung von 12C eine biologische Entstehung, vorzugsweise durch Cyanobakterien, nahe.

## Phylogenese

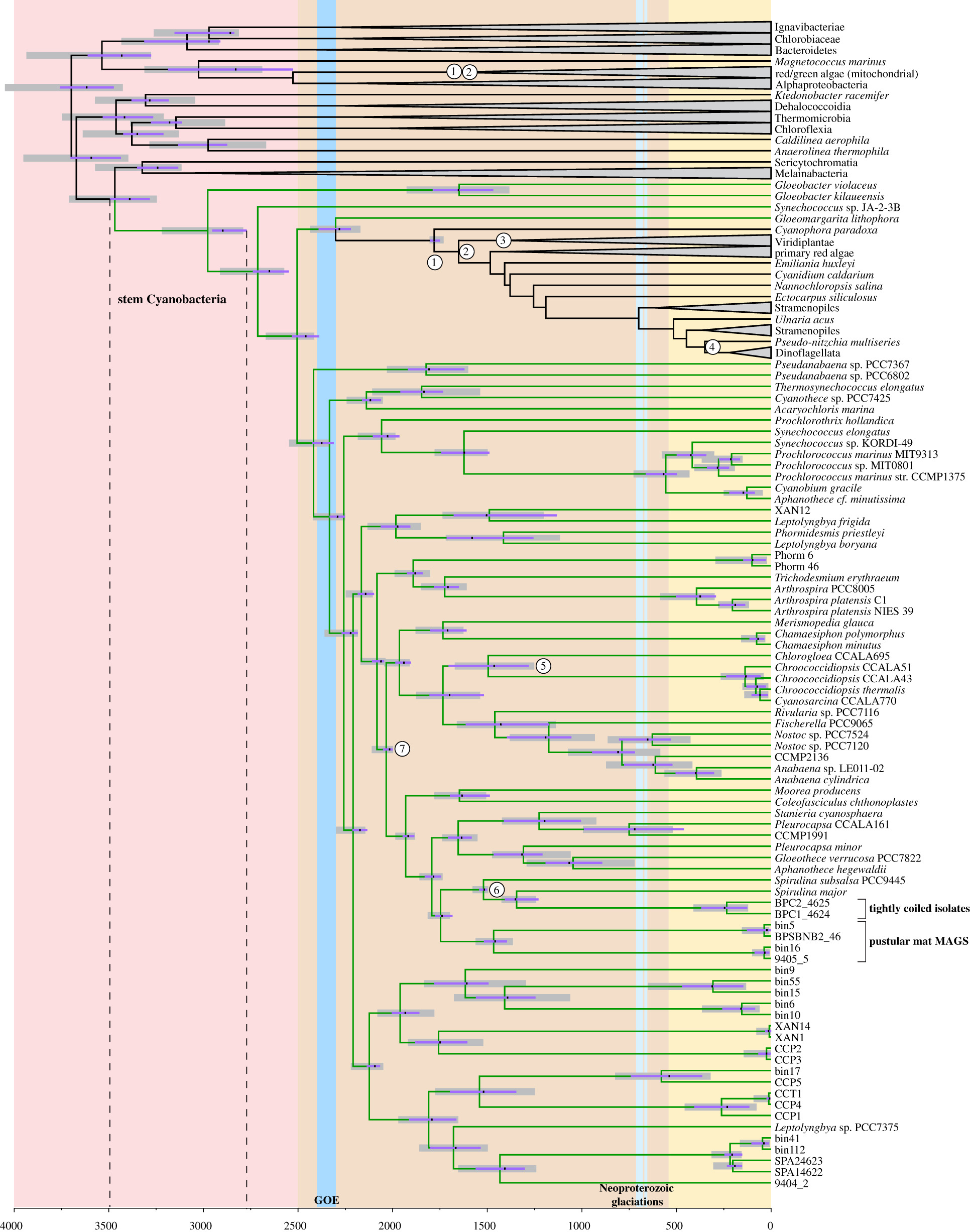
Chronogramm der Cyanobakterien nach Fournier et al. (2021);
stem Cyanobacteria = Cyanobacteria/Melainabacteria-Gruppe.

Neuere molekulare Analysen haben etwa die folgenden äußere Verwandtschaftsbeziehungen ergeben:
|  | Margulisbacteria (RIF30,RBX1/ZB3) |
|  |                                   |
|  | Saganbacteria (WOR-1)             |
|  |                                   |

|  | Sericytochromatia (ML635J-21, Blackallbacteria)                                                         |
|  | |
|  | \| \| Melainabacteria (teilw. mit Geißel) \| \| \| \| \| \| Cyanobacteria s. (Cyanophyceae) \| \| \| \| |
|  | |
|  | Melainabacteria (teilw. mit Geißel)                                                                     |
|  | |
|  | Cyanobacteria s. (Cyanophyceae)                                                                         |
|  | |

|  | Melainabacteria (teilw. mit Geißel) |
|  |                                     |
|  | Cyanobacteria s. (Cyanophyceae)     |
|  |                                     |

|  | Margulisbacteria (RIF30,RBX1/ZB3) |
|  |                                   |
|  | Saganbacteria (WOR-1)             |
|  |                                   |

|  | Sericytochromatia (ML635J-21, Blackallbacteria)                                                         |
|  | |
|  | \| \| Melainabacteria (teilw. mit Geißel) \| \| \| \| \| \| Cyanobacteria s. (Cyanophyceae) \| \| \| \| |
|  | |
|  | Melainabacteria (teilw. mit Geißel)                                                                     |
|  | |
|  | Cyanobacteria s. (Cyanophyceae)                                                                         |
|  | |

|  | Melainabacteria (teilw. mit Geißel) |
|  |                                     |
|  | Cyanobacteria s. (Cyanophyceae)     |
|  |                                     |

|  | Oscillatoriales (Moorea, Coleofasciculus)                                                                                            |
|  | |
|  | \| \| Chroococcales (Aphanothecaceae), Pleurocapsales (Pleurocapsa,Stanieria) \| \| \| \| \| \| Spirulinales (Spirulina) \| \| \| \| |
|  | |
|  | Chroococcales (Aphanothecaceae), Pleurocapsales (Pleurocapsa,Stanieria)                                                              |
|  | |
|  | Spirulinales (Spirulina) |
|  | |

|  | Chroococcales (Aphanothecaceae), Pleurocapsales (Pleurocapsa,Stanieria) |
|  |                                                                         |
|  | Spirulinales (Spirulina)                                                |
|  |                                                                         |

|  | Oscillatoriales (Moorea, Coleofasciculus)                                                                                            |
|  | |
|  | \| \| Chroococcales (Aphanothecaceae), Pleurocapsales (Pleurocapsa,Stanieria) \| \| \| \| \| \| Spirulinales (Spirulina) \| \| \| \| |
|  | |
|  | Chroococcales (Aphanothecaceae), Pleurocapsales (Pleurocapsa,Stanieria)                                                              |
|  | |
|  | Spirulinales (Spirulina) |
|  | |

|  | Chroococcales (Aphanothecaceae), Pleurocapsales (Pleurocapsa,Stanieria) |
|  |                                                                         |
|  | Spirulinales (Spirulina)                                                |
|  |                                                                         |

|  | Oscillatoriales (Moorea, Coleofasciculus)                                                                                            |
|  | |
|  | \| \| Chroococcales (Aphanothecaceae), Pleurocapsales (Pleurocapsa,Stanieria) \| \| \| \| \| \| Spirulinales (Spirulina) \| \| \| \| |
|  | |
|  | Chroococcales (Aphanothecaceae), Pleurocapsales (Pleurocapsa,Stanieria)                                                              |
|  | |
|  | Spirulinales (Spirulina) |
|  | |

|  | Chroococcales (Aphanothecaceae), Pleurocapsales (Pleurocapsa,Stanieria) |
|  |                                                                         |
|  | Spirulinales (Spirulina)                                                |
|  |                                                                         |

|  | Oscillatoriales (Moorea, Coleofasciculus)                                                                                            |
|  | |
|  | \| \| Chroococcales (Aphanothecaceae), Pleurocapsales (Pleurocapsa,Stanieria) \| \| \| \| \| \| Spirulinales (Spirulina) \| \| \| \| |
|  | |
|  | Chroococcales (Aphanothecaceae), Pleurocapsales (Pleurocapsa,Stanieria)                                                              |
|  | |
|  | Spirulinales (Spirulina) |
|  | |

|  | Chroococcales (Aphanothecaceae), Pleurocapsales (Pleurocapsa,Stanieria) |
|  |                                                                         |
|  | Spirulinales (Spirulina)                                                |
|  |                                                                         |

|  | Oscillatoriales (Moorea, Coleofasciculus)                                                                                            |
|  | |
|  | \| \| Chroococcales (Aphanothecaceae), Pleurocapsales (Pleurocapsa,Stanieria) \| \| \| \| \| \| Spirulinales (Spirulina) \| \| \| \| |
|  | |
|  | Chroococcales (Aphanothecaceae), Pleurocapsales (Pleurocapsa,Stanieria)                                                              |
|  | |
|  | Spirulinales (Spirulina) |
|  | |

|  | Chroococcales (Aphanothecaceae), Pleurocapsales (Pleurocapsa,Stanieria) |
|  |                                                                         |
|  | Spirulinales (Spirulina)                                                |
|  |                                                                         |

|  | Oscillatoriales (Moorea, Coleofasciculus)                                                                                            |
|  | |
|  | \| \| Chroococcales (Aphanothecaceae), Pleurocapsales (Pleurocapsa,Stanieria) \| \| \| \| \| \| Spirulinales (Spirulina) \| \| \| \| |
|  | |
|  | Chroococcales (Aphanothecaceae), Pleurocapsales (Pleurocapsa,Stanieria)                                                              |
|  | |
|  | Spirulinales (Spirulina) |
|  | |

|  | Chroococcales (Aphanothecaceae), Pleurocapsales (Pleurocapsa,Stanieria) |
|  |                                                                         |
|  | Spirulinales (Spirulina)                                                |
|  |                                                                         |

|  | Oscillatoriales (Moorea, Coleofasciculus)                                                                                            |
|  | |
|  | \| \| Chroococcales (Aphanothecaceae), Pleurocapsales (Pleurocapsa,Stanieria) \| \| \| \| \| \| Spirulinales (Spirulina) \| \| \| \| |
|  | |
|  | Chroococcales (Aphanothecaceae), Pleurocapsales (Pleurocapsa,Stanieria)                                                              |
|  | |
|  | Spirulinales (Spirulina) |
|  | |

|  | Chroococcales (Aphanothecaceae), Pleurocapsales (Pleurocapsa,Stanieria) |
|  |                                                                         |
|  | Spirulinales (Spirulina)                                                |
|  |                                                                         |

|  | Oscillatoriales (Moorea, Coleofasciculus)                                                                                            |
|  | |
|  | \| \| Chroococcales (Aphanothecaceae), Pleurocapsales (Pleurocapsa,Stanieria) \| \| \| \| \| \| Spirulinales (Spirulina) \| \| \| \| |
|  | |
|  | Chroococcales (Aphanothecaceae), Pleurocapsales (Pleurocapsa,Stanieria)                                                              |
|  | |
|  | Spirulinales (Spirulina) |
|  | |

|  | Chroococcales (Aphanothecaceae), Pleurocapsales (Pleurocapsa,Stanieria) |
|  |                                                                         |
|  | Spirulinales (Spirulina)                                                |
|  |                                                                         |

|  | Oscillatoriales (Moorea, Coleofasciculus)                                                                                            |
|  | |
|  | \| \| Chroococcales (Aphanothecaceae), Pleurocapsales (Pleurocapsa,Stanieria) \| \| \| \| \| \| Spirulinales (Spirulina) \| \| \| \| |
|  | |
|  | Chroococcales (Aphanothecaceae), Pleurocapsales (Pleurocapsa,Stanieria)                                                              |
|  | |
|  | Spirulinales (Spirulina) |
|  | |

|  | Chroococcales (Aphanothecaceae), Pleurocapsales (Pleurocapsa,Stanieria) |
|  |                                                                         |
|  | Spirulinales (Spirulina)                                                |
|  |                                                                         |

|  | Oscillatoriales (Moorea, Coleofasciculus)                                                                                            |
|  | |
|  | \| \| Chroococcales (Aphanothecaceae), Pleurocapsales (Pleurocapsa,Stanieria) \| \| \| \| \| \| Spirulinales (Spirulina) \| \| \| \| |
|  | |
|  | Chroococcales (Aphanothecaceae), Pleurocapsales (Pleurocapsa,Stanieria)                                                              |
|  | |
|  | Spirulinales (Spirulina) |
|  | |

|  | Chroococcales (Aphanothecaceae), Pleurocapsales (Pleurocapsa,Stanieria) |
|  |                                                                         |
|  | Spirulinales (Spirulina)                                                |
|  |                                                                         |

|  | Oscillatoriales (Moorea, Coleofasciculus)                                                                                            |
|  | |
|  | \| \| Chroococcales (Aphanothecaceae), Pleurocapsales (Pleurocapsa,Stanieria) \| \| \| \| \| \| Spirulinales (Spirulina) \| \| \| \| |
|  | |
|  | Chroococcales (Aphanothecaceae), Pleurocapsales (Pleurocapsa,Stanieria)                                                              |
|  | |
|  | Spirulinales (Spirulina) |
|  | |

|  | Chroococcales (Aphanothecaceae), Pleurocapsales (Pleurocapsa,Stanieria) |
|  |                                                                         |
|  | Spirulinales (Spirulina)                                                |
|  |                                                                         |

|  | Oscillatoriales (Moorea, Coleofasciculus)                                                                                            |
|  | |
|  | \| \| Chroococcales (Aphanothecaceae), Pleurocapsales (Pleurocapsa,Stanieria) \| \| \| \| \| \| Spirulinales (Spirulina) \| \| \| \| |
|  | |
|  | Chroococcales (Aphanothecaceae), Pleurocapsales (Pleurocapsa,Stanieria)                                                              |
|  | |
|  | Spirulinales (Spirulina) |
|  | |

|  | Chroococcales (Aphanothecaceae), Pleurocapsales (Pleurocapsa,Stanieria) |
|  |                                                                         |
|  | Spirulinales (Spirulina)                                                |
|  |                                                                         |

|  | Oscillatoriales (Moorea, Coleofasciculus)                                                                                            |
|  | |
|  | \| \| Chroococcales (Aphanothecaceae), Pleurocapsales (Pleurocapsa,Stanieria) \| \| \| \| \| \| Spirulinales (Spirulina) \| \| \| \| |
|  | |
|  | Chroococcales (Aphanothecaceae), Pleurocapsales (Pleurocapsa,Stanieria)                                                              |
|  | |
|  | Spirulinales (Spirulina) |
|  | |

|  | Chroococcales (Aphanothecaceae), Pleurocapsales (Pleurocapsa,Stanieria) |
|  |                                                                         |
|  | Spirulinales (Spirulina)                                                |
|  |                                                                         |

|  | Oscillatoriales (Moorea, Coleofasciculus)                                                                                            |
|  | |
|  | \| \| Chroococcales (Aphanothecaceae), Pleurocapsales (Pleurocapsa,Stanieria) \| \| \| \| \| \| Spirulinales (Spirulina) \| \| \| \| |
|  | |
|  | Chroococcales (Aphanothecaceae), Pleurocapsales (Pleurocapsa,Stanieria)                                                              |
|  | |
|  | Spirulinales (Spirulina) |
|  | |

|  | Chroococcales (Aphanothecaceae), Pleurocapsales (Pleurocapsa,Stanieria) |
|  |                                                                         |
|  | Spirulinales (Spirulina)                                                |
|  |                                                                         |

|  | Oscillatoriales (Moorea, Coleofasciculus)                                                                                            |
|  | |
|  | \| \| Chroococcales (Aphanothecaceae), Pleurocapsales (Pleurocapsa,Stanieria) \| \| \| \| \| \| Spirulinales (Spirulina) \| \| \| \| |
|  | |
|  | Chroococcales (Aphanothecaceae), Pleurocapsales (Pleurocapsa,Stanieria)                                                              |
|  | |
|  | Spirulinales (Spirulina) |
|  | |

|  | Chroococcales (Aphanothecaceae), Pleurocapsales (Pleurocapsa,Stanieria) |
|  |                                                                         |
|  | Spirulinales (Spirulina)                                                |
|  |                                                                         |

|  | Oscillatoriales (Moorea, Coleofasciculus)                                                                                            |
|  | |
|  | \| \| Chroococcales (Aphanothecaceae), Pleurocapsales (Pleurocapsa,Stanieria) \| \| \| \| \| \| Spirulinales (Spirulina) \| \| \| \| |
|  | |
|  | Chroococcales (Aphanothecaceae), Pleurocapsales (Pleurocapsa,Stanieria)                                                              |
|  | |
|  | Spirulinales (Spirulina) |
|  | |

|  | Chroococcales (Aphanothecaceae), Pleurocapsales (Pleurocapsa,Stanieria) |
|  |                                                                         |
|  | Spirulinales (Spirulina)                                                |
|  |                                                                         |

|  | Oscillatoriales (Moorea, Coleofasciculus)                                                                                            |
|  | |
|  | \| \| Chroococcales (Aphanothecaceae), Pleurocapsales (Pleurocapsa,Stanieria) \| \| \| \| \| \| Spirulinales (Spirulina) \| \| \| \| |
|  | |
|  | Chroococcales (Aphanothecaceae), Pleurocapsales (Pleurocapsa,Stanieria)                                                              |
|  | |
|  | Spirulinales (Spirulina) |
|  | |

|  | Chroococcales (Aphanothecaceae), Pleurocapsales (Pleurocapsa,Stanieria) |
|  |                                                                         |
|  | Spirulinales (Spirulina)                                                |
|  |                                                                         |

|  | Oscillatoriales (Moorea, Coleofasciculus)                                                                                            |
|  | |
|  | \| \| Chroococcales (Aphanothecaceae), Pleurocapsales (Pleurocapsa,Stanieria) \| \| \| \| \| \| Spirulinales (Spirulina) \| \| \| \| |
|  | |
|  | Chroococcales (Aphanothecaceae), Pleurocapsales (Pleurocapsa,Stanieria)                                                              |
|  | |
|  | Spirulinales (Spirulina) |
|  | |

|  | Chroococcales (Aphanothecaceae), Pleurocapsales (Pleurocapsa,Stanieria) |
|  |                                                                         |
|  | Spirulinales (Spirulina)                                                |
|  |                                                                         |

|  | Oscillatoriales (Moorea, Coleofasciculus)                                                                                            |
|  | |
|  | \| \| Chroococcales (Aphanothecaceae), Pleurocapsales (Pleurocapsa,Stanieria) \| \| \| \| \| \| Spirulinales (Spirulina) \| \| \| \| |
|  | |
|  | Chroococcales (Aphanothecaceae), Pleurocapsales (Pleurocapsa,Stanieria)                                                              |
|  | |
|  | Spirulinales (Spirulina) |
|  | |

|  | Chroococcales (Aphanothecaceae), Pleurocapsales (Pleurocapsa,Stanieria) |
|  |                                                                         |
|  | Spirulinales (Spirulina)                                                |
|  |                                                                         |

|  | Oscillatoriales (Moorea, Coleofasciculus)                                                                                            |
|  | |
|  | \| \| Chroococcales (Aphanothecaceae), Pleurocapsales (Pleurocapsa,Stanieria) \| \| \| \| \| \| Spirulinales (Spirulina) \| \| \| \| |
|  | |
|  | Chroococcales (Aphanothecaceae), Pleurocapsales (Pleurocapsa,Stanieria)                                                              |
|  | |
|  | Spirulinales (Spirulina) |
|  | |

|  | Chroococcales (Aphanothecaceae), Pleurocapsales (Pleurocapsa,Stanieria) |
|  |                                                                         |
|  | Spirulinales (Spirulina)                                                |
|  |                                                                         |

|  | Oscillatoriales (Moorea, Coleofasciculus)                                                                                            |
|  | |
|  | \| \| Chroococcales (Aphanothecaceae), Pleurocapsales (Pleurocapsa,Stanieria) \| \| \| \| \| \| Spirulinales (Spirulina) \| \| \| \| |
|  | |
|  | Chroococcales (Aphanothecaceae), Pleurocapsales (Pleurocapsa,Stanieria)                                                              |
|  | |
|  | Spirulinales (Spirulina) |
|  | |

|  | Chroococcales (Aphanothecaceae), Pleurocapsales (Pleurocapsa,Stanieria) |
|  |                                                                         |
|  | Spirulinales (Spirulina)                                                |
|  |                                                                         |

|  | Oscillatoriales (Moorea, Coleofasciculus)                                                                                            |
|  | |
|  | \| \| Chroococcales (Aphanothecaceae), Pleurocapsales (Pleurocapsa,Stanieria) \| \| \| \| \| \| Spirulinales (Spirulina) \| \| \| \| |
|  | |
|  | Chroococcales (Aphanothecaceae), Pleurocapsales (Pleurocapsa,Stanieria)                                                              |
|  | |
|  | Spirulinales (Spirulina) |
|  | |

|  | Chroococcales (Aphanothecaceae), Pleurocapsales (Pleurocapsa,Stanieria) |
|  |                                                                         |
|  | Spirulinales (Spirulina)                                                |
|  |                                                                         |

|  | Oscillatoriales (Moorea, Coleofasciculus)                                                                                            |
|  | |
|  | \| \| Chroococcales (Aphanothecaceae), Pleurocapsales (Pleurocapsa,Stanieria) \| \| \| \| \| \| Spirulinales (Spirulina) \| \| \| \| |
|  | |
|  | Chroococcales (Aphanothecaceae), Pleurocapsales (Pleurocapsa,Stanieria)                                                              |
|  | |
|  | Spirulinales (Spirulina) |
|  | |

|  | Chroococcales (Aphanothecaceae), Pleurocapsales (Pleurocapsa,Stanieria) |
|  |                                                                         |
|  | Spirulinales (Spirulina)                                                |
|  |                                                                         |

|  | Oscillatoriales (Moorea, Coleofasciculus)                                                                                            |
|  | |
|  | \| \| Chroococcales (Aphanothecaceae), Pleurocapsales (Pleurocapsa,Stanieria) \| \| \| \| \| \| Spirulinales (Spirulina) \| \| \| \| |
|  | |
|  | Chroococcales (Aphanothecaceae), Pleurocapsales (Pleurocapsa,Stanieria)                                                              |
|  | |
|  | Spirulinales (Spirulina) |
|  | |

|  | Chroococcales (Aphanothecaceae), Pleurocapsales (Pleurocapsa,Stanieria) |
|  |                                                                         |
|  | Spirulinales (Spirulina)                                                |
|  |                                                                         |

|  | Oscillatoriales (Moorea, Coleofasciculus)                                                                                            |
|  | |
|  | \| \| Chroococcales (Aphanothecaceae), Pleurocapsales (Pleurocapsa,Stanieria) \| \| \| \| \| \| Spirulinales (Spirulina) \| \| \| \| |
|  | |
|  | Chroococcales (Aphanothecaceae), Pleurocapsales (Pleurocapsa,Stanieria)                                                              |
|  | |
|  | Spirulinales (Spirulina) |
|  | |

|  | Chroococcales (Aphanothecaceae), Pleurocapsales (Pleurocapsa,Stanieria) |
|  |                                                                         |
|  | Spirulinales (Spirulina)                                                |
|  |                                                                         |

|  | Oscillatoriales (Moorea, Coleofasciculus)                                                                                            |
|  | |
|  | \| \| Chroococcales (Aphanothecaceae), Pleurocapsales (Pleurocapsa,Stanieria) \| \| \| \| \| \| Spirulinales (Spirulina) \| \| \| \| |
|  | |
|  | Chroococcales (Aphanothecaceae), Pleurocapsales (Pleurocapsa,Stanieria)                                                              |
|  | |
|  | Spirulinales (Spirulina) |
|  | |

|  | Chroococcales (Aphanothecaceae), Pleurocapsales (Pleurocapsa,Stanieria) |
|  |                                                                         |
|  | Spirulinales (Spirulina)                                                |
|  |                                                                         |

|  | Oscillatoriales (Moorea, Coleofasciculus)                                                                                            |
|  | |
|  | \| \| Chroococcales (Aphanothecaceae), Pleurocapsales (Pleurocapsa,Stanieria) \| \| \| \| \| \| Spirulinales (Spirulina) \| \| \| \| |
|  | |
|  | Chroococcales (Aphanothecaceae), Pleurocapsales (Pleurocapsa,Stanieria)                                                              |
|  | |
|  | Spirulinales (Spirulina) |
|  | |

|  | Chroococcales (Aphanothecaceae), Pleurocapsales (Pleurocapsa,Stanieria) |
|  |                                                                         |
|  | Spirulinales (Spirulina)                                                |
|  |                                                                         |

|  | Oscillatoriales (Moorea, Coleofasciculus)                                                                                            |
|  | |
|  | \| \| Chroococcales (Aphanothecaceae), Pleurocapsales (Pleurocapsa,Stanieria) \| \| \| \| \| \| Spirulinales (Spirulina) \| \| \| \| |
|  | |
|  | Chroococcales (Aphanothecaceae), Pleurocapsales (Pleurocapsa,Stanieria)                                                              |
|  | |
|  | Spirulinales (Spirulina) |
|  | |

|  | Chroococcales (Aphanothecaceae), Pleurocapsales (Pleurocapsa,Stanieria) |
|  |                                                                         |
|  | Spirulinales (Spirulina)                                                |
|  |                                                                         |

|  | Oscillatoriales (Moorea, Coleofasciculus)                                                                                            |
|  | |
|  | \| \| Chroococcales (Aphanothecaceae), Pleurocapsales (Pleurocapsa,Stanieria) \| \| \| \| \| \| Spirulinales (Spirulina) \| \| \| \| |
|  | |
|  | Chroococcales (Aphanothecaceae), Pleurocapsales (Pleurocapsa,Stanieria)                                                              |
|  | |
|  | Spirulinales (Spirulina) |
|  | |

|  | Chroococcales (Aphanothecaceae), Pleurocapsales (Pleurocapsa,Stanieria) |
|  |                                                                         |
|  | Spirulinales (Spirulina)                                                |
|  |                                                                         |

|  | Oscillatoriales (Moorea, Coleofasciculus)                                                                                            |
|  | |
|  | \| \| Chroococcales (Aphanothecaceae), Pleurocapsales (Pleurocapsa,Stanieria) \| \| \| \| \| \| Spirulinales (Spirulina) \| \| \| \| |
|  | |
|  | Chroococcales (Aphanothecaceae), Pleurocapsales (Pleurocapsa,Stanieria)                                                              |
|  | |
|  | Spirulinales (Spirulina) |
|  | |

|  | Chroococcales (Aphanothecaceae), Pleurocapsales (Pleurocapsa,Stanieria) |
|  |                                                                         |
|  | Spirulinales (Spirulina)                                                |
|  |                                                                         |

|  | Oscillatoriales (Moorea, Coleofasciculus)                                                                                            |
|  | |
|  | \| \| Chroococcales (Aphanothecaceae), Pleurocapsales (Pleurocapsa,Stanieria) \| \| \| \| \| \| Spirulinales (Spirulina) \| \| \| \| |
|  | |
|  | Chroococcales (Aphanothecaceae), Pleurocapsales (Pleurocapsa,Stanieria)                                                              |
|  | |
|  | Spirulinales (Spirulina) |
|  | |

|  | Chroococcales (Aphanothecaceae), Pleurocapsales (Pleurocapsa,Stanieria) |
|  |                                                                         |
|  | Spirulinales (Spirulina)                                                |
|  |                                                                         |

|  | Oscillatoriales (Moorea, Coleofasciculus)                                                                                            |
|  | |
|  | \| \| Chroococcales (Aphanothecaceae), Pleurocapsales (Pleurocapsa,Stanieria) \| \| \| \| \| \| Spirulinales (Spirulina) \| \| \| \| |
|  | |
|  | Chroococcales (Aphanothecaceae), Pleurocapsales (Pleurocapsa,Stanieria)                                                              |
|  | |
|  | Spirulinales (Spirulina) |
|  | |

|  | Chroococcales (Aphanothecaceae), Pleurocapsales (Pleurocapsa,Stanieria) |
|  |                                                                         |
|  | Spirulinales (Spirulina)                                                |
|  |                                                                         |

|  | Oscillatoriales (Moorea, Coleofasciculus)                                                                                            |
|  | |
|  | \| \| Chroococcales (Aphanothecaceae), Pleurocapsales (Pleurocapsa,Stanieria) \| \| \| \| \| \| Spirulinales (Spirulina) \| \| \| \| |
|  | |
|  | Chroococcales (Aphanothecaceae), Pleurocapsales (Pleurocapsa,Stanieria)                                                              |
|  | |
|  | Spirulinales (Spirulina) |
|  | |

|  | Chroococcales (Aphanothecaceae), Pleurocapsales (Pleurocapsa,Stanieria) |
|  |                                                                         |
|  | Spirulinales (Spirulina)                                                |
|  |                                                                         |

|  | Oscillatoriales (Moorea, Coleofasciculus)                                                                                            |
|  | |
|  | \| \| Chroococcales (Aphanothecaceae), Pleurocapsales (Pleurocapsa,Stanieria) \| \| \| \| \| \| Spirulinales (Spirulina) \| \| \| \| |
|  | |
|  | Chroococcales (Aphanothecaceae), Pleurocapsales (Pleurocapsa,Stanieria)                                                              |
|  | |
|  | Spirulinales (Spirulina) |
|  | |

|  | Chroococcales (Aphanothecaceae), Pleurocapsales (Pleurocapsa,Stanieria) |
|  |                                                                         |
|  | Spirulinales (Spirulina)                                                |
|  |                                                                         |

|  | Oscillatoriales (Moorea, Coleofasciculus)                                                                                            |
|  | |
|  | \| \| Chroococcales (Aphanothecaceae), Pleurocapsales (Pleurocapsa,Stanieria) \| \| \| \| \| \| Spirulinales (Spirulina) \| \| \| \| |
|  | |
|  | Chroococcales (Aphanothecaceae), Pleurocapsales (Pleurocapsa,Stanieria)                                                              |
|  | |
|  | Spirulinales (Spirulina) |
|  | |

|  | Chroococcales (Aphanothecaceae), Pleurocapsales (Pleurocapsa,Stanieria) |
|  |                                                                         |
|  | Spirulinales (Spirulina)                                                |
|  |                                                                         |

|  | Oscillatoriales (Moorea, Coleofasciculus)                                                                                            |
|  | |
|  | \| \| Chroococcales (Aphanothecaceae), Pleurocapsales (Pleurocapsa,Stanieria) \| \| \| \| \| \| Spirulinales (Spirulina) \| \| \| \| |
|  | |
|  | Chroococcales (Aphanothecaceae), Pleurocapsales (Pleurocapsa,Stanieria)                                                              |
|  | |
|  | Spirulinales (Spirulina) |
|  | |

|  | Chroococcales (Aphanothecaceae), Pleurocapsales (Pleurocapsa,Stanieria) |
|  |                                                                         |
|  | Spirulinales (Spirulina)                                                |
|  |                                                                         |

|  | Oscillatoriales (Moorea, Coleofasciculus)                                                                                            |
|  | |
|  | \| \| Chroococcales (Aphanothecaceae), Pleurocapsales (Pleurocapsa,Stanieria) \| \| \| \| \| \| Spirulinales (Spirulina) \| \| \| \| |
|  | |
|  | Chroococcales (Aphanothecaceae), Pleurocapsales (Pleurocapsa,Stanieria)                                                              |
|  | |
|  | Spirulinales (Spirulina) |
|  | |

|  | Chroococcales (Aphanothecaceae), Pleurocapsales (Pleurocapsa,Stanieria) |
|  |                                                                         |
|  | Spirulinales (Spirulina)                                                |
|  |                                                                         |

|  | Oscillatoriales (Moorea, Coleofasciculus)                                                                                            |
|  | |
|  | \| \| Chroococcales (Aphanothecaceae), Pleurocapsales (Pleurocapsa,Stanieria) \| \| \| \| \| \| Spirulinales (Spirulina) \| \| \| \| |
|  | |
|  | Chroococcales (Aphanothecaceae), Pleurocapsales (Pleurocapsa,Stanieria)                                                              |
|  | |
|  | Spirulinales (Spirulina) |
|  | |

|  | Chroococcales (Aphanothecaceae), Pleurocapsales (Pleurocapsa,Stanieria) |
|  |                                                                         |
|  | Spirulinales (Spirulina)                                                |
|  |                                                                         |

|  | Oscillatoriales (Moorea, Coleofasciculus)                                                                                            |
|  | |
|  | \| \| Chroococcales (Aphanothecaceae), Pleurocapsales (Pleurocapsa,Stanieria) \| \| \| \| \| \| Spirulinales (Spirulina) \| \| \| \| |
|  | |
|  | Chroococcales (Aphanothecaceae), Pleurocapsales (Pleurocapsa,Stanieria)                                                              |
|  | |
|  | Spirulinales (Spirulina) |
|  | |

|  | Chroococcales (Aphanothecaceae), Pleurocapsales (Pleurocapsa,Stanieria) |
|  |                                                                         |
|  | Spirulinales (Spirulina)                                                |
|  |                                                                         |

|  | Oscillatoriales (Moorea, Coleofasciculus)                                                                                            |
|  | |
|  | \| \| Chroococcales (Aphanothecaceae), Pleurocapsales (Pleurocapsa,Stanieria) \| \| \| \| \| \| Spirulinales (Spirulina) \| \| \| \| |
|  | |
|  | Chroococcales (Aphanothecaceae), Pleurocapsales (Pleurocapsa,Stanieria)                                                              |
|  | |
|  | Spirulinales (Spirulina) |
|  | |

|  | Chroococcales (Aphanothecaceae), Pleurocapsales (Pleurocapsa,Stanieria) |
|  |                                                                         |
|  | Spirulinales (Spirulina)                                                |
|  |                                                                         |

|  | Oscillatoriales (Moorea, Coleofasciculus)                                                                                            |
|  | |
|  | \| \| Chroococcales (Aphanothecaceae), Pleurocapsales (Pleurocapsa,Stanieria) \| \| \| \| \| \| Spirulinales (Spirulina) \| \| \| \| |
|  | |
|  | Chroococcales (Aphanothecaceae), Pleurocapsales (Pleurocapsa,Stanieria)                                                              |
|  | |
|  | Spirulinales (Spirulina) |
|  | |

|  | Chroococcales (Aphanothecaceae), Pleurocapsales (Pleurocapsa,Stanieria) |
|  |                                                                         |
|  | Spirulinales (Spirulina)                                                |
|  |                                                                         |

|  | Oscillatoriales (Moorea, Coleofasciculus)                                                                                            |
|  | |
|  | \| \| Chroococcales (Aphanothecaceae), Pleurocapsales (Pleurocapsa,Stanieria) \| \| \| \| \| \| Spirulinales (Spirulina) \| \| \| \| |
|  | |
|  | Chroococcales (Aphanothecaceae), Pleurocapsales (Pleurocapsa,Stanieria)                                                              |
|  | |
|  | Spirulinales (Spirulina) |
|  | |

|  | Chroococcales (Aphanothecaceae), Pleurocapsales (Pleurocapsa,Stanieria) |
|  |                                                                         |
|  | Spirulinales (Spirulina)                                                |
|  |                                                                         |

|  | Oscillatoriales (Moorea, Coleofasciculus)                                                                                            |
|  | |
|  | \| \| Chroococcales (Aphanothecaceae), Pleurocapsales (Pleurocapsa,Stanieria) \| \| \| \| \| \| Spirulinales (Spirulina) \| \| \| \| |
|  | |
|  | Chroococcales (Aphanothecaceae), Pleurocapsales (Pleurocapsa,Stanieria)                                                              |
|  | |
|  | Spirulinales (Spirulina) |
|  | |

|  | Chroococcales (Aphanothecaceae), Pleurocapsales (Pleurocapsa,Stanieria) |
|  |                                                                         |
|  | Spirulinales (Spirulina)                                                |
|  |                                                                         |

|  | Oscillatoriales (Moorea, Coleofasciculus)                                                                                            |
|  | |
|  | \| \| Chroococcales (Aphanothecaceae), Pleurocapsales (Pleurocapsa,Stanieria) \| \| \| \| \| \| Spirulinales (Spirulina) \| \| \| \| |
|  | |
|  | Chroococcales (Aphanothecaceae), Pleurocapsales (Pleurocapsa,Stanieria)                                                              |
|  | |
|  | Spirulinales (Spirulina) |
|  | |

|  | Chroococcales (Aphanothecaceae), Pleurocapsales (Pleurocapsa,Stanieria) |
|  |                                                                         |
|  | Spirulinales (Spirulina)                                                |
|  |                                                                         |

|  | Oscillatoriales (Moorea, Coleofasciculus)                                                                                            |
|  | |
|  | \| \| Chroococcales (Aphanothecaceae), Pleurocapsales (Pleurocapsa,Stanieria) \| \| \| \| \| \| Spirulinales (Spirulina) \| \| \| \| |
|  | |
|  | Chroococcales (Aphanothecaceae), Pleurocapsales (Pleurocapsa,Stanieria)                                                              |
|  | |
|  | Spirulinales (Spirulina) |
|  | |

|  | Chroococcales (Aphanothecaceae), Pleurocapsales (Pleurocapsa,Stanieria) |
|  |                                                                         |
|  | Spirulinales (Spirulina)                                                |
|  |                                                                         |

|  | Oscillatoriales (Moorea, Coleofasciculus)                                                                                            |
|  | |
|  | \| \| Chroococcales (Aphanothecaceae), Pleurocapsales (Pleurocapsa,Stanieria) \| \| \| \| \| \| Spirulinales (Spirulina) \| \| \| \| |
|  | |
|  | Chroococcales (Aphanothecaceae), Pleurocapsales (Pleurocapsa,Stanieria)                                                              |
|  | |
|  | Spirulinales (Spirulina) |
|  | |

|  | Chroococcales (Aphanothecaceae), Pleurocapsales (Pleurocapsa,Stanieria) |
|  |                                                                         |
|  | Spirulinales (Spirulina)                                                |
|  |                                                                         |

|  | Oscillatoriales (Moorea, Coleofasciculus)                                                                                            |
|  | |
|  | \| \| Chroococcales (Aphanothecaceae), Pleurocapsales (Pleurocapsa,Stanieria) \| \| \| \| \| \| Spirulinales (Spirulina) \| \| \| \| |
|  | |
|  | Chroococcales (Aphanothecaceae), Pleurocapsales (Pleurocapsa,Stanieria)                                                              |
|  | |
|  | Spirulinales (Spirulina) |
|  | |

|  | Chroococcales (Aphanothecaceae), Pleurocapsales (Pleurocapsa,Stanieria) |
|  |                                                                         |
|  | Spirulinales (Spirulina)                                                |
|  |                                                                         |

|  | Oscillatoriales (Moorea, Coleofasciculus)                                                                                            |
|  | |
|  | \| \| Chroococcales (Aphanothecaceae), Pleurocapsales (Pleurocapsa,Stanieria) \| \| \| \| \| \| Spirulinales (Spirulina) \| \| \| \| |
|  | |
|  | Chroococcales (Aphanothecaceae), Pleurocapsales (Pleurocapsa,Stanieria)                                                              |
|  | |
|  | Spirulinales (Spirulina) |
|  | |

|  | Chroococcales (Aphanothecaceae), Pleurocapsales (Pleurocapsa,Stanieria) |
|  |                                                                         |
|  | Spirulinales (Spirulina)                                                |
|  |                                                                         |

|  | Oscillatoriales (Moorea, Coleofasciculus)                                                                                            |
|  | |
|  | \| \| Chroococcales (Aphanothecaceae), Pleurocapsales (Pleurocapsa,Stanieria) \| \| \| \| \| \| Spirulinales (Spirulina) \| \| \| \| |
|  | |
|  | Chroococcales (Aphanothecaceae), Pleurocapsales (Pleurocapsa,Stanieria)                                                              |
|  | |
|  | Spirulinales (Spirulina) |
|  | |

|  | Chroococcales (Aphanothecaceae), Pleurocapsales (Pleurocapsa,Stanieria) |
|  |                                                                         |
|  | Spirulinales (Spirulina)                                                |
|  |                                                                         |

|  | Oscillatoriales (Moorea, Coleofasciculus)                                                                                            |
|  | |
|  | \| \| Chroococcales (Aphanothecaceae), Pleurocapsales (Pleurocapsa,Stanieria) \| \| \| \| \| \| Spirulinales (Spirulina) \| \| \| \| |
|  | |
|  | Chroococcales (Aphanothecaceae), Pleurocapsales (Pleurocapsa,Stanieria)                                                              |
|  | |
|  | Spirulinales (Spirulina) |
|  | |

|  | Chroococcales (Aphanothecaceae), Pleurocapsales (Pleurocapsa,Stanieria) |
|  |                                                                         |
|  | Spirulinales (Spirulina)                                                |
|  |                                                                         |

|  | Oscillatoriales (Moorea, Coleofasciculus)                                                                                            |
|  | |
|  | \| \| Chroococcales (Aphanothecaceae), Pleurocapsales (Pleurocapsa,Stanieria) \| \| \| \| \| \| Spirulinales (Spirulina) \| \| \| \| |
|  | |
|  | Chroococcales (Aphanothecaceae), Pleurocapsales (Pleurocapsa,Stanieria)                                                              |
|  | |
|  | Spirulinales (Spirulina) |
|  | |

|  | Chroococcales (Aphanothecaceae), Pleurocapsales (Pleurocapsa,Stanieria) |
|  |                                                                         |
|  | Spirulinales (Spirulina)                                                |
|  |                                                                         |

|  | Oscillatoriales (Moorea, Coleofasciculus)                                                                                            |
|  | |
|  | \| \| Chroococcales (Aphanothecaceae), Pleurocapsales (Pleurocapsa,Stanieria) \| \| \| \| \| \| Spirulinales (Spirulina) \| \| \| \| |
|  | |
|  | Chroococcales (Aphanothecaceae), Pleurocapsales (Pleurocapsa,Stanieria)                                                              |
|  | |
|  | Spirulinales (Spirulina) |
|  | |

|  | Chroococcales (Aphanothecaceae), Pleurocapsales (Pleurocapsa,Stanieria) |
|  |                                                                         |
|  | Spirulinales (Spirulina)                                                |
|  |                                                                         |

|  | Oscillatoriales (Moorea, Coleofasciculus)                                                                                            |
|  | |
|  | \| \| Chroococcales (Aphanothecaceae), Pleurocapsales (Pleurocapsa,Stanieria) \| \| \| \| \| \| Spirulinales (Spirulina) \| \| \| \| |
|  | |
|  | Chroococcales (Aphanothecaceae), Pleurocapsales (Pleurocapsa,Stanieria)                                                              |
|  | |
|  | Spirulinales (Spirulina) |
|  | |

|  | Chroococcales (Aphanothecaceae), Pleurocapsales (Pleurocapsa,Stanieria) |
|  |                                                                         |
|  | Spirulinales (Spirulina)                                                |
|  |                                                                         |

|  | Oscillatoriales (Moorea, Coleofasciculus)                                                                                            |
|  | |
|  | \| \| Chroococcales (Aphanothecaceae), Pleurocapsales (Pleurocapsa,Stanieria) \| \| \| \| \| \| Spirulinales (Spirulina) \| \| \| \| |
|  | |
|  | Chroococcales (Aphanothecaceae), Pleurocapsales (Pleurocapsa,Stanieria)                                                              |
|  | |
|  | Spirulinales (Spirulina) |
|  | |

|  | Chroococcales (Aphanothecaceae), Pleurocapsales (Pleurocapsa,Stanieria) |
|  |                                                                         |
|  | Spirulinales (Spirulina)                                                |
|  |                                                                         |

|  | Oscillatoriales (Moorea, Coleofasciculus)                                                                                            |
|  | |
|  | \| \| Chroococcales (Aphanothecaceae), Pleurocapsales (Pleurocapsa,Stanieria) \| \| \| \| \| \| Spirulinales (Spirulina) \| \| \| \| |
|  | |
|  | Chroococcales (Aphanothecaceae), Pleurocapsales (Pleurocapsa,Stanieria)                                                              |
|  | |
|  | Spirulinales (Spirulina) |
|  | |

|  | Chroococcales (Aphanothecaceae), Pleurocapsales (Pleurocapsa,Stanieria) |
|  |                                                                         |
|  | Spirulinales (Spirulina)                                                |
|  |                                                                         |

|  | Oscillatoriales (Moorea, Coleofasciculus)                                                                                            |
|  | |
|  | \| \| Chroococcales (Aphanothecaceae), Pleurocapsales (Pleurocapsa,Stanieria) \| \| \| \| \| \| Spirulinales (Spirulina) \| \| \| \| |
|  | |
|  | Chroococcales (Aphanothecaceae), Pleurocapsales (Pleurocapsa,Stanieria)                                                              |
|  | |
|  | Spirulinales (Spirulina) |
|  | |

|  | Chroococcales (Aphanothecaceae), Pleurocapsales (Pleurocapsa,Stanieria) |
|  |                                                                         |
|  | Spirulinales (Spirulina)                                                |
|  |                                                                         |

|  | Oscillatoriales (Moorea, Coleofasciculus)                                                                                            |
|  | |
|  | \| \| Chroococcales (Aphanothecaceae), Pleurocapsales (Pleurocapsa,Stanieria) \| \| \| \| \| \| Spirulinales (Spirulina) \| \| \| \| |
|  | |
|  | Chroococcales (Aphanothecaceae), Pleurocapsales (Pleurocapsa,Stanieria)                                                              |
|  | |
|  | Spirulinales (Spirulina) |
|  | |

|  | Chroococcales (Aphanothecaceae), Pleurocapsales (Pleurocapsa,Stanieria) |
|  |                                                                         |
|  | Spirulinales (Spirulina)                                                |
|  |                                                                         |

|  | Oscillatoriales (Moorea, Coleofasciculus)                                                                                            |
|  | |
|  | \| \| Chroococcales (Aphanothecaceae), Pleurocapsales (Pleurocapsa,Stanieria) \| \| \| \| \| \| Spirulinales (Spirulina) \| \| \| \| |
|  | |
|  | Chroococcales (Aphanothecaceae), Pleurocapsales (Pleurocapsa,Stanieria)                                                              |
|  | |
|  | Spirulinales (Spirulina) |
|  | |

|  | Chroococcales (Aphanothecaceae), Pleurocapsales (Pleurocapsa,Stanieria) |
|  |                                                                         |
|  | Spirulinales (Spirulina)                                                |
|  |                                                                         |

|  | Oscillatoriales (Moorea, Coleofasciculus)                                                                                            |
|  | |
|  | \| \| Chroococcales (Aphanothecaceae), Pleurocapsales (Pleurocapsa,Stanieria) \| \| \| \| \| \| Spirulinales (Spirulina) \| \| \| \| |
|  | |
|  | Chroococcales (Aphanothecaceae), Pleurocapsales (Pleurocapsa,Stanieria)                                                              |
|  | |
|  | Spirulinales (Spirulina) |
|  | |

|  | Chroococcales (Aphanothecaceae), Pleurocapsales (Pleurocapsa,Stanieria) |
|  |                                                                         |
|  | Spirulinales (Spirulina)                                                |
|  |                                                                         |

|  | Oscillatoriales (Moorea, Coleofasciculus)                                                                                            |
|  | |
|  | \| \| Chroococcales (Aphanothecaceae), Pleurocapsales (Pleurocapsa,Stanieria) \| \| \| \| \| \| Spirulinales (Spirulina) \| \| \| \| |
|  | |
|  | Chroococcales (Aphanothecaceae), Pleurocapsales (Pleurocapsa,Stanieria)                                                              |
|  | |
|  | Spirulinales (Spirulina) |
|  | |

|  | Chroococcales (Aphanothecaceae), Pleurocapsales (Pleurocapsa,Stanieria) |
|  |                                                                         |
|  | Spirulinales (Spirulina)                                                |
|  |                                                                         |

|  | Oscillatoriales (Moorea, Coleofasciculus)                                                                                            |
|  | |
|  | \| \| Chroococcales (Aphanothecaceae), Pleurocapsales (Pleurocapsa,Stanieria) \| \| \| \| \| \| Spirulinales (Spirulina) \| \| \| \| |
|  | |
|  | Chroococcales (Aphanothecaceae), Pleurocapsales (Pleurocapsa,Stanieria)                                                              |
|  | |
|  | Spirulinales (Spirulina) |
|  | |

|  | Chroococcales (Aphanothecaceae), Pleurocapsales (Pleurocapsa,Stanieria) |
|  |                                                                         |
|  | Spirulinales (Spirulina)                                                |
|  |                                                                         |

|  | Oscillatoriales (Moorea, Coleofasciculus)                                                                                            |
|  | |
|  | \| \| Chroococcales (Aphanothecaceae), Pleurocapsales (Pleurocapsa,Stanieria) \| \| \| \| \| \| Spirulinales (Spirulina) \| \| \| \| |
|  | |
|  | Chroococcales (Aphanothecaceae), Pleurocapsales (Pleurocapsa,Stanieria)                                                              |
|  | |
|  | Spirulinales (Spirulina) |
|  | |

|  | Chroococcales (Aphanothecaceae), Pleurocapsales (Pleurocapsa,Stanieria) |
|  |                                                                         |
|  | Spirulinales (Spirulina)                                                |
|  |                                                                         |

|  | Oscillatoriales (Moorea, Coleofasciculus)                                                                                            |
|  | |
|  | \| \| Chroococcales (Aphanothecaceae), Pleurocapsales (Pleurocapsa,Stanieria) \| \| \| \| \| \| Spirulinales (Spirulina) \| \| \| \| |
|  | |
|  | Chroococcales (Aphanothecaceae), Pleurocapsales (Pleurocapsa,Stanieria)                                                              |
|  | |
|  | Spirulinales (Spirulina) |
|  | |

|  | Chroococcales (Aphanothecaceae), Pleurocapsales (Pleurocapsa,Stanieria) |
|  |                                                                         |
|  | Spirulinales (Spirulina)                                                |
|  |                                                                         |

|  | Oscillatoriales (Moorea, Coleofasciculus)                                                                                            |
|  | |
|  | \| \| Chroococcales (Aphanothecaceae), Pleurocapsales (Pleurocapsa,Stanieria) \| \| \| \| \| \| Spirulinales (Spirulina) \| \| \| \| |
|  | |
|  | Chroococcales (Aphanothecaceae), Pleurocapsales (Pleurocapsa,Stanieria)                                                              |
|  | |
|  | Spirulinales (Spirulina) |
|  | |

|  | Chroococcales (Aphanothecaceae), Pleurocapsales (Pleurocapsa,Stanieria) |
|  |                                                                         |
|  | Spirulinales (Spirulina)                                                |
|  |                                                                         |

|  | Oscillatoriales (Moorea, Coleofasciculus)                                                                                            |
|  | |
|  | \| \| Chroococcales (Aphanothecaceae), Pleurocapsales (Pleurocapsa,Stanieria) \| \| \| \| \| \| Spirulinales (Spirulina) \| \| \| \| |
|  | |
|  | Chroococcales (Aphanothecaceae), Pleurocapsales (Pleurocapsa,Stanieria)                                                              |
|  | |
|  | Spirulinales (Spirulina) |
|  | |

|  | Chroococcales (Aphanothecaceae), Pleurocapsales (Pleurocapsa,Stanieria) |
|  |                                                                         |
|  | Spirulinales (Spirulina)                                                |
|  |                                                                         |

|  | Oscillatoriales (Moorea, Coleofasciculus)                                                                                            |
|  | |
|  | \| \| Chroococcales (Aphanothecaceae), Pleurocapsales (Pleurocapsa,Stanieria) \| \| \| \| \| \| Spirulinales (Spirulina) \| \| \| \| |
|  | |
|  | Chroococcales (Aphanothecaceae), Pleurocapsales (Pleurocapsa,Stanieria)                                                              |
|  | |
|  | Spirulinales (Spirulina) |
|  | |

|  | Chroococcales (Aphanothecaceae), Pleurocapsales (Pleurocapsa,Stanieria) |
|  |                                                                         |
|  | Spirulinales (Spirulina)                                                |
|  |                                                                         |

|  | Oscillatoriales (Moorea, Coleofasciculus)                                                                                            |
|  | |
|  | \| \| Chroococcales (Aphanothecaceae), Pleurocapsales (Pleurocapsa,Stanieria) \| \| \| \| \| \| Spirulinales (Spirulina) \| \| \| \| |
|  | |
|  | Chroococcales (Aphanothecaceae), Pleurocapsales (Pleurocapsa,Stanieria)                                                              |
|  | |
|  | Spirulinales (Spirulina) |
|  | |

|  | Chroococcales (Aphanothecaceae), Pleurocapsales (Pleurocapsa,Stanieria) |
|  |                                                                         |
|  | Spirulinales (Spirulina)                                                |
|  |                                                                         |

|  | Oscillatoriales (Moorea, Coleofasciculus)                                                                                            |
|  | |
|  | \| \| Chroococcales (Aphanothecaceae), Pleurocapsales (Pleurocapsa,Stanieria) \| \| \| \| \| \| Spirulinales (Spirulina) \| \| \| \| |
|  | |
|  | Chroococcales (Aphanothecaceae), Pleurocapsales (Pleurocapsa,Stanieria)                                                              |
|  | |
|  | Spirulinales (Spirulina) |
|  | |

|  | Chroococcales (Aphanothecaceae), Pleurocapsales (Pleurocapsa,Stanieria) |
|  |                                                                         |
|  | Spirulinales (Spirulina)                                                |
|  |                                                                         |

|  | Oscillatoriales (Moorea, Coleofasciculus)                                                                                            |
|  | |
|  | \| \| Chroococcales (Aphanothecaceae), Pleurocapsales (Pleurocapsa,Stanieria) \| \| \| \| \| \| Spirulinales (Spirulina) \| \| \| \| |
|  | |
|  | Chroococcales (Aphanothecaceae), Pleurocapsales (Pleurocapsa,Stanieria)                                                              |
|  | |
|  | Spirulinales (Spirulina) |
|  | |

|  | Chroococcales (Aphanothecaceae), Pleurocapsales (Pleurocapsa,Stanieria) |
|  |                                                                         |
|  | Spirulinales (Spirulina)                                                |
|  |                                                                         |

|  | Oscillatoriales (Moorea, Coleofasciculus)                                                                                            |
|  | |
|  | \| \| Chroococcales (Aphanothecaceae), Pleurocapsales (Pleurocapsa,Stanieria) \| \| \| \| \| \| Spirulinales (Spirulina) \| \| \| \| |
|  | |
|  | Chroococcales (Aphanothecaceae), Pleurocapsales (Pleurocapsa,Stanieria)                                                              |
|  | |
|  | Spirulinales (Spirulina) |
|  | |

|  | Chroococcales (Aphanothecaceae), Pleurocapsales (Pleurocapsa,Stanieria) |
|  |                                                                         |
|  | Spirulinales (Spirulina)                                                |
|  |                                                                         |

|  | Oscillatoriales (Moorea, Coleofasciculus)                                                                                            |
|  | |
|  | \| \| Chroococcales (Aphanothecaceae), Pleurocapsales (Pleurocapsa,Stanieria) \| \| \| \| \| \| Spirulinales (Spirulina) \| \| \| \| |
|  | |
|  | Chroococcales (Aphanothecaceae), Pleurocapsales (Pleurocapsa,Stanieria)                                                              |
|  | |
|  | Spirulinales (Spirulina) |
|  | |

|  | Chroococcales (Aphanothecaceae), Pleurocapsales (Pleurocapsa,Stanieria) |
|  |                                                                         |
|  | Spirulinales (Spirulina)                                                |
|  |                                                                         |

|  | Oscillatoriales (Moorea, Coleofasciculus)                                                                                            |
|  | |
|  | \| \| Chroococcales (Aphanothecaceae), Pleurocapsales (Pleurocapsa,Stanieria) \| \| \| \| \| \| Spirulinales (Spirulina) \| \| \| \| |
|  | |
|  | Chroococcales (Aphanothecaceae), Pleurocapsales (Pleurocapsa,Stanieria)                                                              |
|  | |
|  | Spirulinales (Spirulina) |
|  | |

|  | Chroococcales (Aphanothecaceae), Pleurocapsales (Pleurocapsa,Stanieria) |
|  |                                                                         |
|  | Spirulinales (Spirulina)                                                |
|  |                                                                         |

|  | Oscillatoriales (Moorea, Coleofasciculus)                                                                                            |
|  | |
|  | \| \| Chroococcales (Aphanothecaceae), Pleurocapsales (Pleurocapsa,Stanieria) \| \| \| \| \| \| Spirulinales (Spirulina) \| \| \| \| |
|  | |
|  | Chroococcales (Aphanothecaceae), Pleurocapsales (Pleurocapsa,Stanieria)                                                              |
|  | |
|  | Spirulinales (Spirulina) |
|  | |

|  | Chroococcales (Aphanothecaceae), Pleurocapsales (Pleurocapsa,Stanieria) |
|  |                                                                         |
|  | Spirulinales (Spirulina)                                                |
|  |                                                                         |

|  | Oscillatoriales (Moorea, Coleofasciculus)                                                                                            |
|  | |
|  | \| \| Chroococcales (Aphanothecaceae), Pleurocapsales (Pleurocapsa,Stanieria) \| \| \| \| \| \| Spirulinales (Spirulina) \| \| \| \| |
|  | |
|  | Chroococcales (Aphanothecaceae), Pleurocapsales (Pleurocapsa,Stanieria)                                                              |
|  | |
|  | Spirulinales (Spirulina) |
|  | |

|  | Chroococcales (Aphanothecaceae), Pleurocapsales (Pleurocapsa,Stanieria) |
|  |                                                                         |
|  | Spirulinales (Spirulina)                                                |
|  |                                                                         |

|  | Oscillatoriales (Moorea, Coleofasciculus)                                                                                            |
|  | |
|  | \| \| Chroococcales (Aphanothecaceae), Pleurocapsales (Pleurocapsa,Stanieria) \| \| \| \| \| \| Spirulinales (Spirulina) \| \| \| \| |
|  | |
|  | Chroococcales (Aphanothecaceae), Pleurocapsales (Pleurocapsa,Stanieria)                                                              |
|  | |
|  | Spirulinales (Spirulina) |
|  | |

|  | Chroococcales (Aphanothecaceae), Pleurocapsales (Pleurocapsa,Stanieria) |
|  |                                                                         |
|  | Spirulinales (Spirulina)                                                |
|  |                                                                         |

|  | Oscillatoriales (Moorea, Coleofasciculus)                                                                                            |
|  | |
|  | \| \| Chroococcales (Aphanothecaceae), Pleurocapsales (Pleurocapsa,Stanieria) \| \| \| \| \| \| Spirulinales (Spirulina) \| \| \| \| |
|  | |
|  | Chroococcales (Aphanothecaceae), Pleurocapsales (Pleurocapsa,Stanieria)                                                              |
|  | |
|  | Spirulinales (Spirulina) |
|  | |

|  | Chroococcales (Aphanothecaceae), Pleurocapsales (Pleurocapsa,Stanieria) |
|  |                                                                         |
|  | Spirulinales (Spirulina)                                                |
|  |                                                                         |

|  | Oscillatoriales (Moorea, Coleofasciculus)                                                                                            |
|  | |
|  | \| \| Chroococcales (Aphanothecaceae), Pleurocapsales (Pleurocapsa,Stanieria) \| \| \| \| \| \| Spirulinales (Spirulina) \| \| \| \| |
|  | |
|  | Chroococcales (Aphanothecaceae), Pleurocapsales (Pleurocapsa,Stanieria)                                                              |
|  | |
|  | Spirulinales (Spirulina) |
|  | |

|  | Chroococcales (Aphanothecaceae), Pleurocapsales (Pleurocapsa,Stanieria) |
|  |                                                                         |
|  | Spirulinales (Spirulina)                                                |
|  |                                                                         |

|  | Oscillatoriales (Moorea, Coleofasciculus)                                                                                            |
|  | |
|  | \| \| Chroococcales (Aphanothecaceae), Pleurocapsales (Pleurocapsa,Stanieria) \| \| \| \| \| \| Spirulinales (Spirulina) \| \| \| \| |
|  | |
|  | Chroococcales (Aphanothecaceae), Pleurocapsales (Pleurocapsa,Stanieria)                                                              |
|  | |
|  | Spirulinales (Spirulina) |
|  | |

|  | Chroococcales (Aphanothecaceae), Pleurocapsales (Pleurocapsa,Stanieria) |
|  |                                                                         |
|  | Spirulinales (Spirulina)                                                |
|  |                                                                         |

|  | Oscillatoriales (Moorea, Coleofasciculus)                                                                                            |
|  | |
|  | \| \| Chroococcales (Aphanothecaceae), Pleurocapsales (Pleurocapsa,Stanieria) \| \| \| \| \| \| Spirulinales (Spirulina) \| \| \| \| |
|  | |
|  | Chroococcales (Aphanothecaceae), Pleurocapsales (Pleurocapsa,Stanieria)                                                              |
|  | |
|  | Spirulinales (Spirulina) |
|  | |

|  | Chroococcales (Aphanothecaceae), Pleurocapsales (Pleurocapsa,Stanieria) |
|  |                                                                         |
|  | Spirulinales (Spirulina)                                                |
|  |                                                                         |

|  | Oscillatoriales (Moorea, Coleofasciculus)                                                                                            |
|  | |
|  | \| \| Chroococcales (Aphanothecaceae), Pleurocapsales (Pleurocapsa,Stanieria) \| \| \| \| \| \| Spirulinales (Spirulina) \| \| \| \| |
|  | |
|  | Chroococcales (Aphanothecaceae), Pleurocapsales (Pleurocapsa,Stanieria)                                                              |
|  | |
|  | Spirulinales (Spirulina) |
|  | |

|  | Chroococcales (Aphanothecaceae), Pleurocapsales (Pleurocapsa,Stanieria) |
|  |                                                                         |
|  | Spirulinales (Spirulina)                                                |
|  |                                                                         |

|  | Oscillatoriales (Moorea, Coleofasciculus)                                                                                            |
|  | |
|  | \| \| Chroococcales (Aphanothecaceae), Pleurocapsales (Pleurocapsa,Stanieria) \| \| \| \| \| \| Spirulinales (Spirulina) \| \| \| \| |
|  | |
|  | Chroococcales (Aphanothecaceae), Pleurocapsales (Pleurocapsa,Stanieria)                                                              |
|  | |
|  | Spirulinales (Spirulina) |
|  | |

|  | Chroococcales (Aphanothecaceae), Pleurocapsales (Pleurocapsa,Stanieria) |
|  |                                                                         |
|  | Spirulinales (Spirulina)                                                |
|  |                                                                         |

|  | Oscillatoriales (Moorea, Coleofasciculus)                                                                                            |
|  | |
|  | \| \| Chroococcales (Aphanothecaceae), Pleurocapsales (Pleurocapsa,Stanieria) \| \| \| \| \| \| Spirulinales (Spirulina) \| \| \| \| |
|  | |
|  | Chroococcales (Aphanothecaceae), Pleurocapsales (Pleurocapsa,Stanieria)                                                              |
|  | |
|  | Spirulinales (Spirulina) |
|  | |

|  | Chroococcales (Aphanothecaceae), Pleurocapsales (Pleurocapsa,Stanieria) |
|  |                                                                         |
|  | Spirulinales (Spirulina)                                                |
|  |                                                                         |

|  | Oscillatoriales (Moorea, Coleofasciculus)                                                                                            |
|  | |
|  | \| \| Chroococcales (Aphanothecaceae), Pleurocapsales (Pleurocapsa,Stanieria) \| \| \| \| \| \| Spirulinales (Spirulina) \| \| \| \| |
|  | |
|  | Chroococcales (Aphanothecaceae), Pleurocapsales (Pleurocapsa,Stanieria)                                                              |
|  | |
|  | Spirulinales (Spirulina) |
|  | |

|  | Chroococcales (Aphanothecaceae), Pleurocapsales (Pleurocapsa,Stanieria) |
|  |                                                                         |
|  | Spirulinales (Spirulina)                                                |
|  |                                                                         |

|  | Oscillatoriales (Moorea, Coleofasciculus)                                                                                            |
|  | |
|  | \| \| Chroococcales (Aphanothecaceae), Pleurocapsales (Pleurocapsa,Stanieria) \| \| \| \| \| \| Spirulinales (Spirulina) \| \| \| \| |
|  | |
|  | Chroococcales (Aphanothecaceae), Pleurocapsales (Pleurocapsa,Stanieria)                                                              |
|  | |
|  | Spirulinales (Spirulina) |
|  | |

|  | Chroococcales (Aphanothecaceae), Pleurocapsales (Pleurocapsa,Stanieria) |
|  |                                                                         |
|  | Spirulinales (Spirulina)                                                |
|  |                                                                         |

|  | Oscillatoriales (Moorea, Coleofasciculus)                                                                                            |
|  | |
|  | \| \| Chroococcales (Aphanothecaceae), Pleurocapsales (Pleurocapsa,Stanieria) \| \| \| \| \| \| Spirulinales (Spirulina) \| \| \| \| |
|  | |
|  | Chroococcales (Aphanothecaceae), Pleurocapsales (Pleurocapsa,Stanieria)                                                              |
|  | |
|  | Spirulinales (Spirulina) |
|  | |

|  | Chroococcales (Aphanothecaceae), Pleurocapsales (Pleurocapsa,Stanieria) |
|  |                                                                         |
|  | Spirulinales (Spirulina)                                                |
|  |                                                                         |

|  | Oscillatoriales (Moorea, Coleofasciculus)                                                                                            |
|  | |
|  | \| \| Chroococcales (Aphanothecaceae), Pleurocapsales (Pleurocapsa,Stanieria) \| \| \| \| \| \| Spirulinales (Spirulina) \| \| \| \| |
|  | |
|  | Chroococcales (Aphanothecaceae), Pleurocapsales (Pleurocapsa,Stanieria)                                                              |
|  | |
|  | Spirulinales (Spirulina) |
|  | |

|  | Chroococcales (Aphanothecaceae), Pleurocapsales (Pleurocapsa,Stanieria) |
|  |                                                                         |
|  | Spirulinales (Spirulina)                                                |
|  |                                                                         |

|  | Oscillatoriales (Moorea, Coleofasciculus)                                                                                            |
|  | |
|  | \| \| Chroococcales (Aphanothecaceae), Pleurocapsales (Pleurocapsa,Stanieria) \| \| \| \| \| \| Spirulinales (Spirulina) \| \| \| \| |
|  | |
|  | Chroococcales (Aphanothecaceae), Pleurocapsales (Pleurocapsa,Stanieria)                                                              |
|  | |
|  | Spirulinales (Spirulina) |
|  | |

|  | Chroococcales (Aphanothecaceae), Pleurocapsales (Pleurocapsa,Stanieria) |
|  |                                                                         |
|  | Spirulinales (Spirulina)                                                |
|  |                                                                         |

|  | Oscillatoriales (Moorea, Coleofasciculus)                                                                                            |
|  | |
|  | \| \| Chroococcales (Aphanothecaceae), Pleurocapsales (Pleurocapsa,Stanieria) \| \| \| \| \| \| Spirulinales (Spirulina) \| \| \| \| |
|  | |
|  | Chroococcales (Aphanothecaceae), Pleurocapsales (Pleurocapsa,Stanieria)                                                              |
|  | |
|  | Spirulinales (Spirulina) |
|  | |

|  | Chroococcales (Aphanothecaceae), Pleurocapsales (Pleurocapsa,Stanieria) |
|  |                                                                         |
|  | Spirulinales (Spirulina)                                                |
|  |                                                                         |

|  | Oscillatoriales (Moorea, Coleofasciculus)                                                                                            |
|  | |
|  | \| \| Chroococcales (Aphanothecaceae), Pleurocapsales (Pleurocapsa,Stanieria) \| \| \| \| \| \| Spirulinales (Spirulina) \| \| \| \| |
|  | |
|  | Chroococcales (Aphanothecaceae), Pleurocapsales (Pleurocapsa,Stanieria)                                                              |
|  | |
|  | Spirulinales (Spirulina) |
|  | |

|  | Chroococcales (Aphanothecaceae), Pleurocapsales (Pleurocapsa,Stanieria) |
|  |                                                                         |
|  | Spirulinales (Spirulina)                                                |
|  |                                                                         |

|  | Oscillatoriales (Moorea, Coleofasciculus)                                                                                            |
|  | |
|  | \| \| Chroococcales (Aphanothecaceae), Pleurocapsales (Pleurocapsa,Stanieria) \| \| \| \| \| \| Spirulinales (Spirulina) \| \| \| \| |
|  | |
|  | Chroococcales (Aphanothecaceae), Pleurocapsales (Pleurocapsa,Stanieria)                                                              |
|  | |
|  | Spirulinales (Spirulina) |
|  | |

|  | Chroococcales (Aphanothecaceae), Pleurocapsales (Pleurocapsa,Stanieria) |
|  |                                                                         |
|  | Spirulinales (Spirulina)                                                |
|  |                                                                         |

|  | Oscillatoriales (Moorea, Coleofasciculus)                                                                                            |
|  | |
|  | \| \| Chroococcales (Aphanothecaceae), Pleurocapsales (Pleurocapsa,Stanieria) \| \| \| \| \| \| Spirulinales (Spirulina) \| \| \| \| |
|  | |
|  | Chroococcales (Aphanothecaceae), Pleurocapsales (Pleurocapsa,Stanieria)                                                              |
|  | |
|  | Spirulinales (Spirulina) |
|  | |

|  | Chroococcales (Aphanothecaceae), Pleurocapsales (Pleurocapsa,Stanieria) |
|  |                                                                         |
|  | Spirulinales (Spirulina)                                                |
|  |                                                                         |

|  | Oscillatoriales (Moorea, Coleofasciculus)                                                                                            |
|  | |
|  | \| \| Chroococcales (Aphanothecaceae), Pleurocapsales (Pleurocapsa,Stanieria) \| \| \| \| \| \| Spirulinales (Spirulina) \| \| \| \| |
|  | |
|  | Chroococcales (Aphanothecaceae), Pleurocapsales (Pleurocapsa,Stanieria)                                                              |
|  | |
|  | Spirulinales (Spirulina) |
|  | |

|  | Chroococcales (Aphanothecaceae), Pleurocapsales (Pleurocapsa,Stanieria) |
|  |                                                                         |
|  | Spirulinales (Spirulina)                                                |
|  |                                                                         |

|  | Oscillatoriales (Moorea, Coleofasciculus)                                                                                            |
|  | |
|  | \| \| Chroococcales (Aphanothecaceae), Pleurocapsales (Pleurocapsa,Stanieria) \| \| \| \| \| \| Spirulinales (Spirulina) \| \| \| \| |
|  | |
|  | Chroococcales (Aphanothecaceae), Pleurocapsales (Pleurocapsa,Stanieria)                                                              |
|  | |
|  | Spirulinales (Spirulina) |
|  | |

|  | Chroococcales (Aphanothecaceae), Pleurocapsales (Pleurocapsa,Stanieria) |
|  |                                                                         |
|  | Spirulinales (Spirulina)                                                |
|  |                                                                         |

|  | Oscillatoriales (Moorea, Coleofasciculus)                                                                                            |
|  | |
|  | \| \| Chroococcales (Aphanothecaceae), Pleurocapsales (Pleurocapsa,Stanieria) \| \| \| \| \| \| Spirulinales (Spirulina) \| \| \| \| |
|  | |
|  | Chroococcales (Aphanothecaceae), Pleurocapsales (Pleurocapsa,Stanieria)                                                              |
|  | |
|  | Spirulinales (Spirulina) |
|  | |

|  | Chroococcales (Aphanothecaceae), Pleurocapsales (Pleurocapsa,Stanieria) |
|  |                                                                         |
|  | Spirulinales (Spirulina)                                                |
|  |                                                                         |

|  | Oscillatoriales (Moorea, Coleofasciculus)                                                                                            |
|  | |
|  | \| \| Chroococcales (Aphanothecaceae), Pleurocapsales (Pleurocapsa,Stanieria) \| \| \| \| \| \| Spirulinales (Spirulina) \| \| \| \| |
|  | |
|  | Chroococcales (Aphanothecaceae), Pleurocapsales (Pleurocapsa,Stanieria)                                                              |
|  | |
|  | Spirulinales (Spirulina) |
|  | |

|  | Chroococcales (Aphanothecaceae), Pleurocapsales (Pleurocapsa,Stanieria) |
|  |                                                                         |
|  | Spirulinales (Spirulina)                                                |
|  |                                                                         |

|  | Oscillatoriales (Moorea, Coleofasciculus)                                                                                            |
|  | |
|  | \| \| Chroococcales (Aphanothecaceae), Pleurocapsales (Pleurocapsa,Stanieria) \| \| \| \| \| \| Spirulinales (Spirulina) \| \| \| \| |
|  | |
|  | Chroococcales (Aphanothecaceae), Pleurocapsales (Pleurocapsa,Stanieria)                                                              |
|  | |
|  | Spirulinales (Spirulina) |
|  | |

|  | Chroococcales (Aphanothecaceae), Pleurocapsales (Pleurocapsa,Stanieria) |
|  |                                                                         |
|  | Spirulinales (Spirulina)                                                |
|  |                                                                         |

|  | Oscillatoriales (Moorea, Coleofasciculus)                                                                                            |
|  | |
|  | \| \| Chroococcales (Aphanothecaceae), Pleurocapsales (Pleurocapsa,Stanieria) \| \| \| \| \| \| Spirulinales (Spirulina) \| \| \| \| |
|  | |
|  | Chroococcales (Aphanothecaceae), Pleurocapsales (Pleurocapsa,Stanieria)                                                              |
|  | |
|  | Spirulinales (Spirulina) |
|  | |

|  | Chroococcales (Aphanothecaceae), Pleurocapsales (Pleurocapsa,Stanieria) |
|  |                                                                         |
|  | Spirulinales (Spirulina)                                                |
|  |                                                                         |

|  | Oscillatoriales (Moorea, Coleofasciculus)                                                                                            |
|  | |
|  | \| \| Chroococcales (Aphanothecaceae), Pleurocapsales (Pleurocapsa,Stanieria) \| \| \| \| \| \| Spirulinales (Spirulina) \| \| \| \| |
|  | |
|  | Chroococcales (Aphanothecaceae), Pleurocapsales (Pleurocapsa,Stanieria)                                                              |
|  | |
|  | Spirulinales (Spirulina) |
|  | |

|  | Chroococcales (Aphanothecaceae), Pleurocapsales (Pleurocapsa,Stanieria) |
|  |                                                                         |
|  | Spirulinales (Spirulina)                                                |
|  |                                                                         |

|  | Oscillatoriales (Moorea, Coleofasciculus)                                                                                            |
|  | |
|  | \| \| Chroococcales (Aphanothecaceae), Pleurocapsales (Pleurocapsa,Stanieria) \| \| \| \| \| \| Spirulinales (Spirulina) \| \| \| \| |
|  | |
|  | Chroococcales (Aphanothecaceae), Pleurocapsales (Pleurocapsa,Stanieria)                                                              |
|  | |
|  | Spirulinales (Spirulina) |
|  | |

|  | Chroococcales (Aphanothecaceae), Pleurocapsales (Pleurocapsa,Stanieria) |
|  |                                                                         |
|  | Spirulinales (Spirulina)                                                |
|  |                                                                         |

|  | Oscillatoriales (Moorea, Coleofasciculus)                                                                                            |
|  | |
|  | \| \| Chroococcales (Aphanothecaceae), Pleurocapsales (Pleurocapsa,Stanieria) \| \| \| \| \| \| Spirulinales (Spirulina) \| \| \| \| |
|  | |
|  | Chroococcales (Aphanothecaceae), Pleurocapsales (Pleurocapsa,Stanieria)                                                              |
|  | |
|  | Spirulinales (Spirulina) |
|  | |

|  | Chroococcales (Aphanothecaceae), Pleurocapsales (Pleurocapsa,Stanieria) |
|  |                                                                         |
|  | Spirulinales (Spirulina)                                                |
|  |                                                                         |

|  | Oscillatoriales (Moorea, Coleofasciculus)                                                                                            |
|  | |
|  | \| \| Chroococcales (Aphanothecaceae), Pleurocapsales (Pleurocapsa,Stanieria) \| \| \| \| \| \| Spirulinales (Spirulina) \| \| \| \| |
|  | |
|  | Chroococcales (Aphanothecaceae), Pleurocapsales (Pleurocapsa,Stanieria)                                                              |
|  | |
|  | Spirulinales (Spirulina) |
|  | |

|  | Chroococcales (Aphanothecaceae), Pleurocapsales (Pleurocapsa,Stanieria) |
|  |                                                                         |
|  | Spirulinales (Spirulina)                                                |
|  |                                                                         |

|  | Oscillatoriales (Moorea, Coleofasciculus)                                                                                            |
|  | |
|  | \| \| Chroococcales (Aphanothecaceae), Pleurocapsales (Pleurocapsa,Stanieria) \| \| \| \| \| \| Spirulinales (Spirulina) \| \| \| \| |
|  | |
|  | Chroococcales (Aphanothecaceae), Pleurocapsales (Pleurocapsa,Stanieria)                                                              |
|  | |
|  | Spirulinales (Spirulina) |
|  | |

|  | Chroococcales (Aphanothecaceae), Pleurocapsales (Pleurocapsa,Stanieria) |
|  |                                                                         |
|  | Spirulinales (Spirulina)                                                |
|  |                                                                         |

|  | Oscillatoriales (Moorea, Coleofasciculus)                                                                                            |
|  | |
|  | \| \| Chroococcales (Aphanothecaceae), Pleurocapsales (Pleurocapsa,Stanieria) \| \| \| \| \| \| Spirulinales (Spirulina) \| \| \| \| |
|  | |
|  | Chroococcales (Aphanothecaceae), Pleurocapsales (Pleurocapsa,Stanieria)                                                              |
|  | |
|  | Spirulinales (Spirulina) |
|  | |

|  | Chroococcales (Aphanothecaceae), Pleurocapsales (Pleurocapsa,Stanieria) |
|  |                                                                         |
|  | Spirulinales (Spirulina)                                                |
|  |                                                                         |

|  | Oscillatoriales (Moorea, Coleofasciculus)                                                                                            |
|  | |
|  | \| \| Chroococcales (Aphanothecaceae), Pleurocapsales (Pleurocapsa,Stanieria) \| \| \| \| \| \| Spirulinales (Spirulina) \| \| \| \| |
|  | |
|  | Chroococcales (Aphanothecaceae), Pleurocapsales (Pleurocapsa,Stanieria)                                                              |
|  | |
|  | Spirulinales (Spirulina) |
|  | |

|  | Chroococcales (Aphanothecaceae), Pleurocapsales (Pleurocapsa,Stanieria) |
|  |                                                                         |
|  | Spirulinales (Spirulina)                                                |
|  |                                                                         |

|  | Oscillatoriales (Moorea, Coleofasciculus)                                                                                            |
|  | |
|  | \| \| Chroococcales (Aphanothecaceae), Pleurocapsales (Pleurocapsa,Stanieria) \| \| \| \| \| \| Spirulinales (Spirulina) \| \| \| \| |
|  | |
|  | Chroococcales (Aphanothecaceae), Pleurocapsales (Pleurocapsa,Stanieria)                                                              |
|  | |
|  | Spirulinales (Spirulina) |
|  | |

|  | Chroococcales (Aphanothecaceae), Pleurocapsales (Pleurocapsa,Stanieria) |
|  |                                                                         |
|  | Spirulinales (Spirulina)                                                |
|  |                                                                         |

|  | Oscillatoriales (Moorea, Coleofasciculus)                                                                                            |
|  | |
|  | \| \| Chroococcales (Aphanothecaceae), Pleurocapsales (Pleurocapsa,Stanieria) \| \| \| \| \| \| Spirulinales (Spirulina) \| \| \| \| |
|  | |
|  | Chroococcales (Aphanothecaceae), Pleurocapsales (Pleurocapsa,Stanieria)                                                              |
|  | |
|  | Spirulinales (Spirulina) |
|  | |

|  | Chroococcales (Aphanothecaceae), Pleurocapsales (Pleurocapsa,Stanieria) |
|  |                                                                         |
|  | Spirulinales (Spirulina)                                                |
|  |                                                                         |

|  | Oscillatoriales (Moorea, Coleofasciculus)                                                                                            |
|  | |
|  | \| \| Chroococcales (Aphanothecaceae), Pleurocapsales (Pleurocapsa,Stanieria) \| \| \| \| \| \| Spirulinales (Spirulina) \| \| \| \| |
|  | |
|  | Chroococcales (Aphanothecaceae), Pleurocapsales (Pleurocapsa,Stanieria)                                                              |
|  | |
|  | Spirulinales (Spirulina) |
|  | |

|  | Chroococcales (Aphanothecaceae), Pleurocapsales (Pleurocapsa,Stanieria) |
|  |                                                                         |
|  | Spirulinales (Spirulina)                                                |
|  |                                                                         |

|  | Oscillatoriales (Moorea, Coleofasciculus)                                                                                            |
|  | |
|  | \| \| Chroococcales (Aphanothecaceae), Pleurocapsales (Pleurocapsa,Stanieria) \| \| \| \| \| \| Spirulinales (Spirulina) \| \| \| \| |
|  | |
|  | Chroococcales (Aphanothecaceae), Pleurocapsales (Pleurocapsa,Stanieria)                                                              |
|  | |
|  | Spirulinales (Spirulina) |
|  | |

|  | Chroococcales (Aphanothecaceae), Pleurocapsales (Pleurocapsa,Stanieria) |
|  |                                                                         |
|  | Spirulinales (Spirulina)                                                |
|  |                                                                         |

|  | Oscillatoriales (Moorea, Coleofasciculus)                                                                                            |
|  | |
|  | \| \| Chroococcales (Aphanothecaceae), Pleurocapsales (Pleurocapsa,Stanieria) \| \| \| \| \| \| Spirulinales (Spirulina) \| \| \| \| |
|  | |
|  | Chroococcales (Aphanothecaceae), Pleurocapsales (Pleurocapsa,Stanieria)                                                              |
|  | |
|  | Spirulinales (Spirulina) |
|  | |

|  | Chroococcales (Aphanothecaceae), Pleurocapsales (Pleurocapsa,Stanieria) |
|  |                                                                         |
|  | Spirulinales (Spirulina)                                                |
|  |                                                                         |

|  | Oscillatoriales (Moorea, Coleofasciculus)                                                                                            |
|  | |
|  | \| \| Chroococcales (Aphanothecaceae), Pleurocapsales (Pleurocapsa,Stanieria) \| \| \| \| \| \| Spirulinales (Spirulina) \| \| \| \| |
|  | |
|  | Chroococcales (Aphanothecaceae), Pleurocapsales (Pleurocapsa,Stanieria)                                                              |
|  | |
|  | Spirulinales (Spirulina) |
|  | |

|  | Chroococcales (Aphanothecaceae), Pleurocapsales (Pleurocapsa,Stanieria) |
|  |                                                                         |
|  | Spirulinales (Spirulina)                                                |
|  |                                                                         |

|  | Oscillatoriales (Moorea, Coleofasciculus)                                                                                            |
|  | |
|  | \| \| Chroococcales (Aphanothecaceae), Pleurocapsales (Pleurocapsa,Stanieria) \| \| \| \| \| \| Spirulinales (Spirulina) \| \| \| \| |
|  | |
|  | Chroococcales (Aphanothecaceae), Pleurocapsales (Pleurocapsa,Stanieria)                                                              |
|  | |
|  | Spirulinales (Spirulina) |
|  | |

|  | Chroococcales (Aphanothecaceae), Pleurocapsales (Pleurocapsa,Stanieria) |
|  |                                                                         |
|  | Spirulinales (Spirulina)                                                |
|  |                                                                         |

|  | Oscillatoriales (Moorea, Coleofasciculus)                                                                                            |
|  | |
|  | \| \| Chroococcales (Aphanothecaceae), Pleurocapsales (Pleurocapsa,Stanieria) \| \| \| \| \| \| Spirulinales (Spirulina) \| \| \| \| |
|  | |
|  | Chroococcales (Aphanothecaceae), Pleurocapsales (Pleurocapsa,Stanieria)                                                              |
|  | |
|  | Spirulinales (Spirulina) |
|  | |

|  | Chroococcales (Aphanothecaceae), Pleurocapsales (Pleurocapsa,Stanieria) |
|  |                                                                         |
|  | Spirulinales (Spirulina)                                                |
|  |                                                                         |

|  | Oscillatoriales (Moorea, Coleofasciculus)                                                                                            |
|  | |
|  | \| \| Chroococcales (Aphanothecaceae), Pleurocapsales (Pleurocapsa,Stanieria) \| \| \| \| \| \| Spirulinales (Spirulina) \| \| \| \| |
|  | |
|  | Chroococcales (Aphanothecaceae), Pleurocapsales (Pleurocapsa,Stanieria)                                                              |
|  | |
|  | Spirulinales (Spirulina) |
|  | |

|  | Chroococcales (Aphanothecaceae), Pleurocapsales (Pleurocapsa,Stanieria) |
|  |                                                                         |
|  | Spirulinales (Spirulina)                                                |
|  |                                                                         |

|  | Oscillatoriales (Moorea, Coleofasciculus)                                                                                            |
|  | |
|  | \| \| Chroococcales (Aphanothecaceae), Pleurocapsales (Pleurocapsa,Stanieria) \| \| \| \| \| \| Spirulinales (Spirulina) \| \| \| \| |
|  | |
|  | Chroococcales (Aphanothecaceae), Pleurocapsales (Pleurocapsa,Stanieria)                                                              |
|  | |
|  | Spirulinales (Spirulina) |
|  | |

|  | Chroococcales (Aphanothecaceae), Pleurocapsales (Pleurocapsa,Stanieria) |
|  |                                                                         |
|  | Spirulinales (Spirulina)                                                |
|  |                                                                         |

|  | Oscillatoriales (Moorea, Coleofasciculus)                                                                                            |
|  | |
|  | \| \| Chroococcales (Aphanothecaceae), Pleurocapsales (Pleurocapsa,Stanieria) \| \| \| \| \| \| Spirulinales (Spirulina) \| \| \| \| |
|  | |
|  | Chroococcales (Aphanothecaceae), Pleurocapsales (Pleurocapsa,Stanieria)                                                              |
|  | |
|  | Spirulinales (Spirulina) |
|  | |

|  | Chroococcales (Aphanothecaceae), Pleurocapsales (Pleurocapsa,Stanieria) |
|  |                                                                         |
|  | Spirulinales (Spirulina)                                                |
|  |                                                                         |

|  | Oscillatoriales (Moorea, Coleofasciculus)                                                                                            |
|  | |
|  | \| \| Chroococcales (Aphanothecaceae), Pleurocapsales (Pleurocapsa,Stanieria) \| \| \| \| \| \| Spirulinales (Spirulina) \| \| \| \| |
|  | |
|  | Chroococcales (Aphanothecaceae), Pleurocapsales (Pleurocapsa,Stanieria)                                                              |
|  | |
|  | Spirulinales (Spirulina) |
|  | |

|  | Chroococcales (Aphanothecaceae), Pleurocapsales (Pleurocapsa,Stanieria) |
|  |                                                                         |
|  | Spirulinales (Spirulina)                                                |
|  |                                                                         |

|  | Oscillatoriales (Moorea, Coleofasciculus)                                                                                            |
|  | |
|  | \| \| Chroococcales (Aphanothecaceae), Pleurocapsales (Pleurocapsa,Stanieria) \| \| \| \| \| \| Spirulinales (Spirulina) \| \| \| \| |
|  | |
|  | Chroococcales (Aphanothecaceae), Pleurocapsales (Pleurocapsa,Stanieria)                                                              |
|  | |
|  | Spirulinales (Spirulina) |
|  | |

|  | Chroococcales (Aphanothecaceae), Pleurocapsales (Pleurocapsa,Stanieria) |
|  |                                                                         |
|  | Spirulinales (Spirulina)                                                |
|  |                                                                         |

|  | Oscillatoriales (Moorea, Coleofasciculus)                                                                                            |
|  | |
|  | \| \| Chroococcales (Aphanothecaceae), Pleurocapsales (Pleurocapsa,Stanieria) \| \| \| \| \| \| Spirulinales (Spirulina) \| \| \| \| |
|  | |
|  | Chroococcales (Aphanothecaceae), Pleurocapsales (Pleurocapsa,Stanieria)                                                              |
|  | |
|  | Spirulinales (Spirulina) |
|  | |

|  | Chroococcales (Aphanothecaceae), Pleurocapsales (Pleurocapsa,Stanieria) |
|  |                                                                         |
|  | Spirulinales (Spirulina)                                                |
|  |                                                                         |

|  | Oscillatoriales (Moorea, Coleofasciculus)                                                                                            |
|  | |
|  | \| \| Chroococcales (Aphanothecaceae), Pleurocapsales (Pleurocapsa,Stanieria) \| \| \| \| \| \| Spirulinales (Spirulina) \| \| \| \| |
|  | |
|  | Chroococcales (Aphanothecaceae), Pleurocapsales (Pleurocapsa,Stanieria)                                                              |
|  | |
|  | Spirulinales (Spirulina) |
|  | |

|  | Chroococcales (Aphanothecaceae), Pleurocapsales (Pleurocapsa,Stanieria) |
|  |                                                                         |
|  | Spirulinales (Spirulina)                                                |
|  |                                                                         |

|  | Oscillatoriales (Moorea, Coleofasciculus)                                                                                            |
|  | |
|  | \| \| Chroococcales (Aphanothecaceae), Pleurocapsales (Pleurocapsa,Stanieria) \| \| \| \| \| \| Spirulinales (Spirulina) \| \| \| \| |
|  | |
|  | Chroococcales (Aphanothecaceae), Pleurocapsales (Pleurocapsa,Stanieria)                                                              |
|  | |
|  | Spirulinales (Spirulina) |
|  | |

|  | Chroococcales (Aphanothecaceae), Pleurocapsales (Pleurocapsa,Stanieria) |
|  |                                                                         |
|  | Spirulinales (Spirulina)                                                |
|  |                                                                         |

|  | Oscillatoriales (Moorea, Coleofasciculus)                                                                                            |
|  | |
|  | \| \| Chroococcales (Aphanothecaceae), Pleurocapsales (Pleurocapsa,Stanieria) \| \| \| \| \| \| Spirulinales (Spirulina) \| \| \| \| |
|  | |
|  | Chroococcales (Aphanothecaceae), Pleurocapsales (Pleurocapsa,Stanieria)                                                              |
|  | |
|  | Spirulinales (Spirulina) |
|  | |

|  | Chroococcales (Aphanothecaceae), Pleurocapsales (Pleurocapsa,Stanieria) |
|  |                                                                         |
|  | Spirulinales (Spirulina)                                                |
|  |                                                                         |

|  | Oscillatoriales (Moorea, Coleofasciculus)                                                                                            |
|  | |
|  | \| \| Chroococcales (Aphanothecaceae), Pleurocapsales (Pleurocapsa,Stanieria) \| \| \| \| \| \| Spirulinales (Spirulina) \| \| \| \| |
|  | |
|  | Chroococcales (Aphanothecaceae), Pleurocapsales (Pleurocapsa,Stanieria)                                                              |
|  | |
|  | Spirulinales (Spirulina) |
|  | |

|  | Chroococcales (Aphanothecaceae), Pleurocapsales (Pleurocapsa,Stanieria) |
|  |                                                                         |
|  | Spirulinales (Spirulina)                                                |
|  |                                                                         |

|  | Oscillatoriales (Moorea, Coleofasciculus)                                                                                            |
|  | |
|  | \| \| Chroococcales (Aphanothecaceae), Pleurocapsales (Pleurocapsa,Stanieria) \| \| \| \| \| \| Spirulinales (Spirulina) \| \| \| \| |
|  | |
|  | Chroococcales (Aphanothecaceae), Pleurocapsales (Pleurocapsa,Stanieria)                                                              |
|  | |
|  | Spirulinales (Spirulina) |
|  | |

|  | Chroococcales (Aphanothecaceae), Pleurocapsales (Pleurocapsa,Stanieria) |
|  |                                                                         |
|  | Spirulinales (Spirulina)                                                |
|  |                                                                         |

|  | Oscillatoriales (Moorea, Coleofasciculus)                                                                                            |
|  | |
|  | \| \| Chroococcales (Aphanothecaceae), Pleurocapsales (Pleurocapsa,Stanieria) \| \| \| \| \| \| Spirulinales (Spirulina) \| \| \| \| |
|  | |
|  | Chroococcales (Aphanothecaceae), Pleurocapsales (Pleurocapsa,Stanieria)                                                              |
|  | |
|  | Spirulinales (Spirulina) |
|  | |

|  | Chroococcales (Aphanothecaceae), Pleurocapsales (Pleurocapsa,Stanieria) |
|  |                                                                         |
|  | Spirulinales (Spirulina)                                                |
|  |                                                                         |

|  | Oscillatoriales (Moorea, Coleofasciculus)                                                                                            |
|  | |
|  | \| \| Chroococcales (Aphanothecaceae), Pleurocapsales (Pleurocapsa,Stanieria) \| \| \| \| \| \| Spirulinales (Spirulina) \| \| \| \| |
|  | |
|  | Chroococcales (Aphanothecaceae), Pleurocapsales (Pleurocapsa,Stanieria)                                                              |
|  | |
|  | Spirulinales (Spirulina) |
|  | |

|  | Chroococcales (Aphanothecaceae), Pleurocapsales (Pleurocapsa,Stanieria) |
|  |                                                                         |
|  | Spirulinales (Spirulina)                                                |
|  |                                                                         |

|  | Oscillatoriales (Moorea, Coleofasciculus)                                                                                            |
|  | |
|  | \| \| Chroococcales (Aphanothecaceae), Pleurocapsales (Pleurocapsa,Stanieria) \| \| \| \| \| \| Spirulinales (Spirulina) \| \| \| \| |
|  | |
|  | Chroococcales (Aphanothecaceae), Pleurocapsales (Pleurocapsa,Stanieria)                                                              |
|  | |
|  | Spirulinales (Spirulina) |
|  | |

|  | Chroococcales (Aphanothecaceae), Pleurocapsales (Pleurocapsa,Stanieria) |
|  |                                                                         |
|  | Spirulinales (Spirulina)                                                |
|  |                                                                         |

|  | Oscillatoriales (Moorea, Coleofasciculus)                                                                                            |
|  | |
|  | \| \| Chroococcales (Aphanothecaceae), Pleurocapsales (Pleurocapsa,Stanieria) \| \| \| \| \| \| Spirulinales (Spirulina) \| \| \| \| |
|  | |
|  | Chroococcales (Aphanothecaceae), Pleurocapsales (Pleurocapsa,Stanieria)                                                              |
|  | |
|  | Spirulinales (Spirulina) |
|  | |

|  | Chroococcales (Aphanothecaceae), Pleurocapsales (Pleurocapsa,Stanieria) |
|  |                                                                         |
|  | Spirulinales (Spirulina)                                                |
|  |                                                                         |

|  | Oscillatoriales (Moorea, Coleofasciculus)                                                                                            |
|  | |
|  | \| \| Chroococcales (Aphanothecaceae), Pleurocapsales (Pleurocapsa,Stanieria) \| \| \| \| \| \| Spirulinales (Spirulina) \| \| \| \| |
|  | |
|  | Chroococcales (Aphanothecaceae), Pleurocapsales (Pleurocapsa,Stanieria)                                                              |
|  | |
|  | Spirulinales (Spirulina) |
|  | |

|  | Chroococcales (Aphanothecaceae), Pleurocapsales (Pleurocapsa,Stanieria) |
|  |                                                                         |
|  | Spirulinales (Spirulina)                                                |
|  |                                                                         |

|  | Oscillatoriales (Moorea, Coleofasciculus)                                                                                            |
|  | |
|  | \| \| Chroococcales (Aphanothecaceae), Pleurocapsales (Pleurocapsa,Stanieria) \| \| \| \| \| \| Spirulinales (Spirulina) \| \| \| \| |
|  | |
|  | Chroococcales (Aphanothecaceae), Pleurocapsales (Pleurocapsa,Stanieria)                                                              |
|  | |
|  | Spirulinales (Spirulina) |
|  | |

|  | Chroococcales (Aphanothecaceae), Pleurocapsales (Pleurocapsa,Stanieria) |
|  |                                                                         |
|  | Spirulinales (Spirulina)                                                |
|  |                                                                         |

|  | Oscillatoriales (Moorea, Coleofasciculus)                                                                                            |
|  | |
|  | \| \| Chroococcales (Aphanothecaceae), Pleurocapsales (Pleurocapsa,Stanieria) \| \| \| \| \| \| Spirulinales (Spirulina) \| \| \| \| |
|  | |
|  | Chroococcales (Aphanothecaceae), Pleurocapsales (Pleurocapsa,Stanieria)                                                              |
|  | |
|  | Spirulinales (Spirulina) |
|  | |

|  | Chroococcales (Aphanothecaceae), Pleurocapsales (Pleurocapsa,Stanieria) |
|  |                                                                         |
|  | Spirulinales (Spirulina)                                                |
|  |                                                                         |

|  | Oscillatoriales (Moorea, Coleofasciculus)                                                                                            |
|  | |
|  | \| \| Chroococcales (Aphanothecaceae), Pleurocapsales (Pleurocapsa,Stanieria) \| \| \| \| \| \| Spirulinales (Spirulina) \| \| \| \| |
|  | |
|  | Chroococcales (Aphanothecaceae), Pleurocapsales (Pleurocapsa,Stanieria)                                                              |
|  | |
|  | Spirulinales (Spirulina) |
|  | |

|  | Chroococcales (Aphanothecaceae), Pleurocapsales (Pleurocapsa,Stanieria) |
|  |                                                                         |
|  | Spirulinales (Spirulina)                                                |
|  |                                                                         |

|  | Oscillatoriales (Moorea, Coleofasciculus)                                                                                            |
|  | |
|  | \| \| Chroococcales (Aphanothecaceae), Pleurocapsales (Pleurocapsa,Stanieria) \| \| \| \| \| \| Spirulinales (Spirulina) \| \| \| \| |
|  | |
|  | Chroococcales (Aphanothecaceae), Pleurocapsales (Pleurocapsa,Stanieria)                                                              |
|  | |
|  | Spirulinales (Spirulina) |
|  | |

|  | Chroococcales (Aphanothecaceae), Pleurocapsales (Pleurocapsa,Stanieria) |
|  |                                                                         |
|  | Spirulinales (Spirulina)                                                |
|  |                                                                         |

|  | Oscillatoriales (Moorea, Coleofasciculus)                                                                                            |
|  | |
|  | \| \| Chroococcales (Aphanothecaceae), Pleurocapsales (Pleurocapsa,Stanieria) \| \| \| \| \| \| Spirulinales (Spirulina) \| \| \| \| |
|  | |
|  | Chroococcales (Aphanothecaceae), Pleurocapsales (Pleurocapsa,Stanieria)                                                              |
|  | |
|  | Spirulinales (Spirulina) |
|  | |

|  | Chroococcales (Aphanothecaceae), Pleurocapsales (Pleurocapsa,Stanieria) |
|  |                                                                         |
|  | Spirulinales (Spirulina)                                                |
|  |                                                                         |

|  | Oscillatoriales (Moorea, Coleofasciculus)                                                                                            |
|  | |
|  | \| \| Chroococcales (Aphanothecaceae), Pleurocapsales (Pleurocapsa,Stanieria) \| \| \| \| \| \| Spirulinales (Spirulina) \| \| \| \| |
|  | |
|  | Chroococcales (Aphanothecaceae), Pleurocapsales (Pleurocapsa,Stanieria)                                                              |
|  | |
|  | Spirulinales (Spirulina) |
|  | |

|  | Chroococcales (Aphanothecaceae), Pleurocapsales (Pleurocapsa,Stanieria) |
|  |                                                                         |
|  | Spirulinales (Spirulina)                                                |
|  |                                                                         |

|  | Oscillatoriales (Moorea, Coleofasciculus)                                                                                            |
|  | |
|  | \| \| Chroococcales (Aphanothecaceae), Pleurocapsales (Pleurocapsa,Stanieria) \| \| \| \| \| \| Spirulinales (Spirulina) \| \| \| \| |
|  | |
|  | Chroococcales (Aphanothecaceae), Pleurocapsales (Pleurocapsa,Stanieria)                                                              |
|  | |
|  | Spirulinales (Spirulina) |
|  | |

|  | Chroococcales (Aphanothecaceae), Pleurocapsales (Pleurocapsa,Stanieria) |
|  |                                                                         |
|  | Spirulinales (Spirulina)                                                |
|  |                                                                         |

|  | Oscillatoriales (Moorea, Coleofasciculus)                                                                                            |
|  | |
|  | \| \| Chroococcales (Aphanothecaceae), Pleurocapsales (Pleurocapsa,Stanieria) \| \| \| \| \| \| Spirulinales (Spirulina) \| \| \| \| |
|  | |
|  | Chroococcales (Aphanothecaceae), Pleurocapsales (Pleurocapsa,Stanieria)                                                              |
|  | |
|  | Spirulinales (Spirulina) |
|  | |

|  | Chroococcales (Aphanothecaceae), Pleurocapsales (Pleurocapsa,Stanieria) |
|  |                                                                         |
|  | Spirulinales (Spirulina)                                                |
|  |                                                                         |

|  | Oscillatoriales (Moorea, Coleofasciculus)                                                                                            |
|  | |
|  | \| \| Chroococcales (Aphanothecaceae), Pleurocapsales (Pleurocapsa,Stanieria) \| \| \| \| \| \| Spirulinales (Spirulina) \| \| \| \| |
|  | |
|  | Chroococcales (Aphanothecaceae), Pleurocapsales (Pleurocapsa,Stanieria)                                                              |
|  | |
|  | Spirulinales (Spirulina) |
|  | |

|  | Chroococcales (Aphanothecaceae), Pleurocapsales (Pleurocapsa,Stanieria) |
|  |                                                                         |
|  | Spirulinales (Spirulina)                                                |
|  |                                                                         |

|  | Oscillatoriales (Moorea, Coleofasciculus)                                                                                            |
|  | |
|  | \| \| Chroococcales (Aphanothecaceae), Pleurocapsales (Pleurocapsa,Stanieria) \| \| \| \| \| \| Spirulinales (Spirulina) \| \| \| \| |
|  | |
|  | Chroococcales (Aphanothecaceae), Pleurocapsales (Pleurocapsa,Stanieria)                                                              |
|  | |
|  | Spirulinales (Spirulina) |
|  | |

|  | Chroococcales (Aphanothecaceae), Pleurocapsales (Pleurocapsa,Stanieria) |
|  |                                                                         |
|  | Spirulinales (Spirulina)                                                |
|  |                                                                         |

|  | Oscillatoriales (Moorea, Coleofasciculus)                                                                                            |
|  | |
|  | \| \| Chroococcales (Aphanothecaceae), Pleurocapsales (Pleurocapsa,Stanieria) \| \| \| \| \| \| Spirulinales (Spirulina) \| \| \| \| |
|  | |
|  | Chroococcales (Aphanothecaceae), Pleurocapsales (Pleurocapsa,Stanieria)                                                              |
|  | |
|  | Spirulinales (Spirulina) |
|  | |

|  | Chroococcales (Aphanothecaceae), Pleurocapsales (Pleurocapsa,Stanieria) |
|  |                                                                         |
|  | Spirulinales (Spirulina)                                                |
|  |                                                                         |

|  | Oscillatoriales (Moorea, Coleofasciculus)                                                                                            |
|  | |
|  | \| \| Chroococcales (Aphanothecaceae), Pleurocapsales (Pleurocapsa,Stanieria) \| \| \| \| \| \| Spirulinales (Spirulina) \| \| \| \| |
|  | |
|  | Chroococcales (Aphanothecaceae), Pleurocapsales (Pleurocapsa,Stanieria)                                                              |
|  | |
|  | Spirulinales (Spirulina) |
|  | |

|  | Chroococcales (Aphanothecaceae), Pleurocapsales (Pleurocapsa,Stanieria) |
|  |                                                                         |
|  | Spirulinales (Spirulina)                                                |
|  |                                                                         |

|  | Oscillatoriales (Moorea, Coleofasciculus)                                                                                            |
|  | |
|  | \| \| Chroococcales (Aphanothecaceae), Pleurocapsales (Pleurocapsa,Stanieria) \| \| \| \| \| \| Spirulinales (Spirulina) \| \| \| \| |
|  | |
|  | Chroococcales (Aphanothecaceae), Pleurocapsales (Pleurocapsa,Stanieria)                                                              |
|  | |
|  | Spirulinales (Spirulina) |
|  | |

|  | Chroococcales (Aphanothecaceae), Pleurocapsales (Pleurocapsa,Stanieria) |
|  |                                                                         |
|  | Spirulinales (Spirulina)                                                |
|  |                                                                         |

|  | Oscillatoriales (Moorea, Coleofasciculus)                                                                                            |
|  | |
|  | \| \| Chroococcales (Aphanothecaceae), Pleurocapsales (Pleurocapsa,Stanieria) \| \| \| \| \| \| Spirulinales (Spirulina) \| \| \| \| |
|  | |
|  | Chroococcales (Aphanothecaceae), Pleurocapsales (Pleurocapsa,Stanieria)                                                              |
|  | |
|  | Spirulinales (Spirulina) |
|  | |

|  | Chroococcales (Aphanothecaceae), Pleurocapsales (Pleurocapsa,Stanieria) |
|  |                                                                         |
|  | Spirulinales (Spirulina)                                                |
|  |                                                                         |

|  | Oscillatoriales (Moorea, Coleofasciculus)                                                                                            |
|  | |
|  | \| \| Chroococcales (Aphanothecaceae), Pleurocapsales (Pleurocapsa,Stanieria) \| \| \| \| \| \| Spirulinales (Spirulina) \| \| \| \| |
|  | |
|  | Chroococcales (Aphanothecaceae), Pleurocapsales (Pleurocapsa,Stanieria)                                                              |
|  | |
|  | Spirulinales (Spirulina) |
|  | |

|  | Chroococcales (Aphanothecaceae), Pleurocapsales (Pleurocapsa,Stanieria) |
|  |                                                                         |
|  | Spirulinales (Spirulina)                                                |
|  |                                                                         |

|  | Oscillatoriales (Moorea, Coleofasciculus)                                                                                            |
|  | |
|  | \| \| Chroococcales (Aphanothecaceae), Pleurocapsales (Pleurocapsa,Stanieria) \| \| \| \| \| \| Spirulinales (Spirulina) \| \| \| \| |
|  | |
|  | Chroococcales (Aphanothecaceae), Pleurocapsales (Pleurocapsa,Stanieria)                                                              |
|  | |
|  | Spirulinales (Spirulina) |
|  | |

|  | Chroococcales (Aphanothecaceae), Pleurocapsales (Pleurocapsa,Stanieria) |
|  |                                                                         |
|  | Spirulinales (Spirulina)                                                |
|  |                                                                         |

|  | Oscillatoriales (Moorea, Coleofasciculus)                                                                                            |
|  | |
|  | \| \| Chroococcales (Aphanothecaceae), Pleurocapsales (Pleurocapsa,Stanieria) \| \| \| \| \| \| Spirulinales (Spirulina) \| \| \| \| |
|  | |
|  | Chroococcales (Aphanothecaceae), Pleurocapsales (Pleurocapsa,Stanieria)                                                              |
|  | |
|  | Spirulinales (Spirulina) |
|  | |

|  | Chroococcales (Aphanothecaceae), Pleurocapsales (Pleurocapsa,Stanieria) |
|  |                                                                         |
|  | Spirulinales (Spirulina)                                                |
|  |                                                                         |

|  | Oscillatoriales (Moorea, Coleofasciculus)                                                                                            |
|  | |
|  | \| \| Chroococcales (Aphanothecaceae), Pleurocapsales (Pleurocapsa,Stanieria) \| \| \| \| \| \| Spirulinales (Spirulina) \| \| \| \| |
|  | |
|  | Chroococcales (Aphanothecaceae), Pleurocapsales (Pleurocapsa,Stanieria)                                                              |
|  | |
|  | Spirulinales (Spirulina) |
|  | |

|  | Chroococcales (Aphanothecaceae), Pleurocapsales (Pleurocapsa,Stanieria) |
|  |                                                                         |
|  | Spirulinales (Spirulina)                                                |
|  |                                                                         |

|  | Oscillatoriales (Moorea, Coleofasciculus)                                                                                            |
|  | |
|  | \| \| Chroococcales (Aphanothecaceae), Pleurocapsales (Pleurocapsa,Stanieria) \| \| \| \| \| \| Spirulinales (Spirulina) \| \| \| \| |
|  | |
|  | Chroococcales (Aphanothecaceae), Pleurocapsales (Pleurocapsa,Stanieria)                                                              |
|  | |
|  | Spirulinales (Spirulina) |
|  | |

|  | Chroococcales (Aphanothecaceae), Pleurocapsales (Pleurocapsa,Stanieria) |
|  |                                                                         |
|  | Spirulinales (Spirulina)                                                |
|  |                                                                         |

|  | Oscillatoriales (Moorea, Coleofasciculus)                                                                                            |
|  | |
|  | \| \| Chroococcales (Aphanothecaceae), Pleurocapsales (Pleurocapsa,Stanieria) \| \| \| \| \| \| Spirulinales (Spirulina) \| \| \| \| |
|  | |
|  | Chroococcales (Aphanothecaceae), Pleurocapsales (Pleurocapsa,Stanieria)                                                              |
|  | |
|  | Spirulinales (Spirulina) |
|  | |

|  | Chroococcales (Aphanothecaceae), Pleurocapsales (Pleurocapsa,Stanieria) |
|  |                                                                         |
|  | Spirulinales (Spirulina)                                                |
|  |                                                                         |

|  | Oscillatoriales (Moorea, Coleofasciculus)                                                                                            |
|  | |
|  | \| \| Chroococcales (Aphanothecaceae), Pleurocapsales (Pleurocapsa,Stanieria) \| \| \| \| \| \| Spirulinales (Spirulina) \| \| \| \| |
|  | |
|  | Chroococcales (Aphanothecaceae), Pleurocapsales (Pleurocapsa,Stanieria)                                                              |
|  | |
|  | Spirulinales (Spirulina) |
|  | |

|  | Chroococcales (Aphanothecaceae), Pleurocapsales (Pleurocapsa,Stanieria) |
|  |                                                                         |
|  | Spirulinales (Spirulina)                                                |
|  |                                                                         |

|  | Oscillatoriales (Moorea, Coleofasciculus)                                                                                            |
|  | |
|  | \| \| Chroococcales (Aphanothecaceae), Pleurocapsales (Pleurocapsa,Stanieria) \| \| \| \| \| \| Spirulinales (Spirulina) \| \| \| \| |
|  | |
|  | Chroococcales (Aphanothecaceae), Pleurocapsales (Pleurocapsa,Stanieria)                                                              |
|  | |
|  | Spirulinales (Spirulina) |
|  | |

|  | Chroococcales (Aphanothecaceae), Pleurocapsales (Pleurocapsa,Stanieria) |
|  |                                                                         |
|  | Spirulinales (Spirulina)                                                |
|  |                                                                         |

|  | Oscillatoriales (Moorea, Coleofasciculus)                                                                                            |
|  | |
|  | \| \| Chroococcales (Aphanothecaceae), Pleurocapsales (Pleurocapsa,Stanieria) \| \| \| \| \| \| Spirulinales (Spirulina) \| \| \| \| |
|  | |
|  | Chroococcales (Aphanothecaceae), Pleurocapsales (Pleurocapsa,Stanieria)                                                              |
|  | |
|  | Spirulinales (Spirulina) |
|  | |

|  | Chroococcales (Aphanothecaceae), Pleurocapsales (Pleurocapsa,Stanieria) |
|  |                                                                         |
|  | Spirulinales (Spirulina)                                                |
|  |                                                                         |

|  | Oscillatoriales (Moorea, Coleofasciculus)                                                                                            |
|  | |
|  | \| \| Chroococcales (Aphanothecaceae), Pleurocapsales (Pleurocapsa,Stanieria) \| \| \| \| \| \| Spirulinales (Spirulina) \| \| \| \| |
|  | |
|  | Chroococcales (Aphanothecaceae), Pleurocapsales (Pleurocapsa,Stanieria)                                                              |
|  | |
|  | Spirulinales (Spirulina) |
|  | |

|  | Chroococcales (Aphanothecaceae), Pleurocapsales (Pleurocapsa,Stanieria) |
|  |                                                                         |
|  | Spirulinales (Spirulina)                                                |
|  |                                                                         |

|  | Oscillatoriales (Moorea, Coleofasciculus)                                                                                            |
|  | |
|  | \| \| Chroococcales (Aphanothecaceae), Pleurocapsales (Pleurocapsa,Stanieria) \| \| \| \| \| \| Spirulinales (Spirulina) \| \| \| \| |
|  | |
|  | Chroococcales (Aphanothecaceae), Pleurocapsales (Pleurocapsa,Stanieria)                                                              |
|  | |
|  | Spirulinales (Spirulina) |
|  | |

|  | Chroococcales (Aphanothecaceae), Pleurocapsales (Pleurocapsa,Stanieria) |
|  |                                                                         |
|  | Spirulinales (Spirulina)                                                |
|  |                                                                         |

|  | Oscillatoriales (Moorea, Coleofasciculus)                                                                                            |
|  | |
|  | \| \| Chroococcales (Aphanothecaceae), Pleurocapsales (Pleurocapsa,Stanieria) \| \| \| \| \| \| Spirulinales (Spirulina) \| \| \| \| |
|  | |
|  | Chroococcales (Aphanothecaceae), Pleurocapsales (Pleurocapsa,Stanieria)                                                              |
|  | |
|  | Spirulinales (Spirulina) |
|  | |

|  | Chroococcales (Aphanothecaceae), Pleurocapsales (Pleurocapsa,Stanieria) |
|  |                                                                         |
|  | Spirulinales (Spirulina)                                                |
|  |                                                                         |

|  | Oscillatoriales (Moorea, Coleofasciculus)                                                                                            |
|  | |
|  | \| \| Chroococcales (Aphanothecaceae), Pleurocapsales (Pleurocapsa,Stanieria) \| \| \| \| \| \| Spirulinales (Spirulina) \| \| \| \| |
|  | |
|  | Chroococcales (Aphanothecaceae), Pleurocapsales (Pleurocapsa,Stanieria)                                                              |
|  | |
|  | Spirulinales (Spirulina) |
|  | |

|  | Chroococcales (Aphanothecaceae), Pleurocapsales (Pleurocapsa,Stanieria) |
|  |                                                                         |
|  | Spirulinales (Spirulina)                                                |
|  |                                                                         |

|  | Oscillatoriales (Moorea, Coleofasciculus)                                                                                            |
|  | |
|  | \| \| Chroococcales (Aphanothecaceae), Pleurocapsales (Pleurocapsa,Stanieria) \| \| \| \| \| \| Spirulinales (Spirulina) \| \| \| \| |
|  | |
|  | Chroococcales (Aphanothecaceae), Pleurocapsales (Pleurocapsa,Stanieria)                                                              |
|  | |
|  | Spirulinales (Spirulina) |
|  | |

|  | Chroococcales (Aphanothecaceae), Pleurocapsales (Pleurocapsa,Stanieria) |
|  |                                                                         |
|  | Spirulinales (Spirulina)                                                |
|  |                                                                         |

|  | Oscillatoriales (Moorea, Coleofasciculus)                                                                                            |
|  | |
|  | \| \| Chroococcales (Aphanothecaceae), Pleurocapsales (Pleurocapsa,Stanieria) \| \| \| \| \| \| Spirulinales (Spirulina) \| \| \| \| |
|  | |
|  | Chroococcales (Aphanothecaceae), Pleurocapsales (Pleurocapsa,Stanieria)                                                              |
|  | |
|  | Spirulinales (Spirulina) |
|  | |

|  | Chroococcales (Aphanothecaceae), Pleurocapsales (Pleurocapsa,Stanieria) |
|  |                                                                         |
|  | Spirulinales (Spirulina)                                                |
|  |                                                                         |

|  | Oscillatoriales (Moorea, Coleofasciculus)                                                                                            |
|  | |
|  | \| \| Chroococcales (Aphanothecaceae), Pleurocapsales (Pleurocapsa,Stanieria) \| \| \| \| \| \| Spirulinales (Spirulina) \| \| \| \| |
|  | |
|  | Chroococcales (Aphanothecaceae), Pleurocapsales (Pleurocapsa,Stanieria)                                                              |
|  | |
|  | Spirulinales (Spirulina) |
|  | |

|  | Chroococcales (Aphanothecaceae), Pleurocapsales (Pleurocapsa,Stanieria) |
|  |                                                                         |
|  | Spirulinales (Spirulina)                                                |
|  |                                                                         |

|  | Oscillatoriales (Moorea, Coleofasciculus)                                                                                            |
|  | |
|  | \| \| Chroococcales (Aphanothecaceae), Pleurocapsales (Pleurocapsa,Stanieria) \| \| \| \| \| \| Spirulinales (Spirulina) \| \| \| \| |
|  | |
|  | Chroococcales (Aphanothecaceae), Pleurocapsales (Pleurocapsa,Stanieria)                                                              |
|  | |
|  | Spirulinales (Spirulina) |
|  | |

|  | Chroococcales (Aphanothecaceae), Pleurocapsales (Pleurocapsa,Stanieria) |
|  |                                                                         |
|  | Spirulinales (Spirulina)                                                |
|  |                                                                         |

|  | Oscillatoriales (Moorea, Coleofasciculus)                                                                                            |
|  | |
|  | \| \| Chroococcales (Aphanothecaceae), Pleurocapsales (Pleurocapsa,Stanieria) \| \| \| \| \| \| Spirulinales (Spirulina) \| \| \| \| |
|  | |
|  | Chroococcales (Aphanothecaceae), Pleurocapsales (Pleurocapsa,Stanieria)                                                              |
|  | |
|  | Spirulinales (Spirulina) |
|  | |

|  | Chroococcales (Aphanothecaceae), Pleurocapsales (Pleurocapsa,Stanieria) |
|  |                                                                         |
|  | Spirulinales (Spirulina)                                                |
|  |                                                                         |

|  | Oscillatoriales (Moorea, Coleofasciculus)                                                                                            |
|  | |
|  | \| \| Chroococcales (Aphanothecaceae), Pleurocapsales (Pleurocapsa,Stanieria) \| \| \| \| \| \| Spirulinales (Spirulina) \| \| \| \| |
|  | |
|  | Chroococcales (Aphanothecaceae), Pleurocapsales (Pleurocapsa,Stanieria)                                                              |
|  | |
|  | Spirulinales (Spirulina) |
|  | |

|  | Chroococcales (Aphanothecaceae), Pleurocapsales (Pleurocapsa,Stanieria) |
|  |                                                                         |
|  | Spirulinales (Spirulina)                                                |
|  |                                                                         |

|  | Oscillatoriales (Moorea, Coleofasciculus)                                                                                            |
|  | |
|  | \| \| Chroococcales (Aphanothecaceae), Pleurocapsales (Pleurocapsa,Stanieria) \| \| \| \| \| \| Spirulinales (Spirulina) \| \| \| \| |
|  | |
|  | Chroococcales (Aphanothecaceae), Pleurocapsales (Pleurocapsa,Stanieria)                                                              |
|  | |
|  | Spirulinales (Spirulina) |
|  | |

|  | Chroococcales (Aphanothecaceae), Pleurocapsales (Pleurocapsa,Stanieria) |
|  |                                                                         |
|  | Spirulinales (Spirulina)                                                |
|  |                                                                         |

|  | Oscillatoriales (Moorea, Coleofasciculus)                                                                                            |
|  | |
|  | \| \| Chroococcales (Aphanothecaceae), Pleurocapsales (Pleurocapsa,Stanieria) \| \| \| \| \| \| Spirulinales (Spirulina) \| \| \| \| |
|  | |
|  | Chroococcales (Aphanothecaceae), Pleurocapsales (Pleurocapsa,Stanieria)                                                              |
|  | |
|  | Spirulinales (Spirulina) |
|  | |

|  | Chroococcales (Aphanothecaceae), Pleurocapsales (Pleurocapsa,Stanieria) |
|  |                                                                         |
|  | Spirulinales (Spirulina)                                                |
|  |                                                                         |

|  | Oscillatoriales (Moorea, Coleofasciculus)                                                                                            |
|  | |
|  | \| \| Chroococcales (Aphanothecaceae), Pleurocapsales (Pleurocapsa,Stanieria) \| \| \| \| \| \| Spirulinales (Spirulina) \| \| \| \| |
|  | |
|  | Chroococcales (Aphanothecaceae), Pleurocapsales (Pleurocapsa,Stanieria)                                                              |
|  | |
|  | Spirulinales (Spirulina) |
|  | |

|  | Chroococcales (Aphanothecaceae), Pleurocapsales (Pleurocapsa,Stanieria) |
|  |                                                                         |
|  | Spirulinales (Spirulina)                                                |
|  |                                                                         |

|  | Oscillatoriales (Moorea, Coleofasciculus)                                                                                            |
|  | |
|  | \| \| Chroococcales (Aphanothecaceae), Pleurocapsales (Pleurocapsa,Stanieria) \| \| \| \| \| \| Spirulinales (Spirulina) \| \| \| \| |
|  | |
|  | Chroococcales (Aphanothecaceae), Pleurocapsales (Pleurocapsa,Stanieria)                                                              |
|  | |
|  | Spirulinales (Spirulina) |
|  | |

|  | Chroococcales (Aphanothecaceae), Pleurocapsales (Pleurocapsa,Stanieria) |
|  |                                                                         |
|  | Spirulinales (Spirulina)                                                |
|  |                                                                         |

|  | Oscillatoriales (Moorea, Coleofasciculus)                                                                                            |
|  | |
|  | \| \| Chroococcales (Aphanothecaceae), Pleurocapsales (Pleurocapsa,Stanieria) \| \| \| \| \| \| Spirulinales (Spirulina) \| \| \| \| |
|  | |
|  | Chroococcales (Aphanothecaceae), Pleurocapsales (Pleurocapsa,Stanieria)                                                              |
|  | |
|  | Spirulinales (Spirulina) |
|  | |

|  | Chroococcales (Aphanothecaceae), Pleurocapsales (Pleurocapsa,Stanieria) |
|  |                                                                         |
|  | Spirulinales (Spirulina)                                                |
|  |                                                                         |

|  | Oscillatoriales (Moorea, Coleofasciculus)                                                                                            |
|  | |
|  | \| \| Chroococcales (Aphanothecaceae), Pleurocapsales (Pleurocapsa,Stanieria) \| \| \| \| \| \| Spirulinales (Spirulina) \| \| \| \| |
|  | |
|  | Chroococcales (Aphanothecaceae), Pleurocapsales (Pleurocapsa,Stanieria)                                                              |
|  | |
|  | Spirulinales (Spirulina) |
|  | |

|  | Chroococcales (Aphanothecaceae), Pleurocapsales (Pleurocapsa,Stanieria) |
|  |                                                                         |
|  | Spirulinales (Spirulina)                                                |
|  |                                                                         |

|  | Oscillatoriales (Moorea, Coleofasciculus)                                                                                            |
|  | |
|  | \| \| Chroococcales (Aphanothecaceae), Pleurocapsales (Pleurocapsa,Stanieria) \| \| \| \| \| \| Spirulinales (Spirulina) \| \| \| \| |
|  | |
|  | Chroococcales (Aphanothecaceae), Pleurocapsales (Pleurocapsa,Stanieria)                                                              |
|  | |
|  | Spirulinales (Spirulina) |
|  | |

|  | Chroococcales (Aphanothecaceae), Pleurocapsales (Pleurocapsa,Stanieria) |
|  |                                                                         |
|  | Spirulinales (Spirulina)                                                |
|  |                                                                         |

|  | Oscillatoriales (Moorea, Coleofasciculus)                                                                                            |
|  | |
|  | \| \| Chroococcales (Aphanothecaceae), Pleurocapsales (Pleurocapsa,Stanieria) \| \| \| \| \| \| Spirulinales (Spirulina) \| \| \| \| |
|  | |
|  | Chroococcales (Aphanothecaceae), Pleurocapsales (Pleurocapsa,Stanieria)                                                              |
|  | |
|  | Spirulinales (Spirulina) |
|  | |

|  | Chroococcales (Aphanothecaceae), Pleurocapsales (Pleurocapsa,Stanieria) |
|  |                                                                         |
|  | Spirulinales (Spirulina)                                                |
|  |                                                                         |

|  | Oscillatoriales (Moorea, Coleofasciculus)                                                                                            |
|  | |
|  | \| \| Chroococcales (Aphanothecaceae), Pleurocapsales (Pleurocapsa,Stanieria) \| \| \| \| \| \| Spirulinales (Spirulina) \| \| \| \| |
|  | |
|  | Chroococcales (Aphanothecaceae), Pleurocapsales (Pleurocapsa,Stanieria)                                                              |
|  | |
|  | Spirulinales (Spirulina) |
|  | |

|  | Chroococcales (Aphanothecaceae), Pleurocapsales (Pleurocapsa,Stanieria) |
|  |                                                                         |
|  | Spirulinales (Spirulina)                                                |
|  |                                                                         |

|  | Oscillatoriales (Moorea, Coleofasciculus)                                                                                            |
|  | |
|  | \| \| Chroococcales (Aphanothecaceae), Pleurocapsales (Pleurocapsa,Stanieria) \| \| \| \| \| \| Spirulinales (Spirulina) \| \| \| \| |
|  | |
|  | Chroococcales (Aphanothecaceae), Pleurocapsales (Pleurocapsa,Stanieria)                                                              |
|  | |
|  | Spirulinales (Spirulina) |
|  | |

|  | Chroococcales (Aphanothecaceae), Pleurocapsales (Pleurocapsa,Stanieria) |
|  |                                                                         |
|  | Spirulinales (Spirulina)                                                |
|  |                                                                         |

|  | Oscillatoriales (Moorea, Coleofasciculus)                                                                                            |
|  | |
|  | \| \| Chroococcales (Aphanothecaceae), Pleurocapsales (Pleurocapsa,Stanieria) \| \| \| \| \| \| Spirulinales (Spirulina) \| \| \| \| |
|  | |
|  | Chroococcales (Aphanothecaceae), Pleurocapsales (Pleurocapsa,Stanieria)                                                              |
|  | |
|  | Spirulinales (Spirulina) |
|  | |

|  | Chroococcales (Aphanothecaceae), Pleurocapsales (Pleurocapsa,Stanieria) |
|  |                                                                         |
|  | Spirulinales (Spirulina)                                                |
|  |                                                                         |

|  | Oscillatoriales (Moorea, Coleofasciculus)                                                                                            |
|  | |
|  | \| \| Chroococcales (Aphanothecaceae), Pleurocapsales (Pleurocapsa,Stanieria) \| \| \| \| \| \| Spirulinales (Spirulina) \| \| \| \| |
|  | |
|  | Chroococcales (Aphanothecaceae), Pleurocapsales (Pleurocapsa,Stanieria)                                                              |
|  | |
|  | Spirulinales (Spirulina) |
|  | |

|  | Chroococcales (Aphanothecaceae), Pleurocapsales (Pleurocapsa,Stanieria) |
|  |                                                                         |
|  | Spirulinales (Spirulina)                                                |
|  |                                                                         |

|  | Oscillatoriales (Moorea, Coleofasciculus)                                                                                            |
|  | |
|  | \| \| Chroococcales (Aphanothecaceae), Pleurocapsales (Pleurocapsa,Stanieria) \| \| \| \| \| \| Spirulinales (Spirulina) \| \| \| \| |
|  | |
|  | Chroococcales (Aphanothecaceae), Pleurocapsales (Pleurocapsa,Stanieria)                                                              |
|  | |
|  | Spirulinales (Spirulina) |
|  | |

|  | Chroococcales (Aphanothecaceae), Pleurocapsales (Pleurocapsa,Stanieria) |
|  |                                                                         |
|  | Spirulinales (Spirulina)                                                |
|  |                                                                         |

|  | Oscillatoriales (Moorea, Coleofasciculus)                                                                                            |
|  | |
|  | \| \| Chroococcales (Aphanothecaceae), Pleurocapsales (Pleurocapsa,Stanieria) \| \| \| \| \| \| Spirulinales (Spirulina) \| \| \| \| |
|  | |
|  | Chroococcales (Aphanothecaceae), Pleurocapsales (Pleurocapsa,Stanieria)                                                              |
|  | |
|  | Spirulinales (Spirulina) |
|  | |

|  | Chroococcales (Aphanothecaceae), Pleurocapsales (Pleurocapsa,Stanieria) |
|  |                                                                         |
|  | Spirulinales (Spirulina)                                                |
|  |                                                                         |

|  | Oscillatoriales (Moorea, Coleofasciculus)                                                                                            |
|  | |
|  | \| \| Chroococcales (Aphanothecaceae), Pleurocapsales (Pleurocapsa,Stanieria) \| \| \| \| \| \| Spirulinales (Spirulina) \| \| \| \| |
|  | |
|  | Chroococcales (Aphanothecaceae), Pleurocapsales (Pleurocapsa,Stanieria)                                                              |
|  | |
|  | Spirulinales (Spirulina) |
|  | |

|  | Chroococcales (Aphanothecaceae), Pleurocapsales (Pleurocapsa,Stanieria) |
|  |                                                                         |
|  | Spirulinales (Spirulina)                                                |
|  |                                                                         |

|  | Oscillatoriales (Moorea, Coleofasciculus)                                                                                            |
|  | |
|  | \| \| Chroococcales (Aphanothecaceae), Pleurocapsales (Pleurocapsa,Stanieria) \| \| \| \| \| \| Spirulinales (Spirulina) \| \| \| \| |
|  | |
|  | Chroococcales (Aphanothecaceae), Pleurocapsales (Pleurocapsa,Stanieria)                                                              |
|  | |
|  | Spirulinales (Spirulina) |
|  | |

|  | Chroococcales (Aphanothecaceae), Pleurocapsales (Pleurocapsa,Stanieria) |
|  |                                                                         |
|  | Spirulinales (Spirulina)                                                |
|  |                                                                         |

|  | Oscillatoriales (Moorea, Coleofasciculus)                                                                                            |
|  | |
|  | \| \| Chroococcales (Aphanothecaceae), Pleurocapsales (Pleurocapsa,Stanieria) \| \| \| \| \| \| Spirulinales (Spirulina) \| \| \| \| |
|  | |
|  | Chroococcales (Aphanothecaceae), Pleurocapsales (Pleurocapsa,Stanieria)                                                              |
|  | |
|  | Spirulinales (Spirulina) |
|  | |

|  | Chroococcales (Aphanothecaceae), Pleurocapsales (Pleurocapsa,Stanieria) |
|  |                                                                         |
|  | Spirulinales (Spirulina)                                                |
|  |                                                                         |

|  | Oscillatoriales (Moorea, Coleofasciculus)                                                                                            |
|  | |
|  | \| \| Chroococcales (Aphanothecaceae), Pleurocapsales (Pleurocapsa,Stanieria) \| \| \| \| \| \| Spirulinales (Spirulina) \| \| \| \| |
|  | |
|  | Chroococcales (Aphanothecaceae), Pleurocapsales (Pleurocapsa,Stanieria)                                                              |
|  | |
|  | Spirulinales (Spirulina) |
|  | |

|  | Chroococcales (Aphanothecaceae), Pleurocapsales (Pleurocapsa,Stanieria) |
|  |                                                                         |
|  | Spirulinales (Spirulina)                                                |
|  |                                                                         |

|  | Oscillatoriales (Moorea, Coleofasciculus)                                                                                            |
|  | |
|  | \| \| Chroococcales (Aphanothecaceae), Pleurocapsales (Pleurocapsa,Stanieria) \| \| \| \| \| \| Spirulinales (Spirulina) \| \| \| \| |
|  | |
|  | Chroococcales (Aphanothecaceae), Pleurocapsales (Pleurocapsa,Stanieria)                                                              |
|  | |
|  | Spirulinales (Spirulina) |
|  | |

|  | Chroococcales (Aphanothecaceae), Pleurocapsales (Pleurocapsa,Stanieria) |
|  |                                                                         |
|  | Spirulinales (Spirulina)                                                |
|  |                                                                         |

|  | Oscillatoriales (Moorea, Coleofasciculus)                                                                                            |
|  | |
|  | \| \| Chroococcales (Aphanothecaceae), Pleurocapsales (Pleurocapsa,Stanieria) \| \| \| \| \| \| Spirulinales (Spirulina) \| \| \| \| |
|  | |
|  | Chroococcales (Aphanothecaceae), Pleurocapsales (Pleurocapsa,Stanieria)                                                              |
|  | |
|  | Spirulinales (Spirulina) |
|  | |

|  | Chroococcales (Aphanothecaceae), Pleurocapsales (Pleurocapsa,Stanieria) |
|  |                                                                         |
|  | Spirulinales (Spirulina)                                                |
|  |                                                                         |

|  | Oscillatoriales (Moorea, Coleofasciculus)                                                                                            |
|  | |
|  | \| \| Chroococcales (Aphanothecaceae), Pleurocapsales (Pleurocapsa,Stanieria) \| \| \| \| \| \| Spirulinales (Spirulina) \| \| \| \| |
|  | |
|  | Chroococcales (Aphanothecaceae), Pleurocapsales (Pleurocapsa,Stanieria)                                                              |
|  | |
|  | Spirulinales (Spirulina) |
|  | |

|  | Chroococcales (Aphanothecaceae), Pleurocapsales (Pleurocapsa,Stanieria) |
|  |                                                                         |
|  | Spirulinales (Spirulina)                                                |
|  |                                                                         |

|  | Oscillatoriales (Moorea, Coleofasciculus)                                                                                            |
|  | |
|  | \| \| Chroococcales (Aphanothecaceae), Pleurocapsales (Pleurocapsa,Stanieria) \| \| \| \| \| \| Spirulinales (Spirulina) \| \| \| \| |
|  | |
|  | Chroococcales (Aphanothecaceae), Pleurocapsales (Pleurocapsa,Stanieria)                                                              |
|  | |
|  | Spirulinales (Spirulina) |
|  | |

|  | Chroococcales (Aphanothecaceae), Pleurocapsales (Pleurocapsa,Stanieria) |
|  |                                                                         |
|  | Spirulinales (Spirulina)                                                |
|  |                                                                         |

|  | Oscillatoriales (Moorea, Coleofasciculus)                                                                                            |
|  | |
|  | \| \| Chroococcales (Aphanothecaceae), Pleurocapsales (Pleurocapsa,Stanieria) \| \| \| \| \| \| Spirulinales (Spirulina) \| \| \| \| |
|  | |
|  | Chroococcales (Aphanothecaceae), Pleurocapsales (Pleurocapsa,Stanieria)                                                              |
|  | |
|  | Spirulinales (Spirulina) |
|  | |

|  | Chroococcales (Aphanothecaceae), Pleurocapsales (Pleurocapsa,Stanieria) |
|  |                                                                         |
|  | Spirulinales (Spirulina)                                                |
|  |                                                                         |

|  | Oscillatoriales (Moorea, Coleofasciculus)                                                                                            |
|  | |
|  | \| \| Chroococcales (Aphanothecaceae), Pleurocapsales (Pleurocapsa,Stanieria) \| \| \| \| \| \| Spirulinales (Spirulina) \| \| \| \| |
|  | |
|  | Chroococcales (Aphanothecaceae), Pleurocapsales (Pleurocapsa,Stanieria)                                                              |
|  | |
|  | Spirulinales (Spirulina) |
|  | |

|  | Chroococcales (Aphanothecaceae), Pleurocapsales (Pleurocapsa,Stanieria) |
|  |                                                                         |
|  | Spirulinales (Spirulina)                                                |
|  |                                                                         |

|  | Oscillatoriales (Moorea, Coleofasciculus)                                                                                            |
|  | |
|  | \| \| Chroococcales (Aphanothecaceae), Pleurocapsales (Pleurocapsa,Stanieria) \| \| \| \| \| \| Spirulinales (Spirulina) \| \| \| \| |
|  | |
|  | Chroococcales (Aphanothecaceae), Pleurocapsales (Pleurocapsa,Stanieria)                                                              |
|  | |
|  | Spirulinales (Spirulina) |
|  | |

|  | Chroococcales (Aphanothecaceae), Pleurocapsales (Pleurocapsa,Stanieria) |
|  |                                                                         |
|  | Spirulinales (Spirulina)                                                |
|  |                                                                         |

|  | Oscillatoriales (Moorea, Coleofasciculus)                                                                                            |
|  | |
|  | \| \| Chroococcales (Aphanothecaceae), Pleurocapsales (Pleurocapsa,Stanieria) \| \| \| \| \| \| Spirulinales (Spirulina) \| \| \| \| |
|  | |
|  | Chroococcales (Aphanothecaceae), Pleurocapsales (Pleurocapsa,Stanieria)                                                              |
|  | |
|  | Spirulinales (Spirulina) |
|  | |

|  | Chroococcales (Aphanothecaceae), Pleurocapsales (Pleurocapsa,Stanieria) |
|  |                                                                         |
|  | Spirulinales (Spirulina)                                                |
|  |                                                                         |

|  | Oscillatoriales (Moorea, Coleofasciculus)                                                                                            |
|  | |
|  | \| \| Chroococcales (Aphanothecaceae), Pleurocapsales (Pleurocapsa,Stanieria) \| \| \| \| \| \| Spirulinales (Spirulina) \| \| \| \| |
|  | |
|  | Chroococcales (Aphanothecaceae), Pleurocapsales (Pleurocapsa,Stanieria)                                                              |
|  | |
|  | Spirulinales (Spirulina) |
|  | |

|  | Chroococcales (Aphanothecaceae), Pleurocapsales (Pleurocapsa,Stanieria) |
|  |                                                                         |
|  | Spirulinales (Spirulina)                                                |
|  |                                                                         |

|  | Oscillatoriales (Moorea, Coleofasciculus)                                                                                            |
|  | |
|  | \| \| Chroococcales (Aphanothecaceae), Pleurocapsales (Pleurocapsa,Stanieria) \| \| \| \| \| \| Spirulinales (Spirulina) \| \| \| \| |
|  | |
|  | Chroococcales (Aphanothecaceae), Pleurocapsales (Pleurocapsa,Stanieria)                                                              |
|  | |
|  | Spirulinales (Spirulina) |
|  | |

|  | Chroococcales (Aphanothecaceae), Pleurocapsales (Pleurocapsa,Stanieria) |
|  |                                                                         |
|  | Spirulinales (Spirulina)                                                |
|  |                                                                         |

|  | Oscillatoriales (Moorea, Coleofasciculus)                                                                                            |
|  | |
|  | \| \| Chroococcales (Aphanothecaceae), Pleurocapsales (Pleurocapsa,Stanieria) \| \| \| \| \| \| Spirulinales (Spirulina) \| \| \| \| |
|  | |
|  | Chroococcales (Aphanothecaceae), Pleurocapsales (Pleurocapsa,Stanieria)                                                              |
|  | |
|  | Spirulinales (Spirulina) |
|  | |

|  | Chroococcales (Aphanothecaceae), Pleurocapsales (Pleurocapsa,Stanieria) |
|  |                                                                         |
|  | Spirulinales (Spirulina)                                                |
|  |                                                                         |

|  | Oscillatoriales (Moorea, Coleofasciculus)                                                                                            |
|  | |
|  | \| \| Chroococcales (Aphanothecaceae), Pleurocapsales (Pleurocapsa,Stanieria) \| \| \| \| \| \| Spirulinales (Spirulina) \| \| \| \| |
|  | |
|  | Chroococcales (Aphanothecaceae), Pleurocapsales (Pleurocapsa,Stanieria)                                                              |
|  | |
|  | Spirulinales (Spirulina) |
|  | |

|  | Chroococcales (Aphanothecaceae), Pleurocapsales (Pleurocapsa,Stanieria) |
|  |                                                                         |
|  | Spirulinales (Spirulina)                                                |
|  |                                                                         |

|  | Oscillatoriales (Moorea, Coleofasciculus)                                                                                            |
|  | |
|  | \| \| Chroococcales (Aphanothecaceae), Pleurocapsales (Pleurocapsa,Stanieria) \| \| \| \| \| \| Spirulinales (Spirulina) \| \| \| \| |
|  | |
|  | Chroococcales (Aphanothecaceae), Pleurocapsales (Pleurocapsa,Stanieria)                                                              |
|  | |
|  | Spirulinales (Spirulina) |
|  | |

|  | Chroococcales (Aphanothecaceae), Pleurocapsales (Pleurocapsa,Stanieria) |
|  |                                                                         |
|  | Spirulinales (Spirulina)                                                |
|  |                                                                         |

|  | Oscillatoriales (Moorea, Coleofasciculus)                                                                                            |
|  | |
|  | \| \| Chroococcales (Aphanothecaceae), Pleurocapsales (Pleurocapsa,Stanieria) \| \| \| \| \| \| Spirulinales (Spirulina) \| \| \| \| |
|  | |
|  | Chroococcales (Aphanothecaceae), Pleurocapsales (Pleurocapsa,Stanieria)                                                              |
|  | |
|  | Spirulinales (Spirulina) |
|  | |

|  | Chroococcales (Aphanothecaceae), Pleurocapsales (Pleurocapsa,Stanieria) |
|  |                                                                         |
|  | Spirulinales (Spirulina)                                                |
|  |                                                                         |

|  | Oscillatoriales (Moorea, Coleofasciculus)                                                                                            |
|  | |
|  | \| \| Chroococcales (Aphanothecaceae), Pleurocapsales (Pleurocapsa,Stanieria) \| \| \| \| \| \| Spirulinales (Spirulina) \| \| \| \| |
|  | |
|  | Chroococcales (Aphanothecaceae), Pleurocapsales (Pleurocapsa,Stanieria)                                                              |
|  | |
|  | Spirulinales (Spirulina) |
|  | |

|  | Chroococcales (Aphanothecaceae), Pleurocapsales (Pleurocapsa,Stanieria) |
|  |                                                                         |
|  | Spirulinales (Spirulina)                                                |
|  |                                                                         |

|  | Oscillatoriales (Moorea, Coleofasciculus)                                                                                            |
|  | |
|  | \| \| Chroococcales (Aphanothecaceae), Pleurocapsales (Pleurocapsa,Stanieria) \| \| \| \| \| \| Spirulinales (Spirulina) \| \| \| \| |
|  | |
|  | Chroococcales (Aphanothecaceae), Pleurocapsales (Pleurocapsa,Stanieria)                                                              |
|  | |
|  | Spirulinales (Spirulina) |
|  | |

|  | Chroococcales (Aphanothecaceae), Pleurocapsales (Pleurocapsa,Stanieria) |
|  |                                                                         |
|  | Spirulinales (Spirulina)                                                |
|  |                                                                         |

|  | Oscillatoriales (Moorea, Coleofasciculus)                                                                                            |
|  | |
|  | \| \| Chroococcales (Aphanothecaceae), Pleurocapsales (Pleurocapsa,Stanieria) \| \| \| \| \| \| Spirulinales (Spirulina) \| \| \| \| |
|  | |
|  | Chroococcales (Aphanothecaceae), Pleurocapsales (Pleurocapsa,Stanieria)                                                              |
|  | |
|  | Spirulinales (Spirulina) |
|  | |

|  | Chroococcales (Aphanothecaceae), Pleurocapsales (Pleurocapsa,Stanieria) |
|  |                                                                         |
|  | Spirulinales (Spirulina)                                                |
|  |                                                                         |

|  | Oscillatoriales (Moorea, Coleofasciculus)                                                                                            |
|  | |
|  | \| \| Chroococcales (Aphanothecaceae), Pleurocapsales (Pleurocapsa,Stanieria) \| \| \| \| \| \| Spirulinales (Spirulina) \| \| \| \| |
|  | |
|  | Chroococcales (Aphanothecaceae), Pleurocapsales (Pleurocapsa,Stanieria)                                                              |
|  | |
|  | Spirulinales (Spirulina) |
|  | |

|  | Chroococcales (Aphanothecaceae), Pleurocapsales (Pleurocapsa,Stanieria) |
|  |                                                                         |
|  | Spirulinales (Spirulina)                                                |
|  |                                                                         |

|  | Oscillatoriales (Moorea, Coleofasciculus)                                                                                            |
|  | |
|  | \| \| Chroococcales (Aphanothecaceae), Pleurocapsales (Pleurocapsa,Stanieria) \| \| \| \| \| \| Spirulinales (Spirulina) \| \| \| \| |
|  | |
|  | Chroococcales (Aphanothecaceae), Pleurocapsales (Pleurocapsa,Stanieria)                                                              |
|  | |
|  | Spirulinales (Spirulina) |
|  | |

|  | Chroococcales (Aphanothecaceae), Pleurocapsales (Pleurocapsa,Stanieria) |
|  |                                                                         |
|  | Spirulinales (Spirulina)                                                |
|  |                                                                         |

|  | Oscillatoriales (Moorea, Coleofasciculus)                                                                                            |
|  | |
|  | \| \| Chroococcales (Aphanothecaceae), Pleurocapsales (Pleurocapsa,Stanieria) \| \| \| \| \| \| Spirulinales (Spirulina) \| \| \| \| |
|  | |
|  | Chroococcales (Aphanothecaceae), Pleurocapsales (Pleurocapsa,Stanieria)                                                              |
|  | |
|  | Spirulinales (Spirulina) |
|  | |

|  | Chroococcales (Aphanothecaceae), Pleurocapsales (Pleurocapsa,Stanieria) |
|  |                                                                         |
|  | Spirulinales (Spirulina)                                                |
|  |                                                                         |

|  | Oscillatoriales (Moorea, Coleofasciculus)                                                                                            |
|  | |
|  | \| \| Chroococcales (Aphanothecaceae), Pleurocapsales (Pleurocapsa,Stanieria) \| \| \| \| \| \| Spirulinales (Spirulina) \| \| \| \| |
|  | |
|  | Chroococcales (Aphanothecaceae), Pleurocapsales (Pleurocapsa,Stanieria)                                                              |
|  | |
|  | Spirulinales (Spirulina) |
|  | |

|  | Chroococcales (Aphanothecaceae), Pleurocapsales (Pleurocapsa,Stanieria) |
|  |                                                                         |
|  | Spirulinales (Spirulina)                                                |
|  |                                                                         |

|  | Oscillatoriales (Moorea, Coleofasciculus)                                                                                            |
|  | |
|  | \| \| Chroococcales (Aphanothecaceae), Pleurocapsales (Pleurocapsa,Stanieria) \| \| \| \| \| \| Spirulinales (Spirulina) \| \| \| \| |
|  | |
|  | Chroococcales (Aphanothecaceae), Pleurocapsales (Pleurocapsa,Stanieria)                                                              |
|  | |
|  | Spirulinales (Spirulina) |
|  | |

|  | Chroococcales (Aphanothecaceae), Pleurocapsales (Pleurocapsa,Stanieria) |
|  |                                                                         |
|  | Spirulinales (Spirulina)                                                |
|  |                                                                         |

|  | Oscillatoriales (Moorea, Coleofasciculus)                                                                                            |
|  | |
|  | \| \| Chroococcales (Aphanothecaceae), Pleurocapsales (Pleurocapsa,Stanieria) \| \| \| \| \| \| Spirulinales (Spirulina) \| \| \| \| |
|  | |
|  | Chroococcales (Aphanothecaceae), Pleurocapsales (Pleurocapsa,Stanieria)                                                              |
|  | |
|  | Spirulinales (Spirulina) |
|  | |

|  | Chroococcales (Aphanothecaceae), Pleurocapsales (Pleurocapsa,Stanieria) |
|  |                                                                         |
|  | Spirulinales (Spirulina)                                                |
|  |                                                                         |

|  | Oscillatoriales (Moorea, Coleofasciculus)                                                                                            |
|  | |
|  | \| \| Chroococcales (Aphanothecaceae), Pleurocapsales (Pleurocapsa,Stanieria) \| \| \| \| \| \| Spirulinales (Spirulina) \| \| \| \| |
|  | |
|  | Chroococcales (Aphanothecaceae), Pleurocapsales (Pleurocapsa,Stanieria)                                                              |
|  | |
|  | Spirulinales (Spirulina) |
|  | |

|  | Chroococcales (Aphanothecaceae), Pleurocapsales (Pleurocapsa,Stanieria) |
|  |                                                                         |
|  | Spirulinales (Spirulina)                                                |
|  |                                                                         |

|  | Oscillatoriales (Moorea, Coleofasciculus)                                                                                            |
|  | |
|  | \| \| Chroococcales (Aphanothecaceae), Pleurocapsales (Pleurocapsa,Stanieria) \| \| \| \| \| \| Spirulinales (Spirulina) \| \| \| \| |
|  | |
|  | Chroococcales (Aphanothecaceae), Pleurocapsales (Pleurocapsa,Stanieria)                                                              |
|  | |
|  | Spirulinales (Spirulina) |
|  | |

|  | Chroococcales (Aphanothecaceae), Pleurocapsales (Pleurocapsa,Stanieria) |
|  |                                                                         |
|  | Spirulinales (Spirulina)                                                |
|  |                                                                         |

|  | Oscillatoriales (Moorea, Coleofasciculus)                                                                                            |
|  | |
|  | \| \| Chroococcales (Aphanothecaceae), Pleurocapsales (Pleurocapsa,Stanieria) \| \| \| \| \| \| Spirulinales (Spirulina) \| \| \| \| |
|  | |
|  | Chroococcales (Aphanothecaceae), Pleurocapsales (Pleurocapsa,Stanieria)                                                              |
|  | |
|  | Spirulinales (Spirulina) |
|  | |

|  | Chroococcales (Aphanothecaceae), Pleurocapsales (Pleurocapsa,Stanieria) |
|  |                                                                         |
|  | Spirulinales (Spirulina)                                                |
|  |                                                                         |

|  | Oscillatoriales (Moorea, Coleofasciculus)                                                                                            |
|  | |
|  | \| \| Chroococcales (Aphanothecaceae), Pleurocapsales (Pleurocapsa,Stanieria) \| \| \| \| \| \| Spirulinales (Spirulina) \| \| \| \| |
|  | |
|  | Chroococcales (Aphanothecaceae), Pleurocapsales (Pleurocapsa,Stanieria)                                                              |
|  | |
|  | Spirulinales (Spirulina) |
|  | |

|  | Chroococcales (Aphanothecaceae), Pleurocapsales (Pleurocapsa,Stanieria) |
|  |                                                                         |
|  | Spirulinales (Spirulina)                                                |
|  |                                                                         |

|  | Oscillatoriales (Moorea, Coleofasciculus)                                                                                            |
|  | |
|  | \| \| Chroococcales (Aphanothecaceae), Pleurocapsales (Pleurocapsa,Stanieria) \| \| \| \| \| \| Spirulinales (Spirulina) \| \| \| \| |
|  | |
|  | Chroococcales (Aphanothecaceae), Pleurocapsales (Pleurocapsa,Stanieria)                                                              |
|  | |
|  | Spirulinales (Spirulina) |
|  | |

|  | Chroococcales (Aphanothecaceae), Pleurocapsales (Pleurocapsa,Stanieria) |
|  |                                                                         |
|  | Spirulinales (Spirulina)                                                |
|  |                                                                         |

|  | Oscillatoriales (Moorea, Coleofasciculus)                                                                                            |
|  | |
|  | \| \| Chroococcales (Aphanothecaceae), Pleurocapsales (Pleurocapsa,Stanieria) \| \| \| \| \| \| Spirulinales (Spirulina) \| \| \| \| |
|  | |
|  | Chroococcales (Aphanothecaceae), Pleurocapsales (Pleurocapsa,Stanieria)                                                              |
|  | |
|  | Spirulinales (Spirulina) |
|  | |

|  | Chroococcales (Aphanothecaceae), Pleurocapsales (Pleurocapsa,Stanieria) |
|  |                                                                         |
|  | Spirulinales (Spirulina)                                                |
|  |                                                                         |

|  | Oscillatoriales (Moorea, Coleofasciculus)                                                                                            |
|  | |
|  | \| \| Chroococcales (Aphanothecaceae), Pleurocapsales (Pleurocapsa,Stanieria) \| \| \| \| \| \| Spirulinales (Spirulina) \| \| \| \| |
|  | |
|  | Chroococcales (Aphanothecaceae), Pleurocapsales (Pleurocapsa,Stanieria)                                                              |
|  | |
|  | Spirulinales (Spirulina) |
|  | |

|  | Chroococcales (Aphanothecaceae), Pleurocapsales (Pleurocapsa,Stanieria) |
|  |                                                                         |
|  | Spirulinales (Spirulina)                                                |
|  |                                                                         |

|  | Oscillatoriales (Moorea, Coleofasciculus)                                                                                            |
|  | |
|  | \| \| Chroococcales (Aphanothecaceae), Pleurocapsales (Pleurocapsa,Stanieria) \| \| \| \| \| \| Spirulinales (Spirulina) \| \| \| \| |
|  | |
|  | Chroococcales (Aphanothecaceae), Pleurocapsales (Pleurocapsa,Stanieria)                                                              |
|  | |
|  | Spirulinales (Spirulina) |
|  | |

|  | Chroococcales (Aphanothecaceae), Pleurocapsales (Pleurocapsa,Stanieria) |
|  |                                                                         |
|  | Spirulinales (Spirulina)                                                |
|  |                                                                         |

|  | Oscillatoriales (Moorea, Coleofasciculus)                                                                                            |
|  | |
|  | \| \| Chroococcales (Aphanothecaceae), Pleurocapsales (Pleurocapsa,Stanieria) \| \| \| \| \| \| Spirulinales (Spirulina) \| \| \| \| |
|  | |
|  | Chroococcales (Aphanothecaceae), Pleurocapsales (Pleurocapsa,Stanieria)                                                              |
|  | |
|  | Spirulinales (Spirulina) |
|  | |

|  | Chroococcales (Aphanothecaceae), Pleurocapsales (Pleurocapsa,Stanieria) |
|  |                                                                         |
|  | Spirulinales (Spirulina)                                                |
|  |                                                                         |

|  | Oscillatoriales (Moorea, Coleofasciculus)                                                                                            |
|  | |
|  | \| \| Chroococcales (Aphanothecaceae), Pleurocapsales (Pleurocapsa,Stanieria) \| \| \| \| \| \| Spirulinales (Spirulina) \| \| \| \| |
|  | |
|  | Chroococcales (Aphanothecaceae), Pleurocapsales (Pleurocapsa,Stanieria)                                                              |
|  | |
|  | Spirulinales (Spirulina) |
|  | |

|  | Chroococcales (Aphanothecaceae), Pleurocapsales (Pleurocapsa,Stanieria) |
|  |                                                                         |
|  | Spirulinales (Spirulina)                                                |
|  |                                                                         |

|  | Oscillatoriales (Moorea, Coleofasciculus)                                                                                            |
|  | |
|  | \| \| Chroococcales (Aphanothecaceae), Pleurocapsales (Pleurocapsa,Stanieria) \| \| \| \| \| \| Spirulinales (Spirulina) \| \| \| \| |
|  | |
|  | Chroococcales (Aphanothecaceae), Pleurocapsales (Pleurocapsa,Stanieria)                                                              |
|  | |
|  | Spirulinales (Spirulina) |
|  | |

|  | Chroococcales (Aphanothecaceae), Pleurocapsales (Pleurocapsa,Stanieria) |
|  |                                                                         |
|  | Spirulinales (Spirulina)                                                |
|  |                                                                         |

|  | Oscillatoriales (Moorea, Coleofasciculus)                                                                                            |
|  | |
|  | \| \| Chroococcales (Aphanothecaceae), Pleurocapsales (Pleurocapsa,Stanieria) \| \| \| \| \| \| Spirulinales (Spirulina) \| \| \| \| |
|  | |
|  | Chroococcales (Aphanothecaceae), Pleurocapsales (Pleurocapsa,Stanieria)                                                              |
|  | |
|  | Spirulinales (Spirulina) |
|  | |

|  | Chroococcales (Aphanothecaceae), Pleurocapsales (Pleurocapsa,Stanieria) |
|  |                                                                         |
|  | Spirulinales (Spirulina)                                                |
|  |                                                                         |

|  | Oscillatoriales (Moorea, Coleofasciculus)                                                                                            |
|  | |
|  | \| \| Chroococcales (Aphanothecaceae), Pleurocapsales (Pleurocapsa,Stanieria) \| \| \| \| \| \| Spirulinales (Spirulina) \| \| \| \| |
|  | |
|  | Chroococcales (Aphanothecaceae), Pleurocapsales (Pleurocapsa,Stanieria)                                                              |
|  | |
|  | Spirulinales (Spirulina) |
|  | |

|  | Chroococcales (Aphanothecaceae), Pleurocapsales (Pleurocapsa,Stanieria) |
|  |                                                                         |
|  | Spirulinales (Spirulina)                                                |
|  |                                                                         |

|  | Oscillatoriales (Moorea, Coleofasciculus)                                                                                            |
|  | |
|  | \| \| Chroococcales (Aphanothecaceae), Pleurocapsales (Pleurocapsa,Stanieria) \| \| \| \| \| \| Spirulinales (Spirulina) \| \| \| \| |
|  | |
|  | Chroococcales (Aphanothecaceae), Pleurocapsales (Pleurocapsa,Stanieria)                                                              |
|  | |
|  | Spirulinales (Spirulina) |
|  | |

|  | Chroococcales (Aphanothecaceae), Pleurocapsales (Pleurocapsa,Stanieria) |
|  |                                                                         |
|  | Spirulinales (Spirulina)                                                |
|  |                                                                         |

|  | Oscillatoriales (Moorea, Coleofasciculus)                                                                                            |
|  | |
|  | \| \| Chroococcales (Aphanothecaceae), Pleurocapsales (Pleurocapsa,Stanieria) \| \| \| \| \| \| Spirulinales (Spirulina) \| \| \| \| |
|  | |
|  | Chroococcales (Aphanothecaceae), Pleurocapsales (Pleurocapsa,Stanieria)                                                              |
|  | |
|  | Spirulinales (Spirulina) |
|  | |

|  | Chroococcales (Aphanothecaceae), Pleurocapsales (Pleurocapsa,Stanieria) |
|  |                                                                         |
|  | Spirulinales (Spirulina)                                                |
|  |                                                                         |

|  | Oscillatoriales (Moorea, Coleofasciculus)                                                                                            |
|  | |
|  | \| \| Chroococcales (Aphanothecaceae), Pleurocapsales (Pleurocapsa,Stanieria) \| \| \| \| \| \| Spirulinales (Spirulina) \| \| \| \| |
|  | |
|  | Chroococcales (Aphanothecaceae), Pleurocapsales (Pleurocapsa,Stanieria)                                                              |
|  | |
|  | Spirulinales (Spirulina) |
|  | |

|  | Chroococcales (Aphanothecaceae), Pleurocapsales (Pleurocapsa,Stanieria) |
|  |                                                                         |
|  | Spirulinales (Spirulina)                                                |
|  |                                                                         |

|  | Oscillatoriales (Moorea, Coleofasciculus)                                                                                            |
|  | |
|  | \| \| Chroococcales (Aphanothecaceae), Pleurocapsales (Pleurocapsa,Stanieria) \| \| \| \| \| \| Spirulinales (Spirulina) \| \| \| \| |
|  | |
|  | Chroococcales (Aphanothecaceae), Pleurocapsales (Pleurocapsa,Stanieria)                                                              |
|  | |
|  | Spirulinales (Spirulina) |
|  | |

|  | Chroococcales (Aphanothecaceae), Pleurocapsales (Pleurocapsa,Stanieria) |
|  |                                                                         |
|  | Spirulinales (Spirulina)                                                |
|  |                                                                         |

|  | Oscillatoriales (Moorea, Coleofasciculus)                                                                                            |
|  | |
|  | \| \| Chroococcales (Aphanothecaceae), Pleurocapsales (Pleurocapsa,Stanieria) \| \| \| \| \| \| Spirulinales (Spirulina) \| \| \| \| |
|  | |
|  | Chroococcales (Aphanothecaceae), Pleurocapsales (Pleurocapsa,Stanieria)                                                              |
|  | |
|  | Spirulinales (Spirulina) |
|  | |

|  | Chroococcales (Aphanothecaceae), Pleurocapsales (Pleurocapsa,Stanieria) |
|  |                                                                         |
|  | Spirulinales (Spirulina)                                                |
|  |                                                                         |

|  | Oscillatoriales (Moorea, Coleofasciculus)                                                                                            |
|  | |
|  | \| \| Chroococcales (Aphanothecaceae), Pleurocapsales (Pleurocapsa,Stanieria) \| \| \| \| \| \| Spirulinales (Spirulina) \| \| \| \| |
|  | |
|  | Chroococcales (Aphanothecaceae), Pleurocapsales (Pleurocapsa,Stanieria)                                                              |
|  | |
|  | Spirulinales (Spirulina) |
|  | |

|  | Chroococcales (Aphanothecaceae), Pleurocapsales (Pleurocapsa,Stanieria) |
|  |                                                                         |
|  | Spirulinales (Spirulina)                                                |
|  |                                                                         |

|  | Oscillatoriales (Moorea, Coleofasciculus)                                                                                            |
|  | |
|  | \| \| Chroococcales (Aphanothecaceae), Pleurocapsales (Pleurocapsa,Stanieria) \| \| \| \| \| \| Spirulinales (Spirulina) \| \| \| \| |
|  | |
|  | Chroococcales (Aphanothecaceae), Pleurocapsales (Pleurocapsa,Stanieria)                                                              |
|  | |
|  | Spirulinales (Spirulina) |
|  | |

|  | Chroococcales (Aphanothecaceae), Pleurocapsales (Pleurocapsa,Stanieria) |
|  |                                                                         |
|  | Spirulinales (Spirulina)                                                |
|  |                                                                         |

|  | Oscillatoriales (Moorea, Coleofasciculus)                                                                                            |
|  | |
|  | \| \| Chroococcales (Aphanothecaceae), Pleurocapsales (Pleurocapsa,Stanieria) \| \| \| \| \| \| Spirulinales (Spirulina) \| \| \| \| |
|  | |
|  | Chroococcales (Aphanothecaceae), Pleurocapsales (Pleurocapsa,Stanieria)                                                              |
|  | |
|  | Spirulinales (Spirulina) |
|  | |

|  | Chroococcales (Aphanothecaceae), Pleurocapsales (Pleurocapsa,Stanieria) |
|  |                                                                         |
|  | Spirulinales (Spirulina)                                                |
|  |                                                                         |

|  | Oscillatoriales (Moorea, Coleofasciculus)                                                                                            |
|  | |
|  | \| \| Chroococcales (Aphanothecaceae), Pleurocapsales (Pleurocapsa,Stanieria) \| \| \| \| \| \| Spirulinales (Spirulina) \| \| \| \| |
|  | |
|  | Chroococcales (Aphanothecaceae), Pleurocapsales (Pleurocapsa,Stanieria)                                                              |
|  | |
|  | Spirulinales (Spirulina) |
|  | |

|  | Chroococcales (Aphanothecaceae), Pleurocapsales (Pleurocapsa,Stanieria) |
|  |                                                                         |
|  | Spirulinales (Spirulina)                                                |
|  |                                                                         |

|  | Oscillatoriales (Moorea, Coleofasciculus)                                                                                            |
|  | |
|  | \| \| Chroococcales (Aphanothecaceae), Pleurocapsales (Pleurocapsa,Stanieria) \| \| \| \| \| \| Spirulinales (Spirulina) \| \| \| \| |
|  | |
|  | Chroococcales (Aphanothecaceae), Pleurocapsales (Pleurocapsa,Stanieria)                                                              |
|  | |
|  | Spirulinales (Spirulina) |
|  | |

|  | Chroococcales (Aphanothecaceae), Pleurocapsales (Pleurocapsa,Stanieria) |
|  |                                                                         |
|  | Spirulinales (Spirulina)                                                |
|  |                                                                         |

|  | Oscillatoriales (Moorea, Coleofasciculus)                                                                                            |
|  | |
|  | \| \| Chroococcales (Aphanothecaceae), Pleurocapsales (Pleurocapsa,Stanieria) \| \| \| \| \| \| Spirulinales (Spirulina) \| \| \| \| |
|  | |
|  | Chroococcales (Aphanothecaceae), Pleurocapsales (Pleurocapsa,Stanieria)                                                              |
|  | |
|  | Spirulinales (Spirulina) |
|  | |

|  | Chroococcales (Aphanothecaceae), Pleurocapsales (Pleurocapsa,Stanieria) |
|  |                                                                         |
|  | Spirulinales (Spirulina)                                                |
|  |                                                                         |

|  | Oscillatoriales (Moorea, Coleofasciculus)                                                                                            |
|  | |
|  | \| \| Chroococcales (Aphanothecaceae), Pleurocapsales (Pleurocapsa,Stanieria) \| \| \| \| \| \| Spirulinales (Spirulina) \| \| \| \| |
|  | |
|  | Chroococcales (Aphanothecaceae), Pleurocapsales (Pleurocapsa,Stanieria)                                                              |
|  | |
|  | Spirulinales (Spirulina) |
|  | |

|  | Chroococcales (Aphanothecaceae), Pleurocapsales (Pleurocapsa,Stanieria) |
|  |                                                                         |
|  | Spirulinales (Spirulina)                                                |
|  |                                                                         |

|  | Oscillatoriales (Moorea, Coleofasciculus)                                                                                            |
|  | |
|  | \| \| Chroococcales (Aphanothecaceae), Pleurocapsales (Pleurocapsa,Stanieria) \| \| \| \| \| \| Spirulinales (Spirulina) \| \| \| \| |
|  | |
|  | Chroococcales (Aphanothecaceae), Pleurocapsales (Pleurocapsa,Stanieria)                                                              |
|  | |
|  | Spirulinales (Spirulina) |
|  | |

|  | Chroococcales (Aphanothecaceae), Pleurocapsales (Pleurocapsa,Stanieria) |
|  |                                                                         |
|  | Spirulinales (Spirulina)                                                |
|  |                                                                         |

|  | Oscillatoriales (Moorea, Coleofasciculus)                                                                                            |
|  | |
|  | \| \| Chroococcales (Aphanothecaceae), Pleurocapsales (Pleurocapsa,Stanieria) \| \| \| \| \| \| Spirulinales (Spirulina) \| \| \| \| |
|  | |
|  | Chroococcales (Aphanothecaceae), Pleurocapsales (Pleurocapsa,Stanieria)                                                              |
|  | |
|  | Spirulinales (Spirulina) |
|  | |

|  | Chroococcales (Aphanothecaceae), Pleurocapsales (Pleurocapsa,Stanieria) |
|  |                                                                         |
|  | Spirulinales (Spirulina)                                                |
|  |                                                                         |

|  | Oscillatoriales (Moorea, Coleofasciculus)                                                                                            |
|  | |
|  | \| \| Chroococcales (Aphanothecaceae), Pleurocapsales (Pleurocapsa,Stanieria) \| \| \| \| \| \| Spirulinales (Spirulina) \| \| \| \| |
|  | |
|  | Chroococcales (Aphanothecaceae), Pleurocapsales (Pleurocapsa,Stanieria)                                                              |
|  | |
|  | Spirulinales (Spirulina) |
|  | |

|  | Chroococcales (Aphanothecaceae), Pleurocapsales (Pleurocapsa,Stanieria) |
|  |                                                                         |
|  | Spirulinales (Spirulina)                                                |
|  |                                                                         |

|  | Oscillatoriales (Moorea, Coleofasciculus)                                                                                            |
|  | |
|  | \| \| Chroococcales (Aphanothecaceae), Pleurocapsales (Pleurocapsa,Stanieria) \| \| \| \| \| \| Spirulinales (Spirulina) \| \| \| \| |
|  | |
|  | Chroococcales (Aphanothecaceae), Pleurocapsales (Pleurocapsa,Stanieria)                                                              |
|  | |
|  | Spirulinales (Spirulina) |
|  | |

|  | Chroococcales (Aphanothecaceae), Pleurocapsales (Pleurocapsa,Stanieria) |
|  |                                                                         |
|  | Spirulinales (Spirulina)                                                |
|  |                                                                         |

|  | Oscillatoriales (Moorea, Coleofasciculus)                                                                                            |
|  | |
|  | \| \| Chroococcales (Aphanothecaceae), Pleurocapsales (Pleurocapsa,Stanieria) \| \| \| \| \| \| Spirulinales (Spirulina) \| \| \| \| |
|  | |
|  | Chroococcales (Aphanothecaceae), Pleurocapsales (Pleurocapsa,Stanieria)                                                              |
|  | |
|  | Spirulinales (Spirulina) |
|  | |

|  | Chroococcales (Aphanothecaceae), Pleurocapsales (Pleurocapsa,Stanieria) |
|  |                                                                         |
|  | Spirulinales (Spirulina)                                                |
|  |                                                                         |

|  | Oscillatoriales (Moorea, Coleofasciculus)                                                                                            |
|  | |
|  | \| \| Chroococcales (Aphanothecaceae), Pleurocapsales (Pleurocapsa,Stanieria) \| \| \| \| \| \| Spirulinales (Spirulina) \| \| \| \| |
|  | |
|  | Chroococcales (Aphanothecaceae), Pleurocapsales (Pleurocapsa,Stanieria)                                                              |
|  | |
|  | Spirulinales (Spirulina) |
|  | |

|  | Chroococcales (Aphanothecaceae), Pleurocapsales (Pleurocapsa,Stanieria) |
|  |                                                                         |
|  | Spirulinales (Spirulina)                                                |
|  |                                                                         |

|  | Oscillatoriales (Moorea, Coleofasciculus)                                                                                            |
|  | |
|  | \| \| Chroococcales (Aphanothecaceae), Pleurocapsales (Pleurocapsa,Stanieria) \| \| \| \| \| \| Spirulinales (Spirulina) \| \| \| \| |
|  | |
|  | Chroococcales (Aphanothecaceae), Pleurocapsales (Pleurocapsa,Stanieria)                                                              |
|  | |
|  | Spirulinales (Spirulina) |
|  | |

|  | Chroococcales (Aphanothecaceae), Pleurocapsales (Pleurocapsa,Stanieria) |
|  |                                                                         |
|  | Spirulinales (Spirulina)                                                |
|  |                                                                         |

|  | Oscillatoriales (Moorea, Coleofasciculus)                                                                                            |
|  | |
|  | \| \| Chroococcales (Aphanothecaceae), Pleurocapsales (Pleurocapsa,Stanieria) \| \| \| \| \| \| Spirulinales (Spirulina) \| \| \| \| |
|  | |
|  | Chroococcales (Aphanothecaceae), Pleurocapsales (Pleurocapsa,Stanieria)                                                              |
|  | |
|  | Spirulinales (Spirulina) |
|  | |

|  | Chroococcales (Aphanothecaceae), Pleurocapsales (Pleurocapsa,Stanieria) |
|  |                                                                         |
|  | Spirulinales (Spirulina)                                                |
|  |                                                                         |

|  | Oscillatoriales (Moorea, Coleofasciculus)                                                                                            |
|  | |
|  | \| \| Chroococcales (Aphanothecaceae), Pleurocapsales (Pleurocapsa,Stanieria) \| \| \| \| \| \| Spirulinales (Spirulina) \| \| \| \| |
|  | |
|  | Chroococcales (Aphanothecaceae), Pleurocapsales (Pleurocapsa,Stanieria)                                                              |
|  | |
|  | Spirulinales (Spirulina) |
|  | |

|  | Chroococcales (Aphanothecaceae), Pleurocapsales (Pleurocapsa,Stanieria) |
|  |                                                                         |
|  | Spirulinales (Spirulina)                                                |
|  |                                                                         |

|  | Oscillatoriales (Moorea, Coleofasciculus)                                                                                            |
|  | |
|  | \| \| Chroococcales (Aphanothecaceae), Pleurocapsales (Pleurocapsa,Stanieria) \| \| \| \| \| \| Spirulinales (Spirulina) \| \| \| \| |
|  | |
|  | Chroococcales (Aphanothecaceae), Pleurocapsales (Pleurocapsa,Stanieria)                                                              |
|  | |
|  | Spirulinales (Spirulina) |
|  | |

|  | Chroococcales (Aphanothecaceae), Pleurocapsales (Pleurocapsa,Stanieria) |
|  |                                                                         |
|  | Spirulinales (Spirulina)                                                |
|  |                                                                         |

|  | Oscillatoriales (Moorea, Coleofasciculus)                                                                                            |
|  | |
|  | \| \| Chroococcales (Aphanothecaceae), Pleurocapsales (Pleurocapsa,Stanieria) \| \| \| \| \| \| Spirulinales (Spirulina) \| \| \| \| |
|  | |
|  | Chroococcales (Aphanothecaceae), Pleurocapsales (Pleurocapsa,Stanieria)                                                              |
|  | |
|  | Spirulinales (Spirulina) |
|  | |

|  | Chroococcales (Aphanothecaceae), Pleurocapsales (Pleurocapsa,Stanieria) |
|  |                                                                         |
|  | Spirulinales (Spirulina)                                                |
|  |                                                                         |

|  | Oscillatoriales (Moorea, Coleofasciculus)                                                                                            |
|  | |
|  | \| \| Chroococcales (Aphanothecaceae), Pleurocapsales (Pleurocapsa,Stanieria) \| \| \| \| \| \| Spirulinales (Spirulina) \| \| \| \| |
|  | |
|  | Chroococcales (Aphanothecaceae), Pleurocapsales (Pleurocapsa,Stanieria)                                                              |
|  | |
|  | Spirulinales (Spirulina) |
|  | |

|  | Chroococcales (Aphanothecaceae), Pleurocapsales (Pleurocapsa,Stanieria) |
|  |                                                                         |
|  | Spirulinales (Spirulina)                                                |
|  |                                                                         |

|  | Oscillatoriales (Moorea, Coleofasciculus)                                                                                            |
|  | |
|  | \| \| Chroococcales (Aphanothecaceae), Pleurocapsales (Pleurocapsa,Stanieria) \| \| \| \| \| \| Spirulinales (Spirulina) \| \| \| \| |
|  | |
|  | Chroococcales (Aphanothecaceae), Pleurocapsales (Pleurocapsa,Stanieria)                                                              |
|  | |
|  | Spirulinales (Spirulina) |
|  | |

|  | Chroococcales (Aphanothecaceae), Pleurocapsales (Pleurocapsa,Stanieria) |
|  |                                                                         |
|  | Spirulinales (Spirulina)                                                |
|  |                                                                         |

|  | Oscillatoriales (Moorea, Coleofasciculus)                                                                                            |
|  | |
|  | \| \| Chroococcales (Aphanothecaceae), Pleurocapsales (Pleurocapsa,Stanieria) \| \| \| \| \| \| Spirulinales (Spirulina) \| \| \| \| |
|  | |
|  | Chroococcales (Aphanothecaceae), Pleurocapsales (Pleurocapsa,Stanieria)                                                              |
|  | |
|  | Spirulinales (Spirulina) |
|  | |

|  | Chroococcales (Aphanothecaceae), Pleurocapsales (Pleurocapsa,Stanieria) |
|  |                                                                         |
|  | Spirulinales (Spirulina)                                                |
|  |                                                                         |

|  | Oscillatoriales (Moorea, Coleofasciculus)                                                                                            |
|  | |
|  | \| \| Chroococcales (Aphanothecaceae), Pleurocapsales (Pleurocapsa,Stanieria) \| \| \| \| \| \| Spirulinales (Spirulina) \| \| \| \| |
|  | |
|  | Chroococcales (Aphanothecaceae), Pleurocapsales (Pleurocapsa,Stanieria)                                                              |
|  | |
|  | Spirulinales (Spirulina) |
|  | |

|  | Chroococcales (Aphanothecaceae), Pleurocapsales (Pleurocapsa,Stanieria) |
|  |                                                                         |
|  | Spirulinales (Spirulina)                                                |
|  |                                                                         |

|  | Oscillatoriales (Moorea, Coleofasciculus)                                                                                            |
|  | |
|  | \| \| Chroococcales (Aphanothecaceae), Pleurocapsales (Pleurocapsa,Stanieria) \| \| \| \| \| \| Spirulinales (Spirulina) \| \| \| \| |
|  | |
|  | Chroococcales (Aphanothecaceae), Pleurocapsales (Pleurocapsa,Stanieria)                                                              |
|  | |
|  | Spirulinales (Spirulina) |
|  | |

|  | Chroococcales (Aphanothecaceae), Pleurocapsales (Pleurocapsa,Stanieria) |
|  |                                                                         |
|  | Spirulinales (Spirulina)                                                |
|  |                                                                         |

|  | Oscillatoriales (Moorea, Coleofasciculus)                                                                                            |
|  | |
|  | \| \| Chroococcales (Aphanothecaceae), Pleurocapsales (Pleurocapsa,Stanieria) \| \| \| \| \| \| Spirulinales (Spirulina) \| \| \| \| |
|  | |
|  | Chroococcales (Aphanothecaceae), Pleurocapsales (Pleurocapsa,Stanieria)                                                              |
|  | |
|  | Spirulinales (Spirulina) |
|  | |

|  | Chroococcales (Aphanothecaceae), Pleurocapsales (Pleurocapsa,Stanieria) |
|  |                                                                         |
|  | Spirulinales (Spirulina)                                                |
|  |                                                                         |

|  | Oscillatoriales (Moorea, Coleofasciculus)                                                                                            |
|  | |
|  | \| \| Chroococcales (Aphanothecaceae), Pleurocapsales (Pleurocapsa,Stanieria) \| \| \| \| \| \| Spirulinales (Spirulina) \| \| \| \| |
|  | |
|  | Chroococcales (Aphanothecaceae), Pleurocapsales (Pleurocapsa,Stanieria)                                                              |
|  | |
|  | Spirulinales (Spirulina) |
|  | |

|  | Chroococcales (Aphanothecaceae), Pleurocapsales (Pleurocapsa,Stanieria) |
|  |                                                                         |
|  | Spirulinales (Spirulina)                                                |
|  |                                                                         |

|  | Oscillatoriales (Moorea, Coleofasciculus)                                                                                            |
|  | |
|  | \| \| Chroococcales (Aphanothecaceae), Pleurocapsales (Pleurocapsa,Stanieria) \| \| \| \| \| \| Spirulinales (Spirulina) \| \| \| \| |
|  | |
|  | Chroococcales (Aphanothecaceae), Pleurocapsales (Pleurocapsa,Stanieria)                                                              |
|  | |
|  | Spirulinales (Spirulina) |
|  | |

|  | Chroococcales (Aphanothecaceae), Pleurocapsales (Pleurocapsa,Stanieria) |
|  |                                                                         |
|  | Spirulinales (Spirulina)                                                |
|  |                                                                         |

|  | Oscillatoriales (Moorea, Coleofasciculus)                                                                                            |
|  | |
|  | \| \| Chroococcales (Aphanothecaceae), Pleurocapsales (Pleurocapsa,Stanieria) \| \| \| \| \| \| Spirulinales (Spirulina) \| \| \| \| |
|  | |
|  | Chroococcales (Aphanothecaceae), Pleurocapsales (Pleurocapsa,Stanieria)                                                              |
|  | |
|  | Spirulinales (Spirulina) |
|  | |

|  | Chroococcales (Aphanothecaceae), Pleurocapsales (Pleurocapsa,Stanieria) |
|  |                                                                         |
|  | Spirulinales (Spirulina)                                                |
|  |                                                                         |

|  | Oscillatoriales (Moorea, Coleofasciculus)                                                                                            |
|  | |
|  | \| \| Chroococcales (Aphanothecaceae), Pleurocapsales (Pleurocapsa,Stanieria) \| \| \| \| \| \| Spirulinales (Spirulina) \| \| \| \| |
|  | |
|  | Chroococcales (Aphanothecaceae), Pleurocapsales (Pleurocapsa,Stanieria)                                                              |
|  | |
|  | Spirulinales (Spirulina) |
|  | |

|  | Chroococcales (Aphanothecaceae), Pleurocapsales (Pleurocapsa,Stanieria) |
|  |                                                                         |
|  | Spirulinales (Spirulina)                                                |
|  |                                                                         |

|  | Oscillatoriales (Moorea, Coleofasciculus)                                                                                            |
|  | |
|  | \| \| Chroococcales (Aphanothecaceae), Pleurocapsales (Pleurocapsa,Stanieria) \| \| \| \| \| \| Spirulinales (Spirulina) \| \| \| \| |
|  | |
|  | Chroococcales (Aphanothecaceae), Pleurocapsales (Pleurocapsa,Stanieria)                                                              |
|  | |
|  | Spirulinales (Spirulina) |
|  | |

|  | Chroococcales (Aphanothecaceae), Pleurocapsales (Pleurocapsa,Stanieria) |
|  |                                                                         |
|  | Spirulinales (Spirulina)                                                |
|  |                                                                         |

|  | Oscillatoriales (Moorea, Coleofasciculus)                                                                                            |
|  | |
|  | \| \| Chroococcales (Aphanothecaceae), Pleurocapsales (Pleurocapsa,Stanieria) \| \| \| \| \| \| Spirulinales (Spirulina) \| \| \| \| |
|  | |
|  | Chroococcales (Aphanothecaceae), Pleurocapsales (Pleurocapsa,Stanieria)                                                              |
|  | |
|  | Spirulinales (Spirulina) |
|  | |

|  | Chroococcales (Aphanothecaceae), Pleurocapsales (Pleurocapsa,Stanieria) |
|  |                                                                         |
|  | Spirulinales (Spirulina)                                                |
|  |                                                                         |

|  | Oscillatoriales (Moorea, Coleofasciculus)                                                                                            |
|  | |
|  | \| \| Chroococcales (Aphanothecaceae), Pleurocapsales (Pleurocapsa,Stanieria) \| \| \| \| \| \| Spirulinales (Spirulina) \| \| \| \| |
|  | |
|  | Chroococcales (Aphanothecaceae), Pleurocapsales (Pleurocapsa,Stanieria)                                                              |
|  | |
|  | Spirulinales (Spirulina) |
|  | |

|  | Chroococcales (Aphanothecaceae), Pleurocapsales (Pleurocapsa,Stanieria) |
|  |                                                                         |
|  | Spirulinales (Spirulina)                                                |
|  |                                                                         |

|  | Oscillatoriales (Moorea, Coleofasciculus)                                                                                            |
|  | |
|  | \| \| Chroococcales (Aphanothecaceae), Pleurocapsales (Pleurocapsa,Stanieria) \| \| \| \| \| \| Spirulinales (Spirulina) \| \| \| \| |
|  | |
|  | Chroococcales (Aphanothecaceae), Pleurocapsales (Pleurocapsa,Stanieria)                                                              |
|  | |
|  | Spirulinales (Spirulina) |
|  | |

|  | Chroococcales (Aphanothecaceae), Pleurocapsales (Pleurocapsa,Stanieria) |
|  |                                                                         |
|  | Spirulinales (Spirulina)                                                |
|  |                                                                         |

|  | Oscillatoriales (Moorea, Coleofasciculus)                                                                                            |
|  | |
|  | \| \| Chroococcales (Aphanothecaceae), Pleurocapsales (Pleurocapsa,Stanieria) \| \| \| \| \| \| Spirulinales (Spirulina) \| \| \| \| |
|  | |
|  | Chroococcales (Aphanothecaceae), Pleurocapsales (Pleurocapsa,Stanieria)                                                              |
|  | |
|  | Spirulinales (Spirulina) |
|  | |

|  | Chroococcales (Aphanothecaceae), Pleurocapsales (Pleurocapsa,Stanieria) |
|  |                                                                         |
|  | Spirulinales (Spirulina)                                                |
|  |                                                                         |

|  | Oscillatoriales (Moorea, Coleofasciculus)                                                                                            |
|  | |
|  | \| \| Chroococcales (Aphanothecaceae), Pleurocapsales (Pleurocapsa,Stanieria) \| \| \| \| \| \| Spirulinales (Spirulina) \| \| \| \| |
|  | |
|  | Chroococcales (Aphanothecaceae), Pleurocapsales (Pleurocapsa,Stanieria)                                                              |
|  | |
|  | Spirulinales (Spirulina) |
|  | |

|  | Chroococcales (Aphanothecaceae), Pleurocapsales (Pleurocapsa,Stanieria) |
|  |                                                                         |
|  | Spirulinales (Spirulina)                                                |
|  |                                                                         |

|  | Oscillatoriales (Moorea, Coleofasciculus)                                                                                            |
|  | |
|  | \| \| Chroococcales (Aphanothecaceae), Pleurocapsales (Pleurocapsa,Stanieria) \| \| \| \| \| \| Spirulinales (Spirulina) \| \| \| \| |
|  | |
|  | Chroococcales (Aphanothecaceae), Pleurocapsales (Pleurocapsa,Stanieria)                                                              |
|  | |
|  | Spirulinales (Spirulina) |
|  | |

|  | Chroococcales (Aphanothecaceae), Pleurocapsales (Pleurocapsa,Stanieria) |
|  |                                                                         |
|  | Spirulinales (Spirulina)                                                |
|  |                                                                         |

|  | Oscillatoriales (Moorea, Coleofasciculus)                                                                                            |
|  | |
|  | \| \| Chroococcales (Aphanothecaceae), Pleurocapsales (Pleurocapsa,Stanieria) \| \| \| \| \| \| Spirulinales (Spirulina) \| \| \| \| |
|  | |
|  | Chroococcales (Aphanothecaceae), Pleurocapsales (Pleurocapsa,Stanieria)                                                              |
|  | |
|  | Spirulinales (Spirulina) |
|  | |

|  | Chroococcales (Aphanothecaceae), Pleurocapsales (Pleurocapsa,Stanieria) |
|  |                                                                         |
|  | Spirulinales (Spirulina)                                                |
|  |                                                                         |

Anm.: [★] CgC = Crown group Cyanobacteria (bzw. Oxyphotobacteria)
Die sauerstofferzeugende (oxygene) Photosynthese ist ein abgeleitetes Merkmal der Cyanobakterien, die diese Fähigkeit neben vier weiteren Bakteriengruppen entwickelt haben – diese anderen sind Purpurbakterien, Grüne Nichtschwefelbakterien, Heliobakterien, Grüne Schwefelbakterien und die Acidobakterien
Sie nutzen das Sonnenlicht zur Photosynthese und setzten als Abfallprodukt Sauerstoff (O2) frei.
Für ein ausführliches Chronogramm siehe Chronogramm der Cyanobakterien nach Fournier et al. (2021).
Die Trennung der Linien von Melainabacteria und Cyanobacteria erfolgte vermutlich vor ca. 3,5 Milliarden Jahren.
Während dann offenbar die Melainabakterien Geißeln erwarben,
entwickelten die Cyanobakterien die Fähigkeit zur Photosynthese weiter.

## Bedeutung für die Atmosphäre
Vor etwa 2,4 bis 2,5 Milliarden Jahren veränderten die sich im Wasser massenhaft verbreitenden Vorläufer der heutigen Cyanobakterien entscheidend die Lebensbedingungen auf der Erde. Die massenhafte Produktion von Sauerstoff (durch Vertreter der Crown group der Cyanobakterien) bewirkte eine entscheidende Veränderung der bisher sauerstofflosen Atmosphäre in eine sauerstoffhaltige Atmosphäre (Große Sauerstoffkatastrophe, englisch Great Oxygenation Event, GOE).
Die Anfänge der sauerstoffproduzierenden Cyanobakterien liegen demnach gut 300 Millionen Jahre vor dem GOE (Nachlauf-Theorie).
Für diese Verzögerung wird der Impakt von Material durch auf die frühe Erde einschlagende Asteroiden in der Zeit vor 4 bis 2,5 Milliarden Jahren verantwortlich gemacht, das damals den Sauerstoff gebunden und aus der Atmosphäre entfernt hat.
In der Zeit vor dem eigentlichen GOE kam es zu so genannten „Whiffs“ – dem kurzzeitigen Anstieg des Sauerstoffgehalts in der Atmosphäre, so dass der Sauerstoffgehalt der Atmosphäre über einen gewissen Zeitraum wie ein Jo-Jo auf und abging.
Offenbar wurden diese Anstiege anfangs noch durch die Einschläge immer wieder unterbrochen (eine alternative Erklärung sieht jedoch eher einen durch Vulkanausbrüche verursachten Populationsanstieg mariner Mikroorganismen als Ursache der Whiffs).
Als das kosmische Bombardement nachließ, reicherte sich die Atmosphäre mit Sauerstoff an und es kam zum GOE.
Nach der Endosymbiontentheorie waren Vorfahren der heutigen Cyanobakterien die Vorläufer der Chloroplasten in grünen Pflanzen. Dafür spricht sowohl die übereinstimmende Zellanatomie als auch ein Satz übereinstimmender biochemischer Merkmale, welche die Cyanobakterien gleich wie die Chloroplasten von den Eigenschaften der Eukaryontenzellen unterscheiden.

## Gewässerbelastung und Bedeutung für die Tierwelt

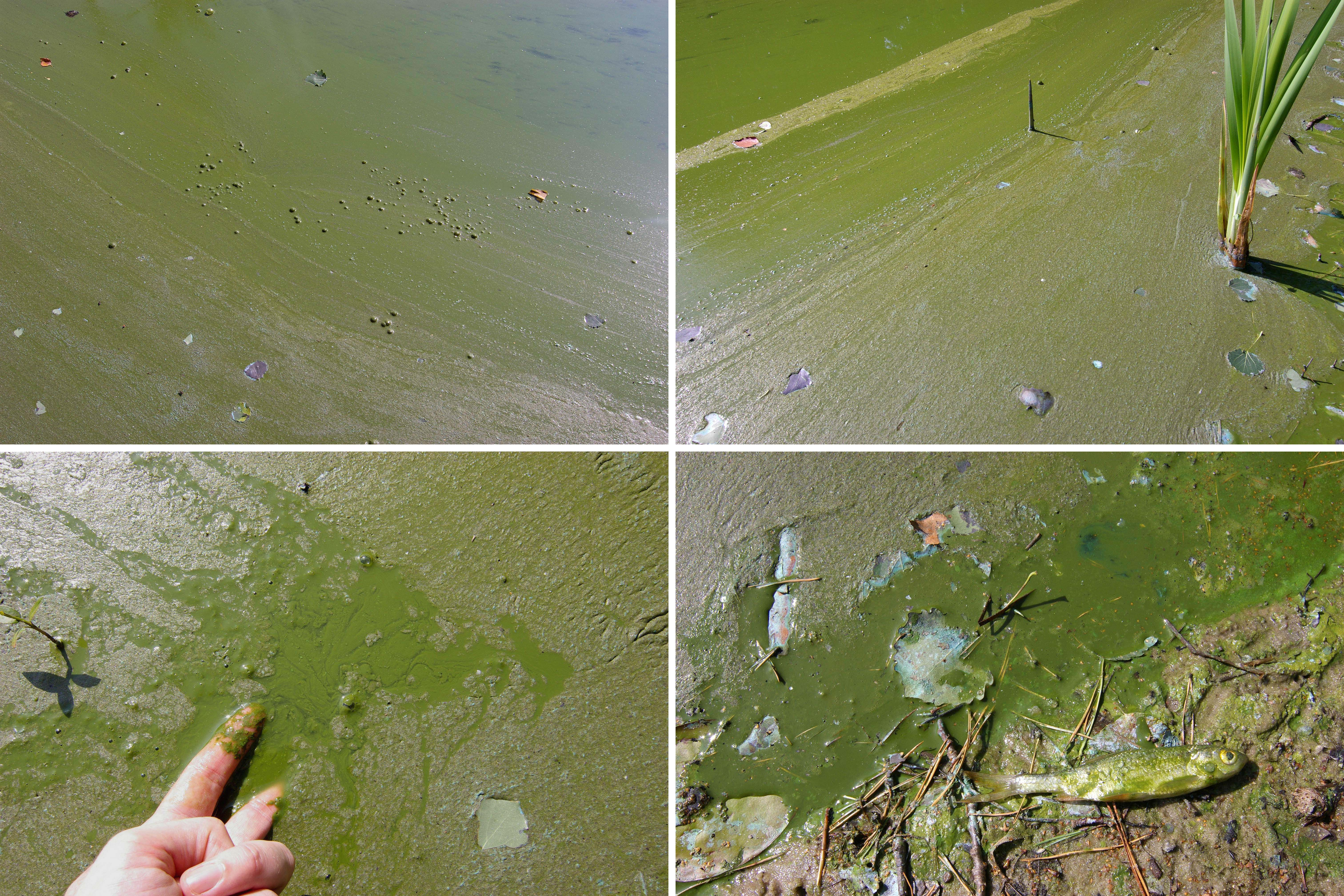
„Blaualgenblüte“ in einem Fischteich (Näheres in der Bildbeschreibung)

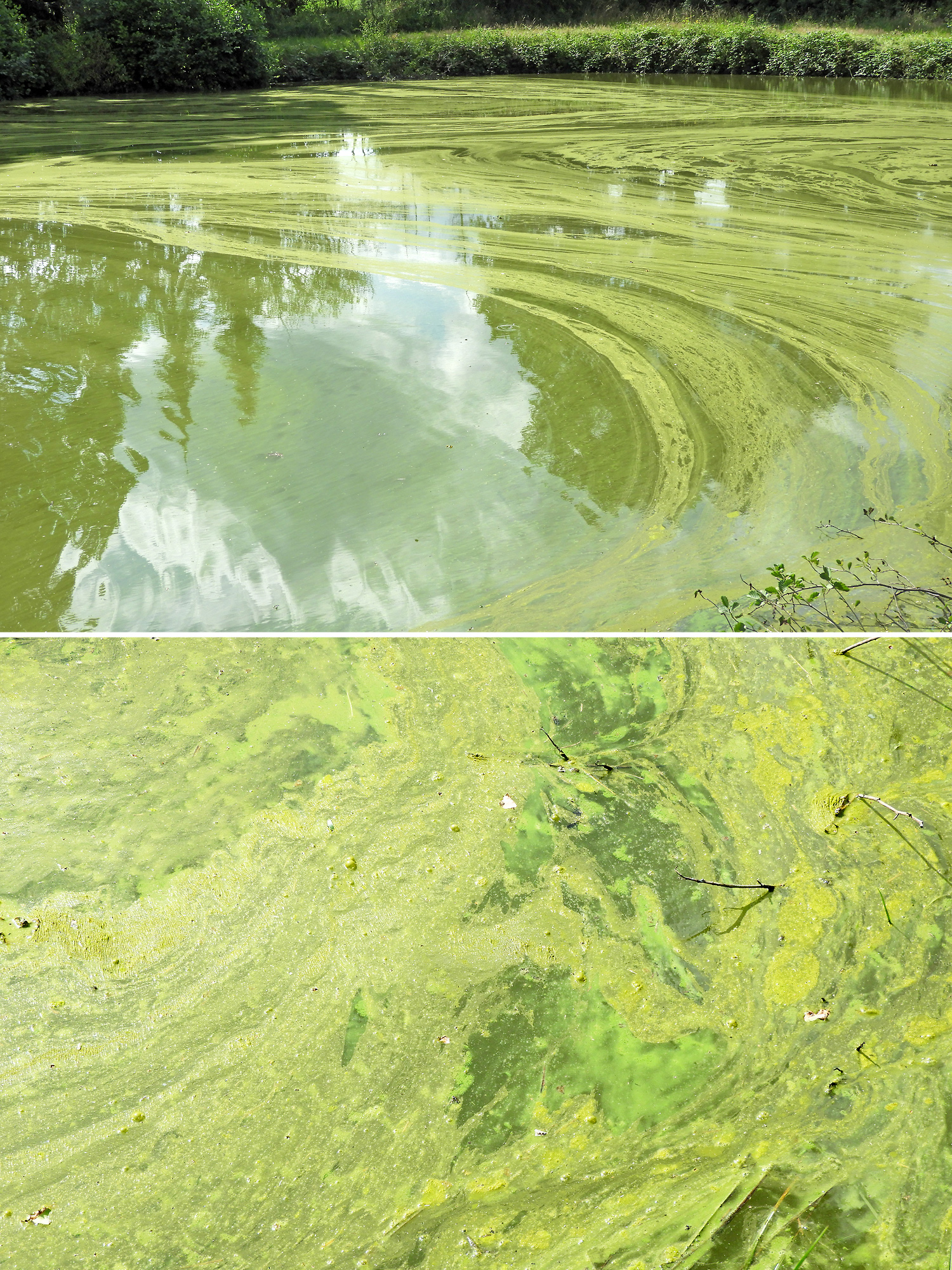
Schlierenartige „Blaualgenblüte“ mit Aufrahmung an der Wasseroberfläche in einem Fischteich

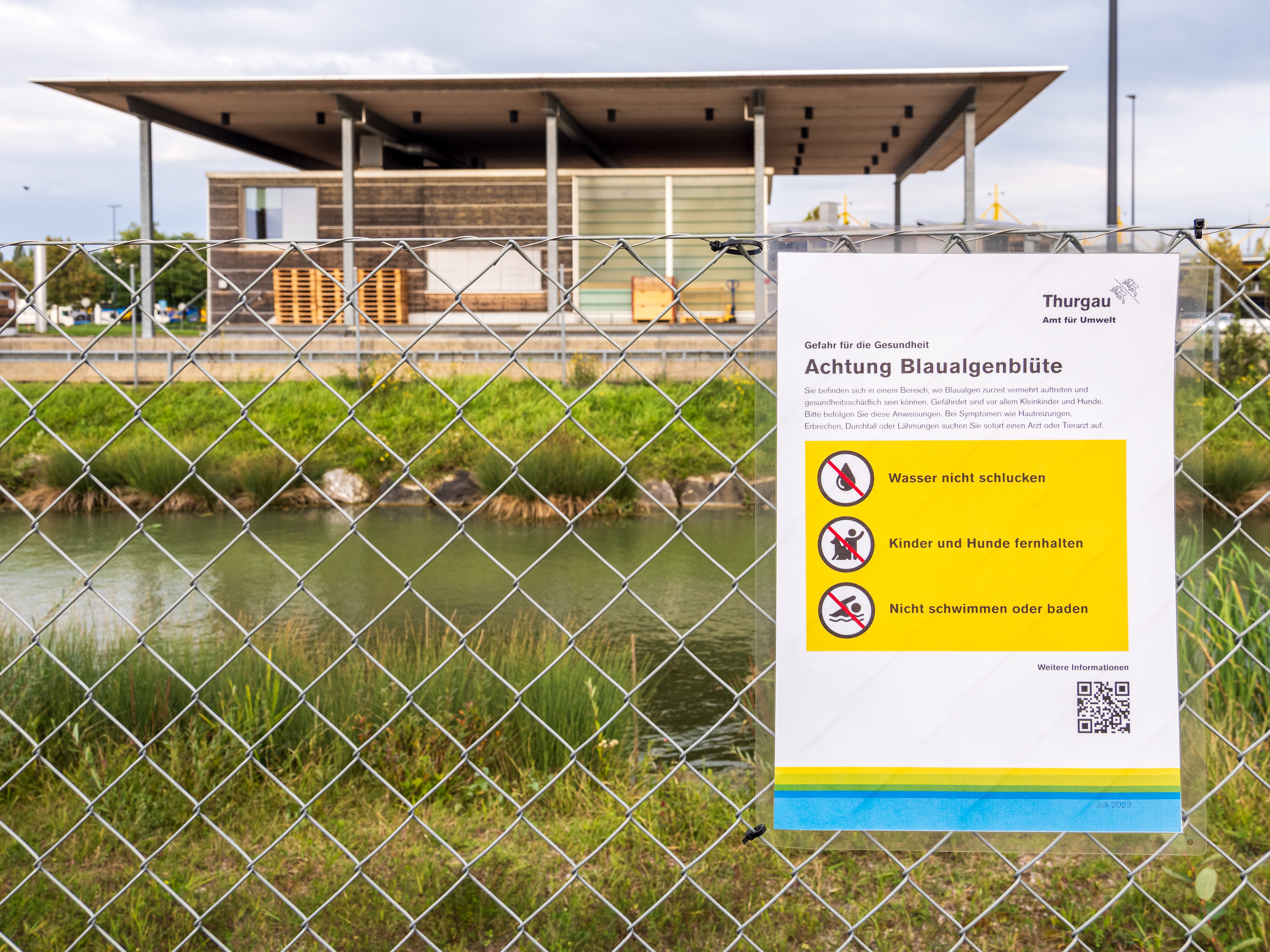
Warnhinweis: Achtung Blaualgenblüte

Eine Massenvermehrung von Cyanobakterien kann die Wasserqualität stark vermindern und die Gewässernutzung deutlich einschränken. Die Bakterien produzieren eine Vielzahl von Sekundärmetaboliten, die als Allelochemikalien, Antibiotika, Hormone und Toxine wirken und z. B. Fische und Zooplankton schädigen können. Einige der Toxine gehören zu den stärksten natürlichen Giften und können auch für Menschen und Landtiere gesundheitsgefährdend sein. So können bei Badenden etwa allergische Hautreaktionen entstehen und auch Entzündungen. Schluckt man cyanobakterienhaltiges Wasser, kann es zudem Magen- und Darminfektionen geben.
Seit 2017 sind im Tegeler See in Berlin schon mehrere Hunde kurz nach einem Aufenthalt am Algengift gestorben. Auch im Mandichosee bei Augsburg war 2019 die Konzentration des Cyanobakteriengifts Anatoxin A so hoch, dass mindestens ein Tier daran starb. Es handelte sich um Cyanobakterien der Gattung Tychonema, die auch mikroskopisch in den Seen nachgewiesen wurden. Im Sommer 2020 starben 6 Hunde nach einem Bad im Neuenburgersee infolge vermuteter erhöhter 'Blaualgenkonzentration', sodass ein Badeverbot erlassen wurde, und im August 2024 starben drei Hunde nach dem Baden im Rhein bei Schaffhausen ebenfalls an einer Blaualgenvergiftung.
In Botswana verendeten innerhalb weniger Monate im Jahr 2020 mehrere hundert Elefanten an Cyanobakterien.
In den USA erkranken seit den 1990er-Jahren gehäuft Vögel, Fische und Reptilien im Südosten der Vereinigten Staaten an einer tödlich verlaufenden neurologischen Erkrankung namens aviäre vakuoläre Myelinopathie. Dafür verantwortlich ist das Toxin Aetokthonotoxin. Für die Biosynthese dieses Toxins sind erhöhte Bromid-Konzentrationen in den Gewässern notwendig. Mit Bromid allein synthetisieren die Cyanobakterien allerdings noch keine großen Mengen des Nervengifts, sondern erst unter Stressfaktoren, wie einem Abfall der Wassertemperatur.
Nach dem Absterben der Cyanobakterienmassen wird bei deren mikrobiellem Abbau Sauerstoff verbraucht. Dadurch wird die Sauerstoffkonzentration im Gewässer oft stark verringert, was zu einem Fischsterben führen kann.
Die Bedingungen für starke Vermehrung von Cyanobakterien sind vielfältig und nicht immer eindeutig zu klären. Hoher Phosphat- und evtl. Stickstoffgehalt im Wasser – verursacht beispielsweise durch ungeklärte Abwässer mit Waschmittelrückständen oder durch Tierausscheidungen – können in Verbindung mit höheren Wassertemperaturen die Entwicklung der Bakterien begünstigen. Als Gegenmaßnahme wird z. B. in der Schweiz der Greifensee seit 2009 künstlich belüftet.